# Раздельная
Разде́льная (укр. Розді́льна) — город в Одесской области Украины. Административный центр Раздельнянского района и Раздельнянской городской общины. Здесь расположена узловая станция Одесской железной дороги, являющаяся узлом международного транспортного коридора. Железная дорога разделяет город с юго-востока на северо-запад практически на две равные по площади части. Также через город проходит автодорога территориального значения Т-1618.

## Название населённого пункта
По одной из версий, населённый пункт получил такое наименование из-за того, что здесь железнодорожная магистраль разделяется на Одессу и Тирасполь.
Согласно другой версии, возле железнодорожной станции было озеро, которое в засушливые года пересыхало и образовывалось два бассейна, разделённые линией суши. На этом месте была построена водокачка, которая давала воду для паровозов. Из-за этого станцию и назвали Водо-Раздельной. Впоследствии элемент Водо- отпал и осталась только вторая её часть — Раздельная.
А вот что писал в своей книге 1869 года «Геологический очерк Херсонской губернии» геолог Николай Барбот-де-Марни, проезжая по железной дороге:
Одесско-балтская дорога идёт по степи, разделяющей две большие долины, куяльницкую и кучурганскую; вот почему и говорят, что дорога идёт хребтом, водоразделом. 
Дореволюционное написание: Раздѣльная.

## История
За 100 лет до основания населённого пункта эти земли относились к Едисану — территории Едисанской Орды. По итогам русско-турецкой войны (1768—1774) Российская империя установила протекторат над этой территорией, заполучив выход к Чёрному морю, право иметь свой флот на море и право прохода через проливы Босфор и Дарданеллы. После чего началось активное заселение региона. На побережье быстрыми темпами развивался портовый город Одесса, возникла потребность связать его с крупными городами империи для быстрой переброски грузов. В связи с этим было принято решение о строительстве Юго-Западной железной дороги.
| Период                   | Флаг                                       | Страна                 | Административное подчинение    | Административное подчинение                               | Период                                                    | Уезд, волость, район                     | Период                         |
| ------------------------ | ------------------------------------------ | ---------------------- | ------------------------------ | --------------------------------------------------------- | --------------------------------------------------------- | ---------------------------------------- | ------------------------------ |
| 1863- 14.09.1917         |                                            | Российская империя     | Херсонская губерния            | Херсонская губерния                                       | 1863- 06.03.1918                                          | Тираспольский уезд, Розальевская волость | 1863-1906                      |
| 1863- 14.09.1917         | Тираспольский уезд, Понятовская волость    | Российская империя     | Херсонская губерния            | Херсонская губерния                                       | 1863- 06.03.1918                                          | 1906- 07.03.1923                         |                                |
| 14.09.1917- 07.11.1917   | Тираспольский уезд, Понятовская волость    |                        | Херсонская губерния            | Херсонская губерния                                       | 1863- 06.03.1918                                          | 1906- 07.03.1923                         | Российская республика          |
| 20.11.1917- 31.01.1918   | Тираспольский уезд, Понятовская волость    |                        | Херсонская губерния            | Херсонская губерния                                       | 1863- 06.03.1918                                          | 1906- 07.03.1923                         | Украинская Народная Республика |
| 31.01.1918- 13.03.1918   | Тираспольский уезд, Понятовская волость    |                        | Херсонская губерния            | Херсонская губерния                                       | 1863- 06.03.1918                                          | 1906- 07.03.1923                         | Одесская советская республика  |
| 13.03.1918- 29.04.1918-  | Тираспольский уезд, Понятовская волость    |                        | Украинская Народная Республика | земля Поднестровье (проект деления УНР по М. Грушевскому) | земля Поднестровье (проект деления УНР по М. Грушевскому) | 1906- 07.03.1923                         | 06.03.1918- 29.04.1918         |
| 29.04.1918- 14.12.1918   | Тираспольский уезд, Понятовская волость    |                        | Украинская держава             | Херсонская губерния                                       | Херсонская губерния                                       | 1906- 07.03.1923                         | 29.04.1918- 28.01.1920         |
| 14.12.1918- январь 1919  | Тираспольский уезд, Понятовская волость    |                        | Украинская Народная Республика | Херсонская губерния                                       | Херсонская губерния                                       | 1906- 07.03.1923                         | 29.04.1918- 28.01.1920         |
| январь 1919 - 13.02.1920 | Тираспольский уезд, Понятовская волость    | Междувластие           | Междувластие                   | Херсонская губерния                                       | Херсонская губерния                                       | 1906- 07.03.1923                         | 29.04.1918- 28.01.1920         |
| январь 1919 - 13.02.1920 | Тираспольский уезд, Понятовская волость    | Междувластие           | Междувластие                   | Одесская губерния                                         | Одесская губерния                                         | 1906- 07.03.1923                         | 28.01.1920- 07.03.1923         |
| 13.02.1920*- 30.12.1922  | Тираспольский уезд, Понятовская волость    |                        | Украинская ССР                 | Одесская губерния                                         | Одесская губерния                                         | 1906- 07.03.1923                         | 28.01.1920- 07.03.1923         |
| 30.12.1922- 08.08.1941   | Тираспольский уезд, Понятовская волость    |                        | СССР                           | УССР                                                      | Одесская губерния                                         | 1906- 07.03.1923                         | 28.01.1920- 07.03.1923         |
| 30.12.1922- 08.08.1941   | Одесская губерния, Одесский округ          | 07.03.1923- 01.08.1925 | СССР                           | УССР                                                      | Яновский (Тарасошевченковский) район                      | 07.03.1923- 15.09.1930                   |                                |
| 30.12.1922- 08.08.1941   | Одесский округ                             | 01.08.1925- 15.09.1930 | СССР                           | УССР                                                      | Яновский (Тарасошевченковский) район                      | 07.03.1923- 15.09.1930                   |                                |
| 30.12.1922- 08.08.1941   | Раздельнянский район                       | Раздельнянский район   | Раздельнянский район           | УССР                                                      | 15.09.1930- 27.02.1932                                    |                                          |                                |
| 30.12.1922- 08.08.1941   | Одесская область                           | 27.02.1932- 08.08.1941 | СССР                           | УССР                                                      | Раздельнянский район                                      | 27.02.1932- 10.08.1941                   |                                |
| 08.08.1941- 04.04.1944   |                                            | Королевство Румыния    | губернаторство Транснистрия    | губернаторство Транснистрия                               | 19.08.1941- 04.04.1944                                    | Тираспольский жудец, район Раздельная    | 19.08.1941- 04.04.1944         |
| 04.04.1944- 24.08.1991   |                                            | СССР                   | УССР                           | Одесская область                                          | 04.04.1944- 24.08.1991                                    | Раздельнянский район (советское деление) | 04.04.1944- 24.08.1991         |
| 24.08.1991- сегодня      |                                            | Украина                | Одесская область               | Одесская область                                          | 24.08.1991- сегодня                                       | Раздельнянский район (советское деление) | 24.08.1991- 17.07.2020         |
| 24.08.1991- сегодня      | Раздельнянский район (современное деление) | Украина                | Одесская область               | Одесская область                                          | 24.08.1991- сегодня                                       | 17.07.2020- сегодня                      |                                |

* официально УССР была образована 10 марта 1919 года, но окончательно советская власть укрепилась в городе в феврале 1920 года.

### XIX век

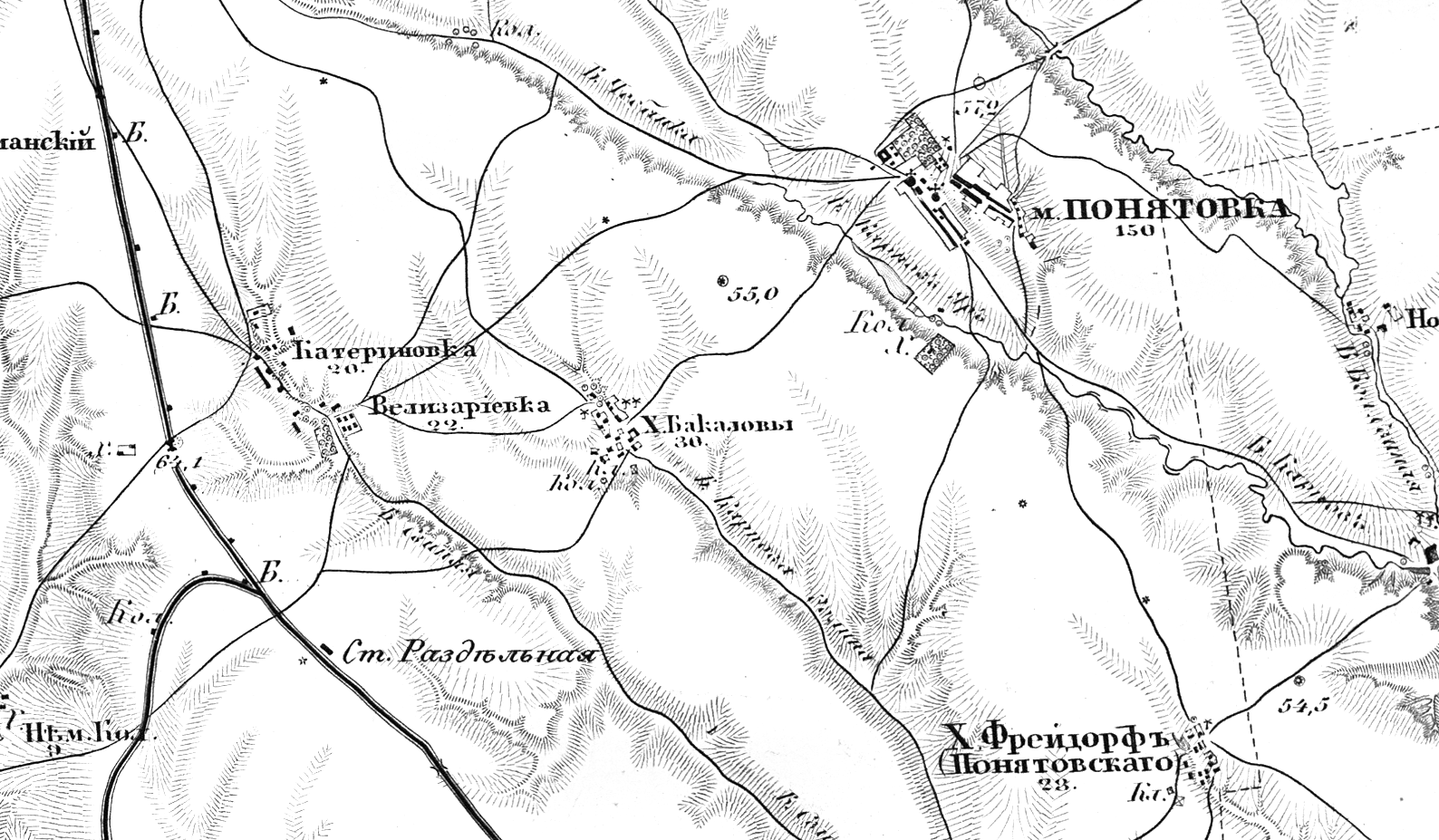
Станция Раздельная на военно-топографической карте Российской Империи (1868—1877 гг.)

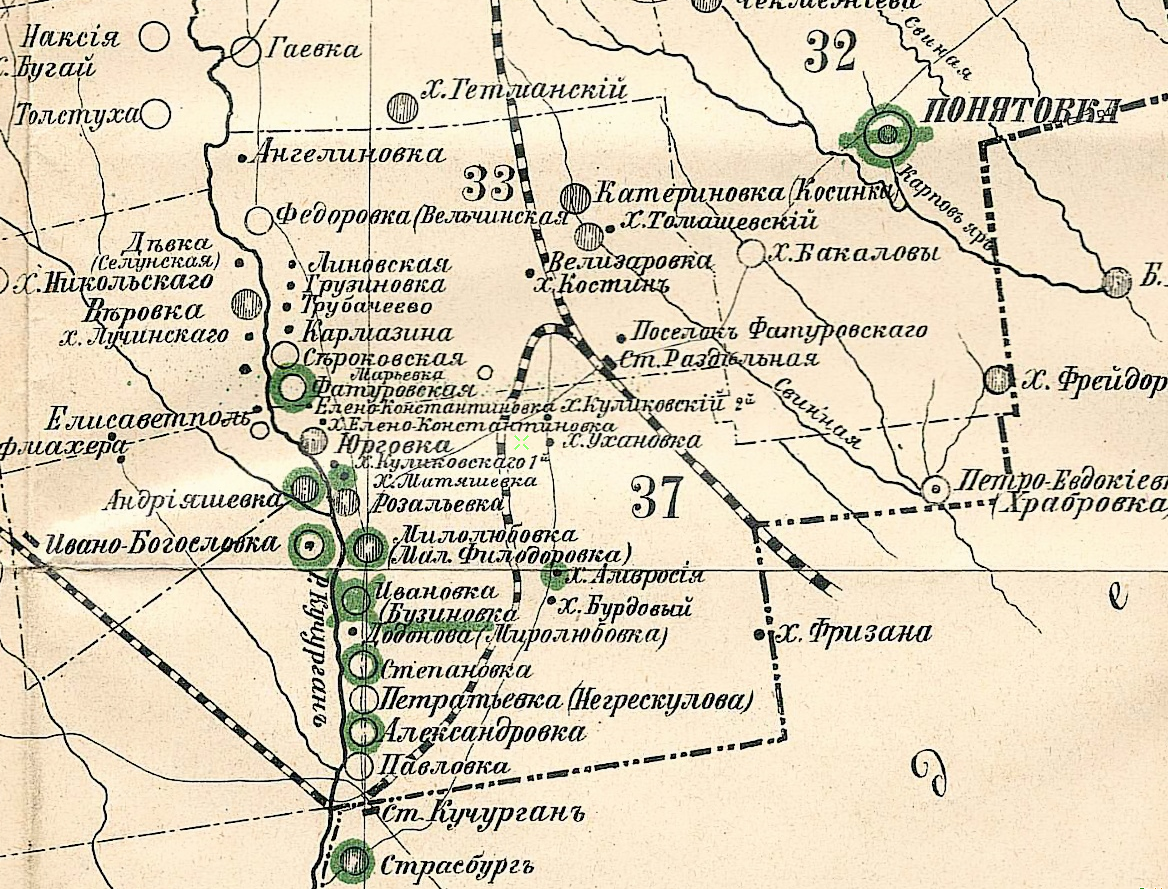
Станция Раздельная на карте Тираспольского уезда (1886)

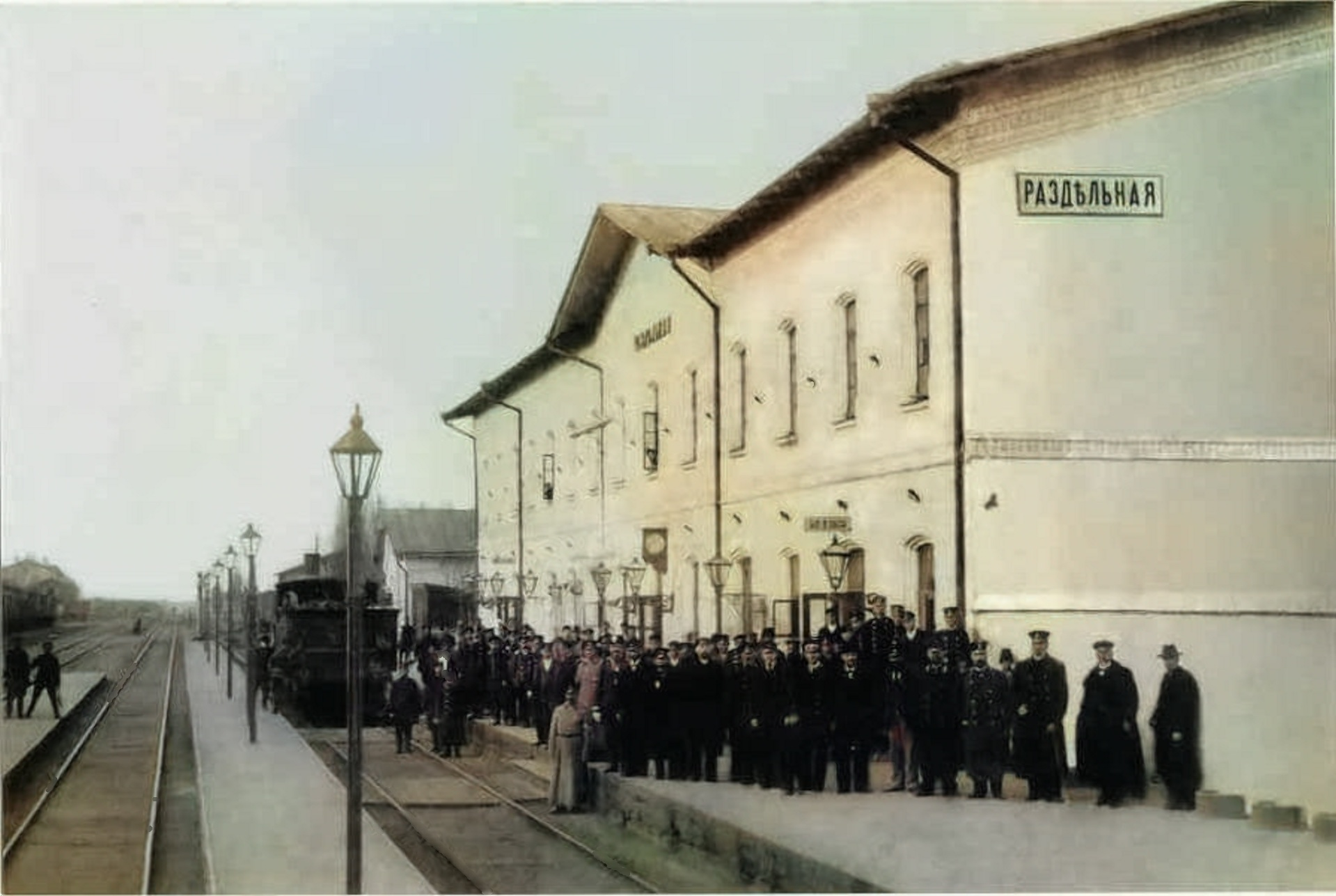
Открытие здания железнодорожного вокзала станции «Раздельная» (1893 г.)

Населённый пункт основан в 1863 году на территории Розальевской волости Тираспольского уезда Херсонской губернии Российской империи. Его основание связано со строительством железной дороги Одесса — Балта (изначально имела название Одесско-Парканская), начавшееся 4 мая 1863 года, призванное соединить хлебные ярмарки Балты с одесским портом. Подрядчиком строительства выступил барон Карл Карлович Унгерн фон Штеренберг. Станция Раздельная относилась ко ІІ классу станций. 3 ноября 1865 года состоялось торжественное открытие Одесско-Балтской железной дороги. Газета «Одесский вестник» так описывала это событие:
«Особый поезд, приготовленный более нежели на 200 приглашённых лиц, тронулся в 9 часов утра от портовой станции и, достигнув Товарной станции, остановился там для торжественного молебствия… Поезд, украшенный венками зелени, по совершении молебствия двинулся в путь, останавливаясь на станциях Выгода, Раздельная и Михельсталь), на которых совершены были освящения с молебствием… На станции Раздельная… для приглашенных лиц был приготовлен завтрак…
Из Михельстали поезд отправился обратно без перерыва до Одесской Товарной станции, куда прибыл в 5 часов пополудни. В самой Одессе устроены были арки с иллюминацией, под которыми проходил возвращающийся поезд. Любопытные по сторонам дороги при приближении поезда встречали его громкими „Ура!“. Вообще, весь день представлял ряд непрерывных оваций… Торжество дня завершилось блестящим обедом».
4 декабря 1865 года был открыт участок железной дороги Раздельная-Кучурган, началось регулярное движение поездов. 1 августа 1867 года этот участок был продлён до Тирасполя, а 15 августа 1871 года — до Кишинёва.
В 1866 году был проложен второй путь от Раздельной до Одессы, чтобы увеличить пропускную способность железной дороги.
В 1877—1878 годах на станции размещались продовольственные склады для солдат русско-турецкой войны.
В 1893 году на станции был построен каменный вокзал. На станции также имелась прачечная и помещения для отдыха паровозных и кондукторских бригад.
Известно, что 5 декабря 1890 года со станции Раздельная по дороге из Одессы в Москву Антон Чехов отправлял телеграмму брату Михаилу:
Приеду ~ субботу… — 8 декабря 
В 1893—1895 годах станция являлась конечным пунктом движения из Подольской и отчасти Киевской губернии. Отсюда рабочие добирались пешком к местным рынкам: в Петроверовку, Яновку и другие. В периоды интенсивного движения ежедневно могло пребывать до 300—400 рабочих. По воскресеньям при станции работал базар, где можно было нанять рабочих. В Раздельную также приходили одесские мещане и чернорабочие, среди которых было много орловцев, работающих в зимнее время в Одессе. В 1896 году Раздельная представляла небольшой посёлок из 20 подворий. Около землянок и бараков находились пекарня и два кабака; также на станции располагалась почтово-телеграфная контора 4 класса, снабжающая машинистов паровозов информацией про движения составов, и пост метеорологического наблюдения. В посёлке проживало 179 человек, которые были заняты в основном на железной дороге. Сам посёлок располагался на землях помещика Григория Борисовича Гроссул-Толстого, Федорова, Костина и Платонова. Работники зарабатывали всего 20—30 копеек в день, трудясь по 15—10 часов в сутки. Вода в колодцах была солёной, питьевую воду доставляли за 9 вёрст от станции.
При участии архитектора А. В. Кобелева в 1887—1892 годах на станции было возведено здание одноклассной школы.

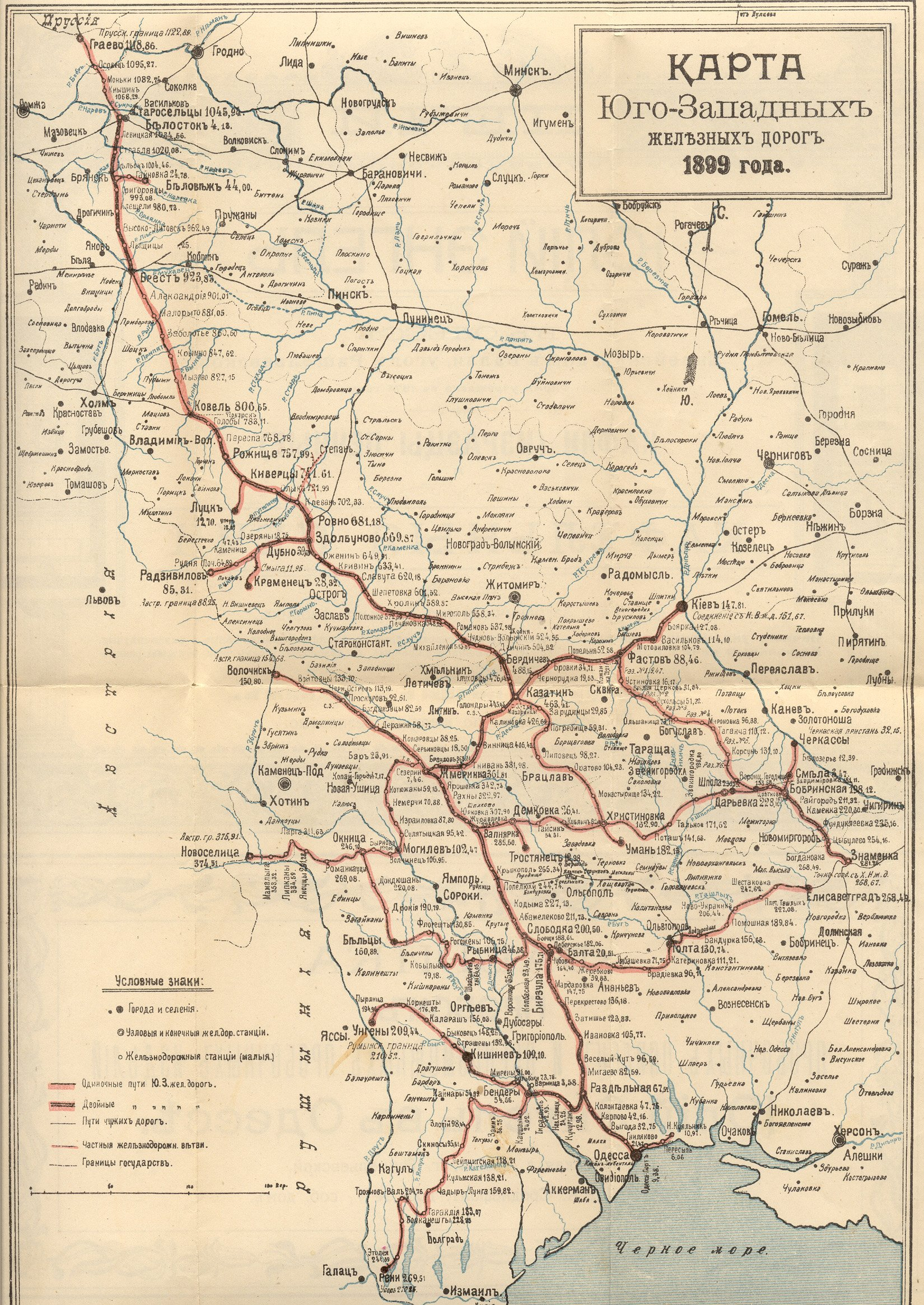
Раздельная на карте Юго-Западной железной дороги (1899 г.)

В 1898 году из-за увеличившегося пассажирского потока здание вокзала стало тесным и было капитально перестроено и расширено.

### XX век

#### История храма и высочайшие посещения Раздельной
См. также: Высочайшие посещения Одессы

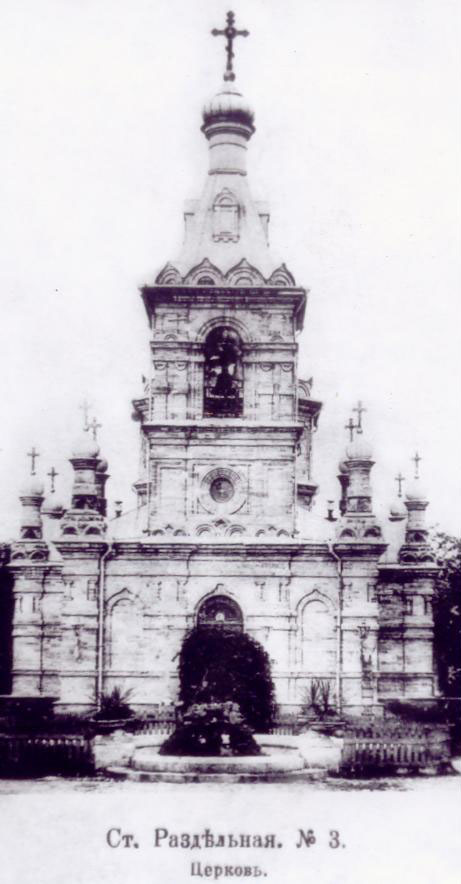
Дореволюционный вид Свято-Николаевской церкви в Раздельной

В 1899 году началось строительство, а в 1901 году была открыта церковь Святого Николая Чудотворца. Её по распоряжению императора Николая II построил Ипполит Николаевич Романович. В сентябре 1904 года Николай II прибыл в Раздельную вместе с женой Александрой Федоровной, где они посетили Свято-Николаевскую церковь. За усердие и проделанную работу император наградил отца Ипполита именными часами производства Павла Буре. Во второй раз Николай II посетил раздельнянский храм в 1911 году уже вместе с сыном, наследником царевичем Алексеем. В приходской школе до сих пор сохранились предметы мебели, подаренные Николаем II.

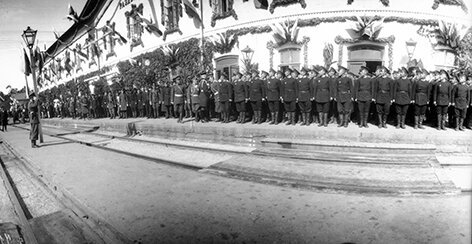
Построенные для встречи императора Николая 2 войска в ожидании приезда императора (сентябрь 1904 г.).

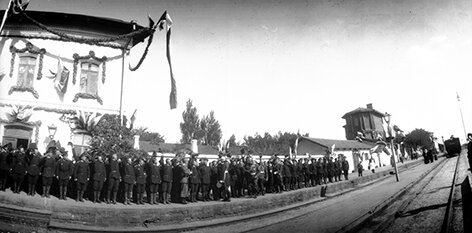
Построенные для встречи императора Николая 2 войска в ожидании приезда императора (сентябрь 1904 г.).

Из воспоминаний Николая II от 18 сентября 1904 года: 
«Великолепный солнечный день. В 9 ч. тронулись и через полчаса, проехав Тирасполь, остановились. На платформе стоял почетный караул от Астраханских драгун и депутации. Сел тут же на лошадь и отправился к 14-й пехотной дивизии и ее обозу, 53-й п. Волынский, 54-й п. Минский, 55-й п. Подольский и 56-й п. Житомирский полки представились великолепно. При отъезде они успели стать вдоль полотна, приятно было еще раз их увидеть. После завтрака на ст. Раздельной вышли из поезда Каульбарс и ком. 8-го корп. Мылов. Опять сделалось жарко в вагонах. На ст. Жмеринка была встреча от Подольского дворянства и губернии на огромном новом вокзале. Ночь была лунная».

Из дневников Николая II за 1909 год: 
«15 октября. Четверг. Ночь была тёплая и день тоже, чувствовалось, что приближаемся к югу. Читал бумаги с фельдъерем от Варшавы и окончил все. на ст. Раздельной принял губернского и уездных предводителей Бессарабской губ. В 9 часов прикатили в Одессу».

Также император посещал Раздельную в 1915 году. Из письма к жене:
«14 апреля 1915 года, Раздельная. Телеграмма. Горячее спасибо за письмо. Сегодня видел наших красавцев в Одессе на большом смотру. Посетил два госпиталя. Чудная летняя погода. Кирилл едет в оба других места. Крепко целую. Никки».

Из дневника: 
«8 ноября. Воскресенье. В 9 час. подошли к ст. Еремеевка. У самой жел. дороги большим покоем были выстроены все части 2-го арм. корпуса. Ген.-адъют. Щербачев ожидал у выхода из поезда. Было холодно, но тихо. Некоторые полки ещё не получили укомплектовании; все имели бодрый вид и проходили очень хорошо. Трудно, как хотелось бы поблагодарить части, в особенности когда их так много, а душа кипит от трепета. Около 11 час. смотр кончился и поехал дальше. На ст. Раздельной осмотрел несколько эшелонов пополнений и ратников 2-го разряда, следующих в Одессу. Завтракал с начальством второго арм. корпуса и довёз их до Тирасполя».
В 1904 (или 1905) году проект Раздельнянского храма на конкурсе культовых архитектурных строений в Париже был отмечен как один из лучших проектов среди архитектурных сооружений небольших православных храмов. Церковь была пятикупольной. Храм был расписан фресками. Интерьер характеризовался цельностью общего вида и был наполнен светом. Правильное расположение окон способствовало созданию игры света на стенах. При достаточно небольшой площади в нём сохранялось ощущение простора.
За всю историю существования храм дважды закрывали: впервые в 1924 году, но в 1941 он был открыт, служба проводилась до 1954 года, затем его вновь закрыли, разрушили купола, перестроили под библиотеку и районный клуб. Поэтому свой первозданный вид он не сохранил.
В 1990 году здание храма передали общине и 14 января 1991 года началось восстановление, была отслужена первая литургия во временно приспособленном храме. Окончательно храм был восстановлен 5 октября 1997 года.
В церкви хранятся такие святыни, как: аналойный образ Святителя Николая с его частицей святых мощей, плачущая икона апостола Петра, икона Святителя Феодосия Черниговского с частицей святых мощей, икона блаженной Матроны Московской с частицей святых мощей, икона святителя Иннокентия Одесского с частицей святых мощей.

#### Еврейские погромы
Не оминули Раздельную и черносотенные погромы.
21 октября 1905 года по пути следования поезда № 32, в котором ехали погромщики, из него выбросили двух зарезанных евреев. В этот же день были еврейские погромы на станции Бирзула и станции Раздельная, где на почтовый поезд № 3 напала толпа громил, убив при этом 9 пассажиров-евреев и ранив 35. Железнодорожные служащие станции были очень напуганы этим нападением и направили 21 октября 1905 года начальнику Юго-Западных железных дорог телеграмму, в которой говорилось: 
«Вследствие массовых убийств пассажиров поезда № 3 на станции Раздельная, служащие этой станции настойчиво просят прекратить пассажирское движение на станции Раздельная как со стороны Одессы, так и с Бессарабской ветви, и со стороны Бирзулы. В противном случае не ручаемся за жизнь служащих и пассажиров, и целость станции. Просим Вас ходатайствовать об увеличении воинской охраны станции немедленно».
 «Голос Тавриды» сообщал: 
«На ст. Раздельная, то есть на месте кровавой бойни, осталось 12 трупов, между ними 3 детей. Производится следствие. Все сведения о происшедшей кровавой драме на станции Раздельная сводятся почти к одним и тем же фактам: хулиганы ворвались в вагоны, били там всех евреев разными железными орудиями, затем вытаскивали из вагонов и приступали к грабежу».

#### Первое десятилетие XX века

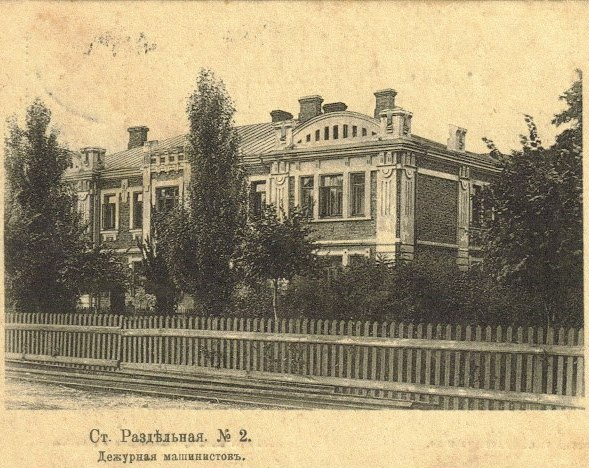
Дежурная машинистов 1914 (1916)

Летом 1903 года на юге России состоялась всеобщая стачка, в которой приняли участие железнодорожники Раздельной и одесские работники. Их главными требованиями было увеличение расценок за подённую работу, выдача заработной платы дважды в месяц, оплата труда в праздники в полуторном размере. Однако недостаточная сплочённость и малочисленность не заставили предпринимателей пойти на существенные уступки.
Весной 1905 года железнодорожники Раздельной организовали забастовку. 22 октября 1905 года между участком станций Одесса и Бирзула они приостановили движение. 17 ноября 1905 года раздельнянскими рабочими и служащими был создан профсоюз. Они снова выдвинули требование кардинального улучшения условий труда и жизни. Одесский комитет РСДРП по прошествии трёх недель разработал план проведения новой всеобщей стачки. Старт её был назначен на 11 декабря 1905 года. Поезда перестали курсировать, телеграф замолчал. «На станциях Одесса-Главная, Раздельная, Бирзула работают на телеграфе сапёры», — сообщалось в печати. Подавив стачку, местные органы власти начали репрессии. Раздельнянским железнодорожникам 19 декабря 1905 года было объявлено о запрете профсоюза. Под надзор полиции попали революционно настроенные рабочие. А в наказание им занижали зарплату и часто увольняли.
Уже в 1906 году Раздельная относилась к Понятовской волости (1 стан, 4 участок земского начальника). В 1906 году в Раздельной были: волостное управление; министерская двухклассная школа, где преподавало 5 учителей; аптека, амбулаторно-врачебный пункт с приёмным покоем на 2 кровати с 1 врачом, 1 фельдшером и 1 фельдшером-акушеркой; казённая винная лавка; земская почта; базар по воскресеньям. В самом посёлке насчитывалось 72 двора, 489 жителей (251 женщина и 238 мужчин). При станции проживало ещё 685 человек (435 мужчин и 250 женщин). На станции работало около 300 служащих. Водокачка располагалась в 9 вёрстах от Раздельной по направлению к Кучургану и качала питьевую воду с колодца в Павловке, а воду для иных потребностей — из колодца в селе Зельцы. При водокачке проживало 13 человек (8 мужчин и 5 женщин).
В период 1912—1913 годов под руководством В. В. Андреева на станции и. о. начальника депо А. П. Григорьевым был организован Великорусский оркестр учеников железнодорожного училища.

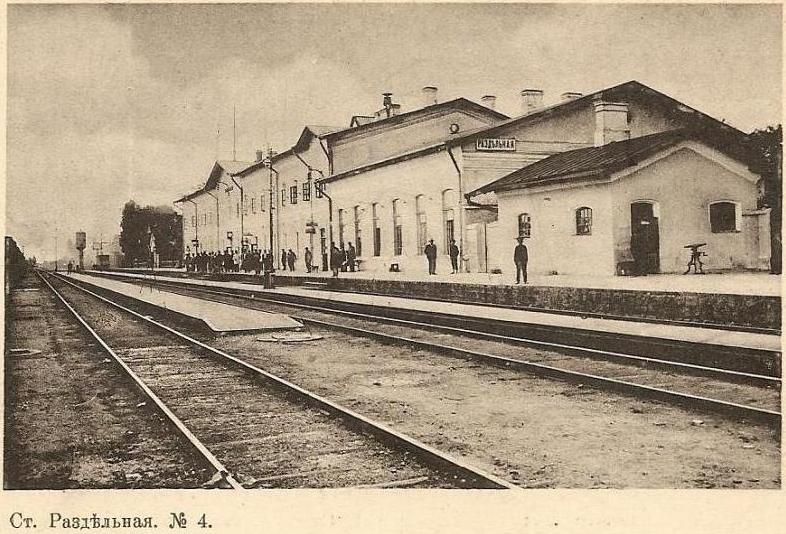
Вокзал (1914)

Раздельная ко второй половине первого десятилетия XX века занимала влиятельное положение на транспортном пути, соединяя центральные области Российской империи, промышленный Донбасс и морской порт Одессы. В 1906 году железнодорожной станции был присвоен первый класс. Через неё курсировали тысячи пудов грузов. Расширились службы — движения, тяги, пути и железнодорожные мастерские. Переоборудованию подвергся телеграф; было введено в эксплуатацию оборотное дело, в котором запустили текущий ремонт и заправку локомотивов обратного рейса. В течение следующего десятилетия Раздельная пополнялась новыми жителями и в 1916 году их насчитывалось 1774 человека. 300 человек работали на железной дороге, в сельском хозяйстве были задействованы 500 человек. Границы посёлка также расширялись. Притоку людей способствовал ввод в эксплуатацию железнодорожной линии, которая соединила Одессу и Москву.

#### Первая мировая война
Большая часть работоспособных мужчин Раздельной с момента начала Первой мировой войны ушла на фронт. Все лошади у крестьян реквизировала местная власть. Полевые работы были приостановлены. К тому же годы выдались неурожайными: с десятины собирали 9 пудов ржи и лишь 7 пудов пшеницы. Цены на продовольственные, а также промышленные товары резко выросли. Начался голод. Через станцию на фронт постоянным потоком шли эшелоны воинских формирований, а с фронта — составы с ранеными солдатами. В 1917 году демобилизованные вояки разнесли вокзал и рынок.
Также известно о курьёзном случае с НЛО. 22 сентября 1914 года на станции Раздельная Юго-Западной железной дороги «появился аэроплан с белыми двумя огнями, сделал над станцией круг, и во время данного залпа охранной ротой последняя была с аэроплана освещена прожектором, после данных нескольких залпов по аэроплану последний направился на станцию Веселый Кут». Волостной писарь три раза стрелял по хорошо видимым пилотам «аэроплана». Никакого вреда не причинил.

```
В период с марта 1917 года по февраль 1920 года Раздельная из-за своего важного географического расположения и наличия железнодорожной станции с телеграфом была полем многочисленных битв между большевиками, армией УНР, сторонниками Временного правительства Российской республики, войсками Антанты и входила в состав различных государственных образований
➤
.
```

#### Февральская и Октябрьская революции
См. также: Распад Российской империи

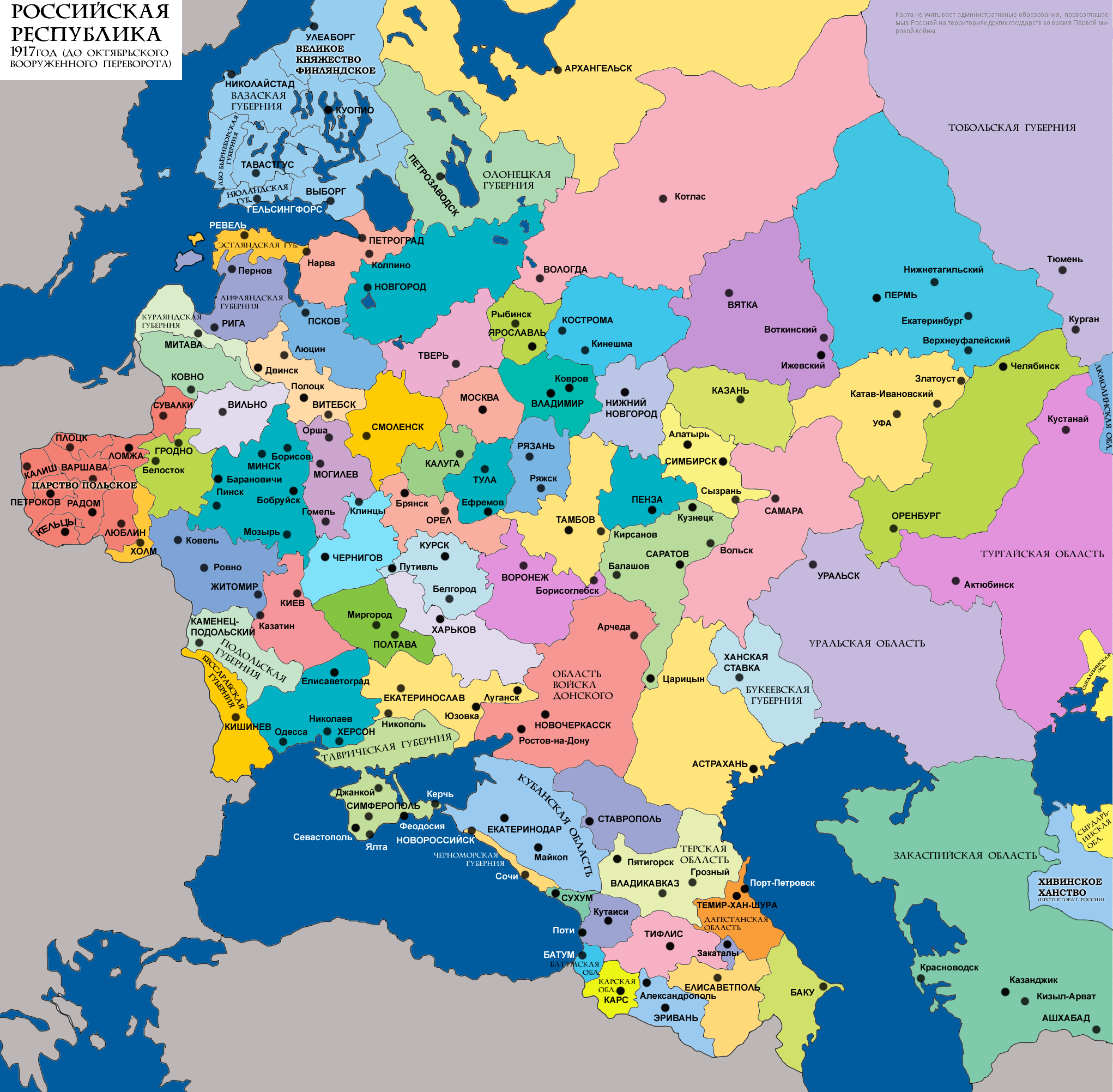
Западные губернии Российской республики до Октябрьской революции 1917 года

2 (15) марта представители Временного правительства приняли отречение Николая II от престола, власть перешла в их руки.
3—5 (16—18) марта 1917 года были ликвидированы органы имперской администрации, исполнительная власть в волости перешла к назначенным Временным правительством губернским и уездным комиссарам. Параллельно с этим 4 (17) марта 1917 года в Киеве на собрании представителей политических, общественных, культурных и профессиональных организаций было объявлено о создании Украинской центральной рады (УЦР). В июне 1917 года УЦР обнародовала Первый Универсал о провозглашении национально-территориальной автономии Украины и создание Генерального секретариата (ГС). В июле Временное правительство признало ГС высшим распорядительным органом на территории Украины. Был оглашён Второй Универсал, согласно которому формирование украинских войск должно осуществляться под контролем Временного Правительства.
3 августа рабочие, служащие, мастера станции Раздельная, заслушав на общем собрании доклад члена организационной железнодорожной украинской комиссии Снежко о Центральной Раде, признали её своим краевым органом власти. 4 августа Временное правительство издало «Временную инструкцию Генеральному секретариату», согласно ему ГС становится лишь местным органом только пяти губерний, в перечень которых не входит Херсонская, где располагается Раздельная. Соответственно, ГС перестал иметь полномочия в Раздельной. В конце сентября была опубликована новая Декларация ГС, которая фактически отрицала действие временной инструкции и провозглашалось право самостоятельно назначать на должность военных чинов в военных округах. В ответ Временное правительство, ссылаясь на отсутствие официального постановления об учреждении Центральной рады, приняло решение считать саму УЦР и ГС несуществующими. После чего УЦР начало игнорировать все распоряжения Временного правительства.
1 (14) сентября 1917 года Временное правительство провозгласило Россию республикой, тем самым юридически констатировала фактическую форму государственного правления. На этом фоне происходит «большевизация Советов». В ноябре УЦР не поддержала Октябрьскую революцию и большевиков.

#### Украинская Народная Республика
См. также: Взаимоотношения Временного правительства России и Украинской центральной рады

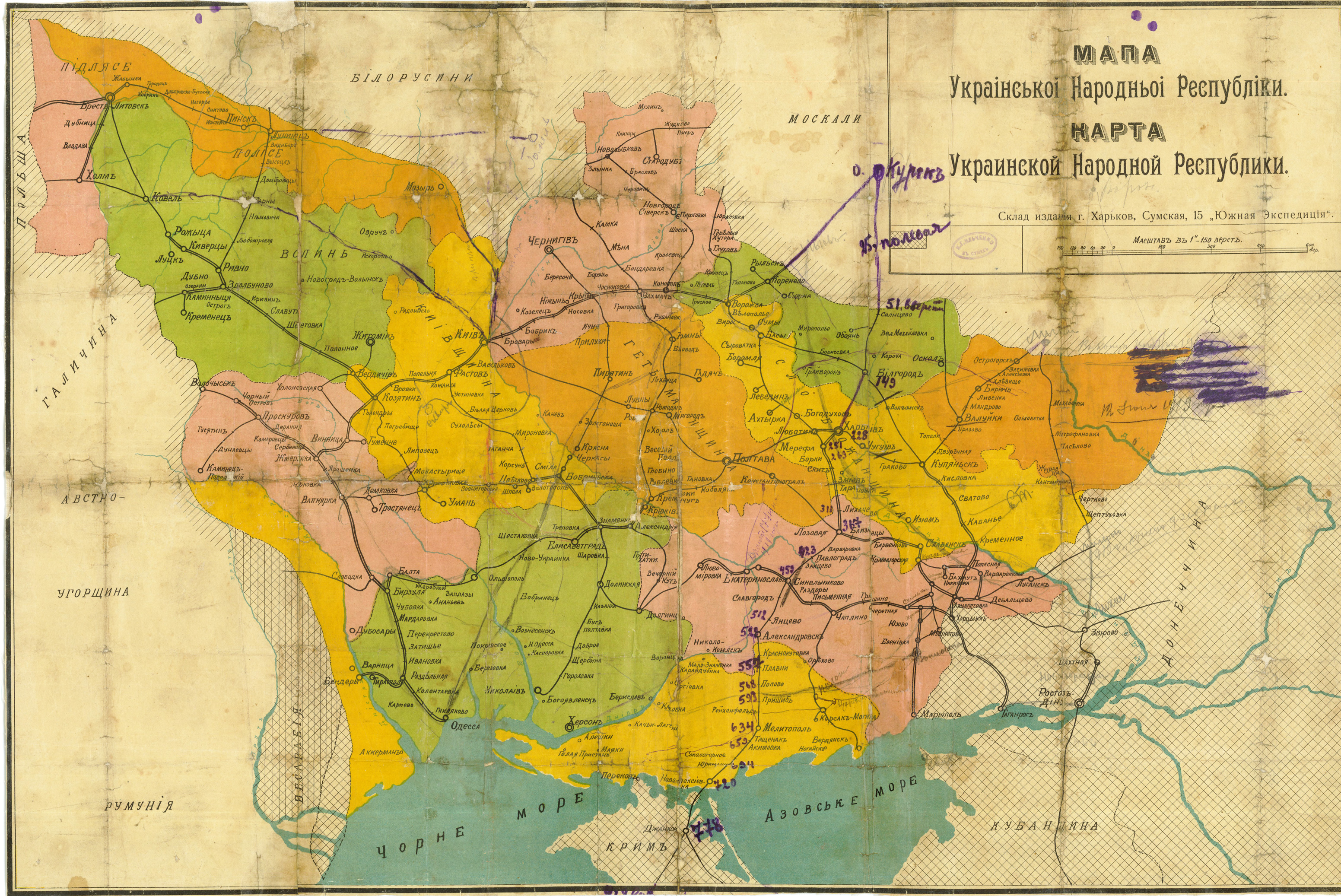
Раздельная на карте УНР, 1918 г.

После Октябрьской революции первоначально Центральная Рада занимала нейтральную позицию, но вскоре приступила к активным действиям и смогла установить свою власть на большей части Украины. В ноябре 1917 года верховенство власти Центральной Рады признали Одесский комитет РСДРП(б), ряд Советов рабочих и солдатских депутатов городов Украины, все крестьянские Советы.
УЦР 7 (20) ноября 1917 года утвердила III Универсал, в котором провозгласила Украинскую Народную Республику (УНР) в составе федерации свободных народов, формально не разрывая федеральных связей с Российской республикой под предводительством Временного правительства, и демократические принципы. Власть УЦР снова распространялась на 9 губерний, в том числе и Херсонскую, к которой тогда относилась Раздельная.

#### Гражданская война
См. также:
- Революция и Гражданская война на Украине
- Украинская революция (1917—1921)

1918 год
После Октябрьского вооружённого восстания в Петрограде большевики установили советскую власть в некоторых прифронтовых городах, началась гражданская война между сторонниками советской власти и сторонниками Временного правительства.
3 (16 декабря) 1917 года СНК РСФСР признал право Украины на самоопределение.
В связи с начавшимися военными действиями между Советской Россией и Украинской Народной Республикой перед Центральной Радой стали следующие задачи: мобилизовать и организовать народ Украины для отражения агрессии, отмежеваться от режима большевиков и создать условия для начала самостоятельных переговоров с Германией. С целью решения этих задач 9 (22) января 1918 года был провозглашён IV Универсал, согласно которому УНР стала «самостоятельным, ни от кого независимым, свободным суверенным государством украинского народа». Все граждане УНР призывались к борьбе с большевиками.
В период начала октябрьской революции раздельнянские большевики и симпатизирующие им решили поддержать железнодорожников, устроив круглосуточный патруль по узлу: взяли контроль над телеграфом и линиями телефонной связи, а также препятствовали передислокации в Петроград войск, которые были на стороне временного правительства.
18 (31) января 1918 года было провозглашено создание Одесской советской республики (ОСР), большая часть гайдамаков в Раздельной была разоружена отрядом большевиков. В Раздельной возник ревком, в состав которого вошли Куртов, Рацек, Улусьян, Шпак (глава).
31 января (13 февраля) в Бресте делегация УНР обратилась к Германии и Австро-Венгрии с просьбой о помощи УНР против советских войск, что стало логическим продолжением подписанного несколькими днями ранее мирного договора.

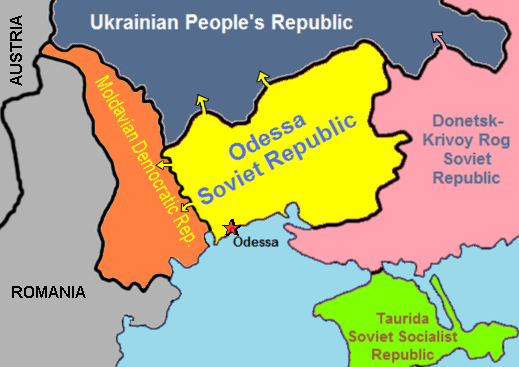
Одесская советская республика в марте 1918 года

Ревком сформировал революционный отряд для отражения наступления на Раздельную. Этот отряд вошёл в состав в 3-й Особой революционной армии. За станцию начались тяжёлые бои. В непосредственном контакте с наступающими войсками дрались бойцы конно-разведывательного отряда Г. И. Котовского и интернациональных батальонов. Контроль над Раздельной переходил из рук в руки. Наступающие войска были отброшены на некоторое время от посёлка. Но силы были неравными.
11 марта 1918 года союзники УНР — австро-германские войска взяли под контроль станцию. В Раздельной была восстановлена власть Украинской Народной Республики. 13 марта ОСР прекратила своё существование в связи с занятием Одесского региона австро-германскими войсками.
6 марта 1918 года, опираясь на Брестский договор, Центральная рада УНР объявила реформу местного самоуправления, приняв «Закон об административно-территориальном делении Украины». Раздельная вошла в земли Поднестровья с земским центром в Могилёв-Подольском. Данная реформа оставалась лишь на бумаге, так как её не успели реализовать, а с приходом к власти Павла Скоропадского она была отменена.
29 апреля 1918 года УНР была преобразована в Украинскую Державу под предводительством гетьмана Павла Скоропадского.
19 июня 1918 года на станции возник пожар в одном из базисных артиллерийских складов, охраняемых австро-венгерским караулом. Вслед за возникновением пожара произошёл мощный взрыв 5 вагонов снарядов. Погибло 3 человека, около 30 пострадало. Были разрушены три будки стрелочников, которые находились на пути к станции. Сильно пострадало помещение дежурных машинистов. Абсолютно испорченным оказался железнодорожный путь от станции Раздельной в сторону Тирасполя. Здесь была испорчена даже телеграфная линия. Австро-венгерские войска окружили всю местность станции на 16 километров по направлению к Тирасполю.
В июле 1918 года власть Украинской Державы была парализована всеобщей забастовкой железнодорожников. 13 тысяч железнодорожников Одессы, Раздельной, Бирзулы примкнули к бастующим, которые требовали выплаты зарплат, восстановления профсоюзов, 8-мичасового рабочего дня, либерализации режима. Эта забастовка была поддержана забастовками на канатных и кожевенных заводах Одессы. Власть жестоко расправилась с забастовщиками, а австро-немецкое командование грозило им военно-полевым судом. Несколько тысяч железнодорожников было арестовано или уволено, 300 человек выслано из Одессы.
Одним из условий Компьенского перемирия между Антантой и Германией от 11 ноября 1918 года стал отказ Германии от условий Брест-Литовского мира и Бухарестского мирного договора с Румынией. В связи с этим, войска Германии и Австро-Венгрии начали покидать территорию Украины.

В середине ноября 1918 года при бегстве из Одессы в Королевство Румыния проездом на станции была великая княжна Мария Романова — кузина Николая II, оказавшаяся в эпицентре военных сражений между войсками Петлюры и добровольческой армии белогвардейцев. Из её воспоминаний: 
«Первые девяносто или сто километров все шло хорошо, но, добравшись до Раздельной, мы неожиданно очутились в атмосфере войны. Оказалось, что Петлюра был гораздо сильнее, чем думали. Его банды разбили небольшой офицерский отряд и заставили его отступить к станции Раздельная, в этот самый город. Петлюра не упускал своего преимущества и по-прежнему наступал. Поведение этого авантюриста и его сторонников не очень отличалось от поведения большевиков. Они жгли и крушили все, что могли, мучили и убивали. Наш поезд долго стоял на станции. Потом было объявлено, что дальше ехать мы не можем. В паровозе больше не было воды, а водопровод на станции не работал. Наш вагон остановился прямо напротив платформы, где толпились офицеры добровольческого отряда. Это сборище состояло из самых разных лиц, которые только можно себе представить, и было одето кто во что горазд. Молодая Белая гвардия состояла из самых разных элементов. Все они были объединены исключительно идеей активной борьбы против большевиков. По их внешнему виду я не могла определить ничего, что говорило бы об их симпатиях, и не могла предположить, как они отнесутся ко мне, когда узнают, кто я такая и куда еду.».
В конце ноября 1918 года, в процессе антигетманского восстания, на станции Раздельная была восстановлена власть Украинской Народной Республики. В январе 1919 года на станцию Раздельная на встречу с Григорьевым, который настаивал на войне с войсками Антанты, прибывает Симон Петлюра, чтобы разобраться в целях и характере движения, возглавляемого Григорьевым.
1919 год
В середине января 1919 года, после переговоров французского командования и представителей Директории УНР, войска Антанты заняли Раздельную, гарнизоны Антанты на станции составляли 400—500 бойцов.
Красная Армия начала наступление на Одесский регион весной 1919 года. 15 марта григорьевцы, вышедшие из-под командования Петлюры и перешедшие на сторону Красной Армии, отбили у белогвардейцев железнодорожную станцию. В районе Раздельной против красноармейцев были переброшены 40-й французский стрелковый полк, а также румынские части. Была попытка соорудить защитные укрепления, однако они не смогли сдержать стремительного наступления красноармейцев. На подмогу григорьевцам 14 апреля 1919 года в посёлок подошли войска Красной Армии, в населённый пункт вернулась советская власть уже в виде Украинской Советской Социалистической Республики. На основании приказа начальника штаба 3-й советской армии 16 мая 1919 года в Раздельной расквартировалась воинская часть.
Однако уже 23 августа 1919 года деникинцы захватили станцию. Они начали преследовать сторонников советской власти, а помещикам была возвращена земля. Снова активизировалось большевистское подполье. Для деникинцев станция являлась важным опорным пунктом, поэтому тратили столько ресурсов, когда станция оказалась в полосу наступления 45-й советской стрелковой дивизии.
В середине ноября 1919 года Украинская Галицкая армия — УГА (13—16 тысяч) перешла на сторону белогвардейцев. Части УГА, по приказу добровольческого командования, были оттянуты на Юг Украины, формирования УГА закрепились в Балте, Бирзуле, Тирасполе и Раздельной.
1920 год

В конце января 1920 года Войска Новороссийской области (ВСЮР) начали отход от Одессы в результате наступательной операции Красной Армии. Будучи почти полностью небоеспособной из-за эпидемии тифа, Украинская Галицкая армия в начале 1920 года перешла на сторону наступающей Красной армии, после чего была переименована и переформирована в ЧУГА (Червона Українська Галицька армія), или Красную Украинскую Галицкую Армию. Василий Витальевич Шульгин, пребывая на нелегальном положении на занятой советами территории, оставил в своей книге воспоминаний «1920» следующее описание станции Раздельной под Одессой: 
«В этом вагоне мы доехали до Раздельной.
На этой станции мы несколько часов ждали какого-нибудь поезда. Тут стояла целая армия всяких составов, и целые воинские части жили в поездах. Кажется, это были галичане, в энный раз кого-то предавшие. Но никакого поезда не шло. Мы ходили пить чай в местечко».
45-я и Латышская дивизия 14-й армии Юго-Западного фронта была нацелена на Рыбницу и Раздельную. Белогвардейские войска в составе 3 тысяч солдат, заручившись поддержкой бронепоездов и артиллерии, смогли оказать длительное сопротивление, но потерпели поражение перед Красной Армии.
Разделянцы начали восстанавливать разрушенную инфраструктуру 13 Февраля 1920 года, в первую очередь железнодорожную, особенно пострадавшую в период проведения военных действий. 15—19 декабря 1920 года на станции проходили страйки железнодорожников. Основной причиной забастовок был голод и тяжёлые условия труда. Продолжились страйки и в первой половине 1922 года.

#### Изменения административно-территориального деления и получение статуса районного центра

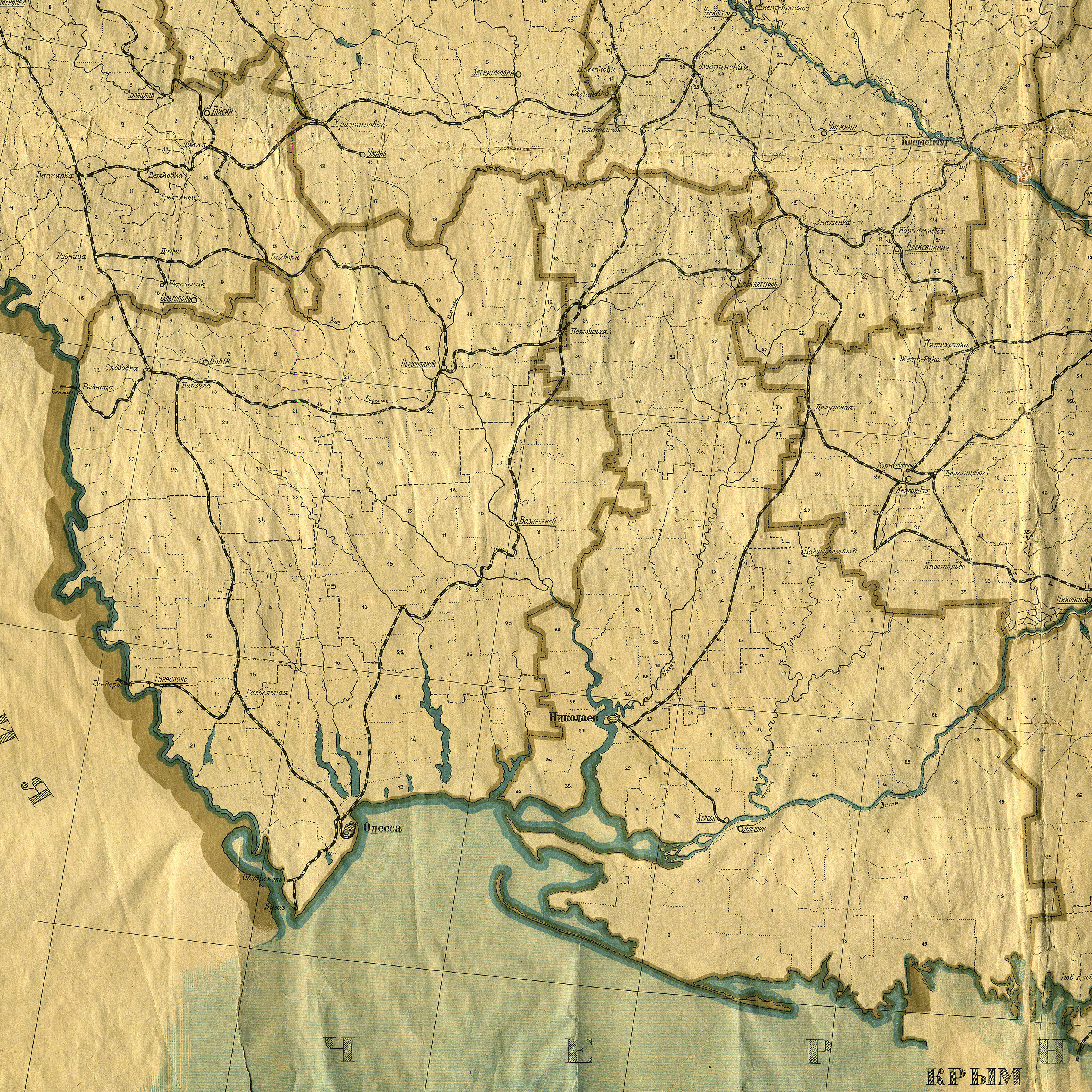
Раздельная в Понятовской волости Тираспольского уезда, 1921 г.

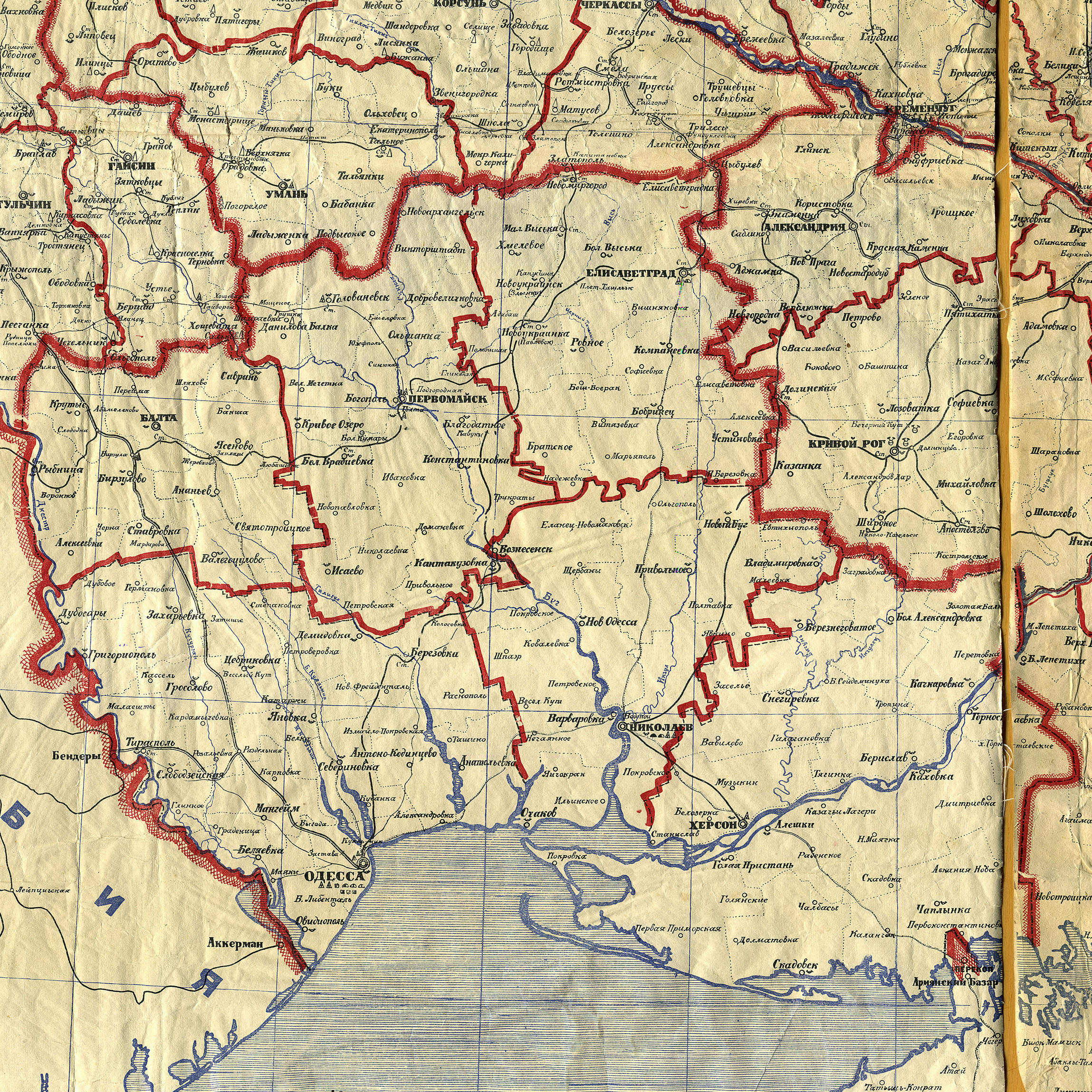
Яновский район Одесской губернии, апрель 1923 г.

16 апреля 1920 года Херсонская губерния была разделена на Херсонскую и Одесскую губернии. Тираспольский уезд, где находилась Раздельная, относился к Одесской губернии.
7 марта 1923 года Тираспольский уезд был упразднён, Одесская губерния была поделена на 6 округ, среди которых — Одесский округ, в нём тогда же на базе Понятовской, Бельчанской и Евгениевской волостей был создан Яновский (Тарасо-Шевченковский) район с центром в Яновке. В этот район вошла Раздельная. Одесская губерния была ликвидирована 1 августа 1925 года. Одесский округ перешёл в непосредственное подчинение республиканскому органу управления.
На 1 октября 1925 года в районе проживало 31 952 человека, площадь — 1005 верст2.
24 февраля 1926 года Раздельная стала центром поселкового совета.
28 апреля 1926 года был расформирован Севериновский район Одесского округа, его территория вошла в состав Яновского района, а именно территории: Севериновского, Александрийского, Адамовского, Гнатовского, Мариновского, Ильинского и Августовского сельского советов.
Согласно переписи 17 декабря 1926 года в Яновском районе проживало 44 725 человек.

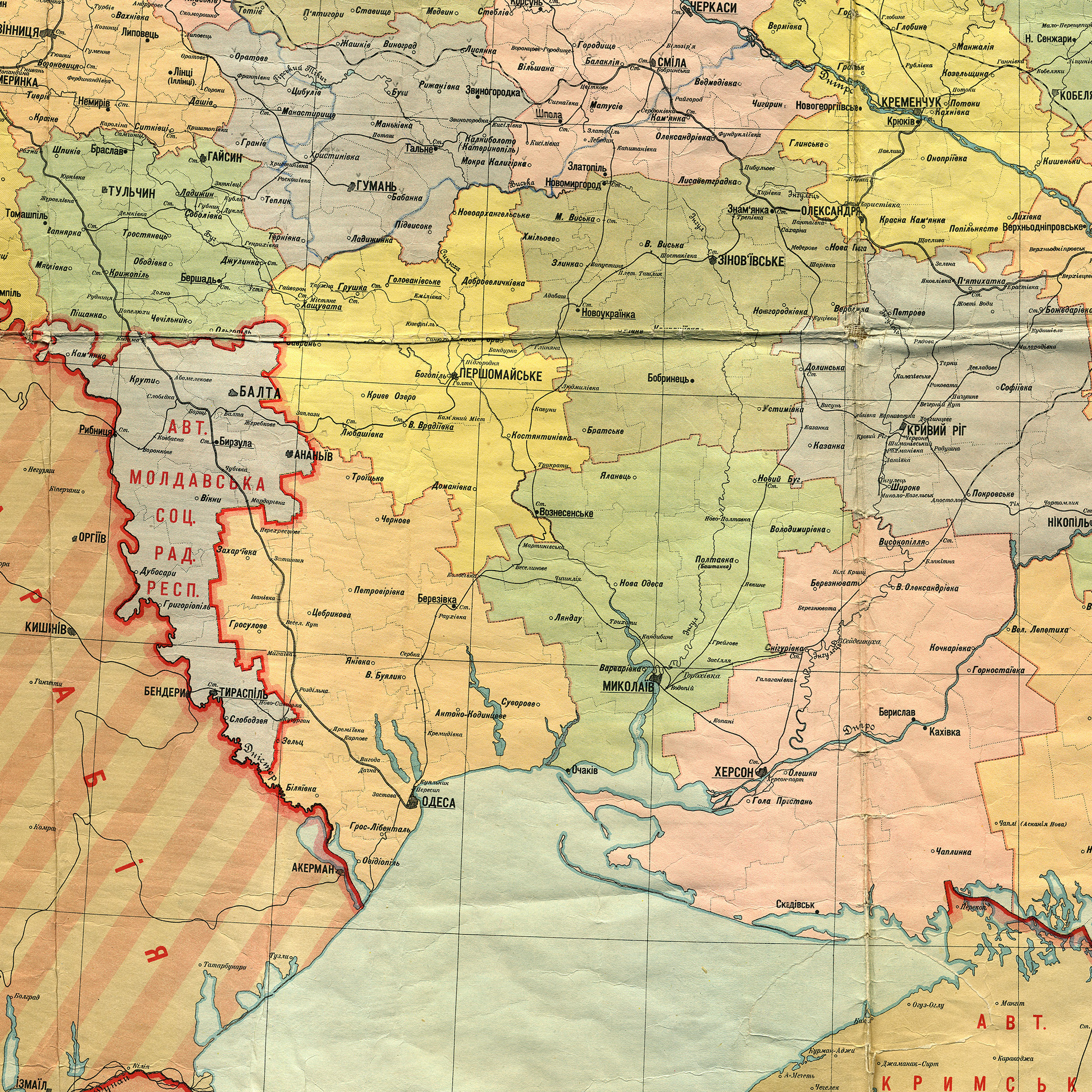
Яновский район в составе Одесского округа, 1 марта 1927 г.

15 сентября 1930 года был ликвидирован Одесский округ, районы перешли в прямое подчинение центральным органам власти, а Яновский район был переименован в Раздельнянский, центр района перенесён из Яновки в Раздельную.
27 февраля 1932 году Раздельнянский район вошёл в состав новообразованной Одесской области.
Населённый пункт из села перешёл в разряд посёлка городского типа с 25 октября 1938 года.

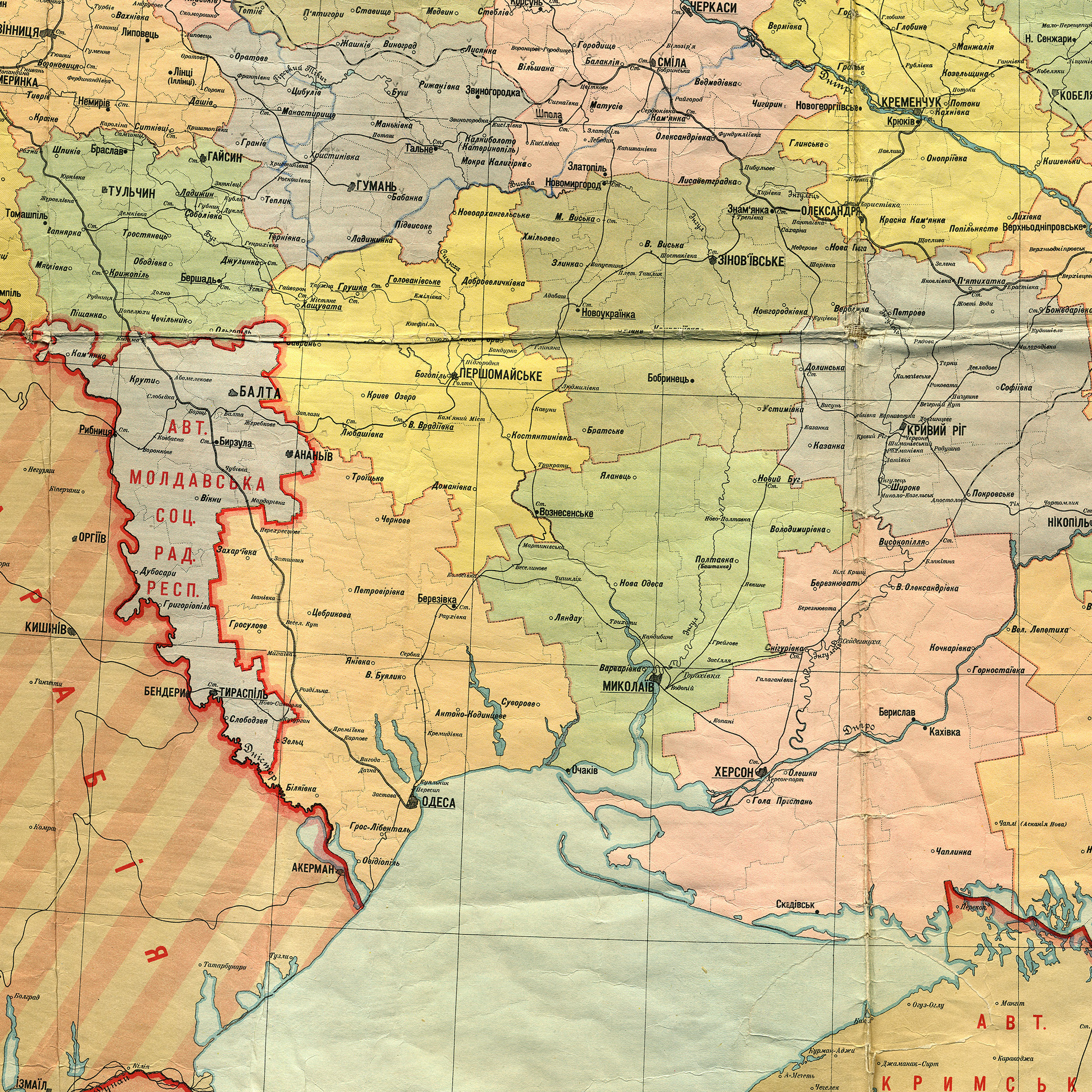
Яновский район в Одесском округе, 1 марта 1927 г.

#### Межвоенный период

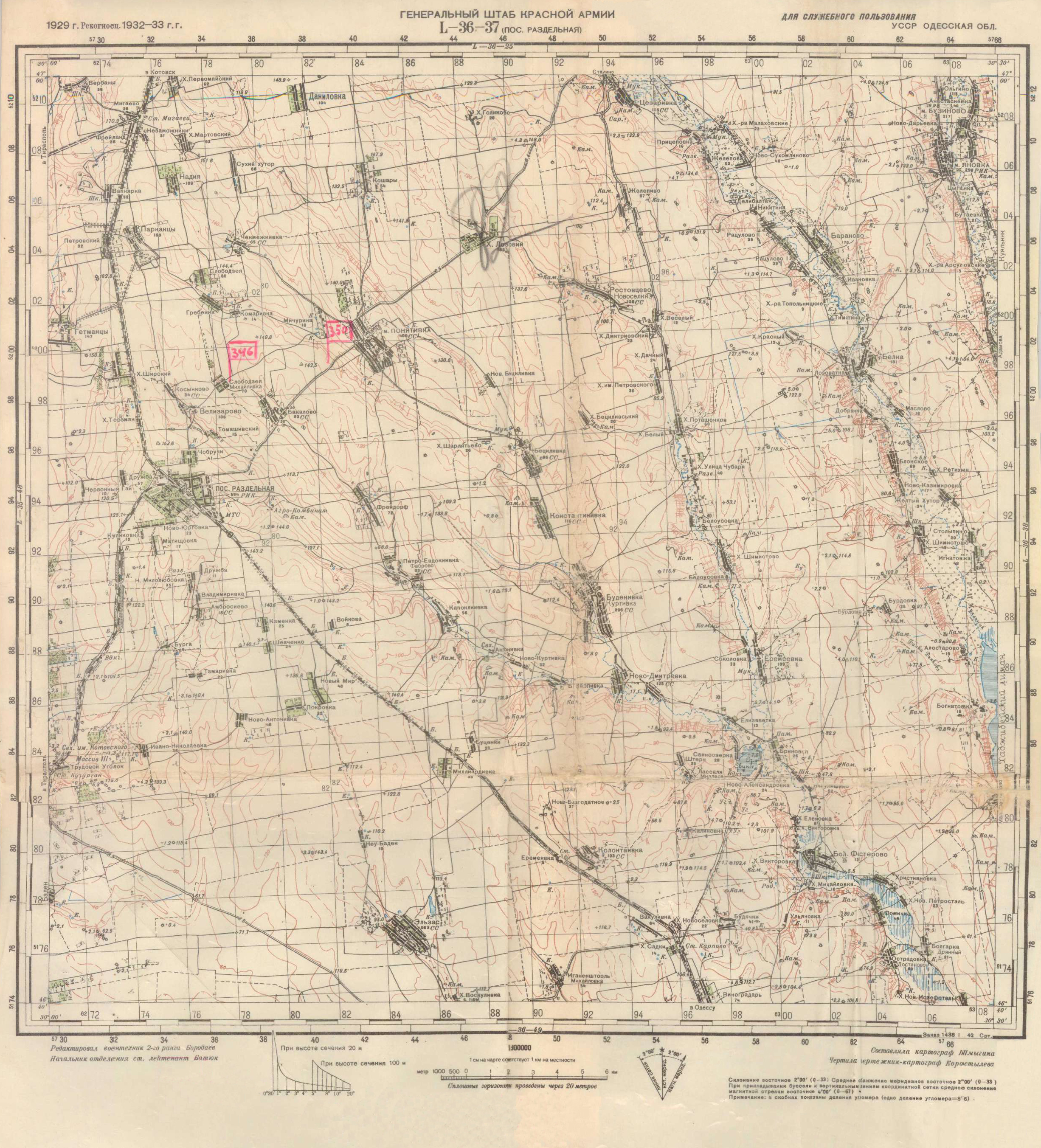
Километровая карта поселка Раздельная 1933 г.

Уровень 1913 года по объёмам пассажирских перевозок и грузообороту станция смогла достичь уже в период 1921—1925 годов. Мельница, кирпичный завод и маслобойня запустили производство. Началось строительство электростанции, ремонту подвергся пристанционный водопровод. В результате активной застройки возникло два новых жилых района. Также открылась амбулатория, несколько кооперативных магазинов, ясли, детский сад, было расширено помещение школы. В феврале 1925 года в Раздельной открыли передвижную, а вскоре и вечернюю школы. Однако в период восстановления производства и инфраструктуры положение жителей было трудное. Крестьянам выдали земельные участки, но большинство не имело инвентаря и семян. Это побудило 22 семьи раздельнянцев в 1920 году создать сельхозартель «Садовод». Вскоре в её распоряжении было 40 десятин пахотной земли, 2 десятины сенокоса, 3 десятины огорода, а также два пропашника и сеялка, которые были приобретены на коллективные средства. Но начавшаяся засуха отняла у артели возможность проявить все преимущества коллективного хозяйства. В условиях неурожайного года она распалась. Довоенного уровня по грузообороту станции удалось достичь к концу 20-х годов. Была запущена электростанция, также заработал элеватор и начала функционировать районная типография. На базе кредитно-кооперативного общества в 1929 ходу раздельнянцы создали Раздельнянсую МТС и организовали сельскохозяйственную артель «Червоний трудiвик».
Местная газета «Вперёд» была основана 5 мая 1931 года.

В 1932 начался голодомор. «Я думаю, что наступило время, когда нужно объявить украинцам о сокращении плана хлебозаготовок», — писал Сталин Кагановичу. Одесский исполком 13 апреля 1934 года направил к городским советам и районным исполкомам области тайную директиву: 
«Изъять из сельсоветов книги смертей за 1933 год по всем без исключения сельсоветам, а за 1932 год по списку, сообщённому Управлением Народно-Хозяйственного Учёта. Изъятые от сельсоветов книги передать на хранение в секретном порядке при райисполкомах». 
В 1938 году на станции работало 1300 человек. Около 300 жителей Раздельной трудились на местных промышленных предприятиях. К середине 30-х годов заработала больница на 50 коек, детская консультация и фельдшерско-акушерский пункт. В них вели приём 2 врача, а также 4 специалиста, закончивших медицинское училище. Была оборудована школа. Из мест досуга функционировал клуб железнодорожников и библиотеки, также работали летний кинотеатр и поселковый клуб. В апреле 1938 года из приграничной зоны Раздельнянского района за контрреволюционную деятельность были репрессированы и выселены в Казахстан 535 человек.

#### Великая Отечественная война
1120 жителей Раздельнянского района вступили в ряды Красной Армии в начале Великой Отечественной войны. Посёлок был захвачен немецко-румынскими войсками 10 августа 1941 года, после чего он 32 месяца находился в оккупации. Было захвачено румынскими войсками 83 повреждённых паровоза и 1600 вагонов. Раздельная вошла в состав Тираспольского жудеца губернаторства Транснистрия королевства Румыния, оставаясь центром Раздельнянского района.
В марте 1942 года по вине дежурного румына произошло крушение немецкого военного эшелона в результате столкновения с товарным поездом на перегоне Еремеевка— Раздельная, в результате которого было разбито 15 классных и 6 гружёных вагонов. Вышли из строя три паровоза. При этом погибло много немецких солдат и офицеров. На железной дороге получилась целая гора нагромождений. Местные умышленно саботировали разбор завалов.
19 марта 1944 года местными жителями И. И. Карповым и П. С. Жиганом на перегоне Кучурган-Раздельная был пущен под откос эшелон, в котором находились фашистские солдаты. 1 апреля также был пущен эшелон с танками, автомашинами, боеприпасами. В результате было уничтожено 2 состава с 40 вагонами, были ранены и убиты около 400 солдат и офицеров.

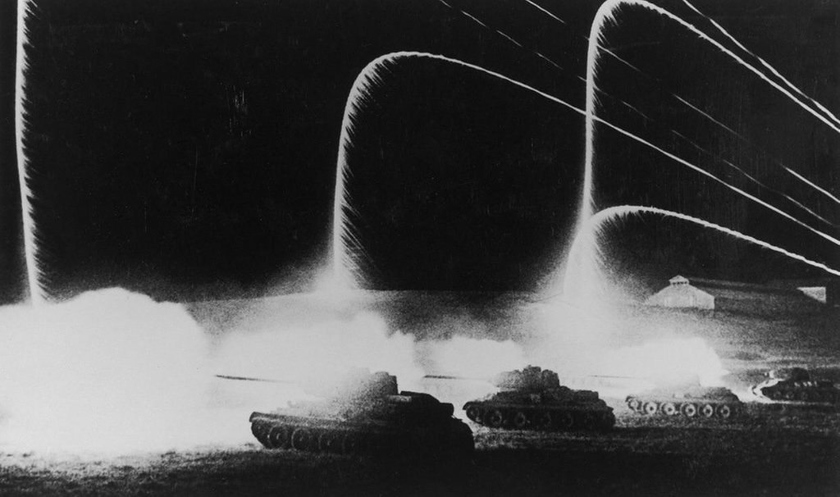
Ночная атака советских танков Т-34-85 у станции Раздельная

К началу апреля 1944 года Раздельная имела важное значение как самый крупный железнодорожный узел на юге СССР, через который осуществлялось снабжение немецкой армейской группы «Холлидт», на ней было сосредоточено большое количество эшелонов с различными грузами. Станцию и посёлок Раздельная удерживали остатки 335-й пехотной дивизии вермахта и оставшиеся в распоряжении немецкого командования охранные части. В ходе Одесской операции 4 апреля 1944 года станция и посёлок были освобождены от немецко-румынских войск советскими войсками 3-го Украинского фронта, среди трофеев оказались один бронепоезд, 10 эшелонов с техникой (в том числе один эшелон с танками и САУ), 148 паровозов и 13 бронедрезин. Вечером здесь был захвачен ещё один эшелон, прибывший на станцию из Одессы (охранявшая грузы рота солдат сдалась в плен).
Потери фашистов в Раздельной составили: убитыми 7 тыс. человек, более 3 тыс. солдат и офицеров были взяты в плен.
В освобождении Раздельной принимали участие:
- конно-механизированная группа 4-го гв. кавалерийского корпуса (генерал-лейтенант Плиев, Исса Александрович, он же командующий КМГ) в составе 10-й гв. кавалерийской дивизии (полковник Гадалин, Николай Григорьевич), 30-й кавалерийской дивизии (генерал-майор Головской, Василий Сергеевич) и 9-й гв. кавалерийской дивизии (генерал-майор Тутаринов, Иван Васильевич);
- 4-й гвардейский механизированный корпус (генерал-майор Жданов, Владимир Иванович) в составе 43-й гвардейской механизированной бригады (подполковник Аршинов, Пётр Михайлович), 14 гв. мех-бригады (полковник Никитин, Никодим Алексеевич), 15 гв. мехбригады (подполковник Андрианов, Михаил Алексеевич) и части войск 36-й гв. танковой бригады (полковник Жуков, Пётр Семёнович).

Сильный ветер давил густой снежной массой, бил в лицо, слепил глаза. Стараясь согреться, казаки спешились. Они шли боком, подавшись вперёд, с трудом сдерживая напор снега и ветра. Шли, сберегая силы коней для атаки Раздельной. Шли на последних запасах физических сил и неистощимой воле. Танки, самоходки, автомашины двигались там, где, казалось, невозможно ни проехать, ни пройти. Их тянули, толкали, подкладывая под колеса и гусеницы брёвна, доски, хворост — всё, что можно, вплоть до телогреек и шинелей. Люди устали до той крайности, когда угрожающе теряется контроль над собой, притупляется чувство восприятия. Человек становится безразличным даже к опасности. — Плиев И. А. Разгром «армии мстителей»

Распутица на пути в Раздельную

Войскам, участвовавшим в освобождении Раздельной, 5 апреля 1944 года приказом Верховного Главнокомандующего И. В. Сталина объявлена благодарность и в столице СССР г. Москве дан салют 12-ю артиллерийскими залпами из 124 орудий.
Приказом Верховного Главнокомандующего И. В. Сталина от 12.04.1944 года № 087 в ознаменование одержанной победы воинские части, отличившиеся в боях за освобождение посёлка Раздельная, получили наименование «Раздельнянских»:
- 152-й гвардейский истребительный противотанковый артиллерийский полк (майор Евгений Арсеньевич Костылев),
- 12-й гвардейский миномётный полк (майор Егоров, Александр Васильевич),
- 4-й отдельный гвардейский истребительный противотанковый артиллерийский дивизион (капитан Якин, Александр Иванович)[104].

В период 1941—1944 годов нееврейского гражданского населения в Раздельнянском районе (без учёта погибших от бомб и снарядов) оккупационной властью было истреблено 57 человек.
В период 14.05.1944 — 31.05.1944 и 4.08.1944 — 30.08.1944 в Раздельной базировался 267-й истребительный авиационный полк.

#### Послевоенное время
В 1947 году начал свою работу хлебзавод и пищевой комбинат. На быткомбинате открылись черепичный и столярный цеха. В период 1950—1957 годы было построено несколько многоэтажек и проведён водопровод.
8 мая 1957 года посёлок получил статус города районного значения.
Во время войны вокзал, как и все стратегические объекты, был разрушен. После победы вокзал почти снова построили. Основная реконструкция вокзала осуществлялась с 1958 по 1959 годы.
В 1960-х годы была построена линия Мигаево-Рауховка, для того чтобы транзитные поезда с грузами для Молдавии и Румынии, следовавшие из Донбасса и Кривого Рога, могли идти в обход Одессы. Линия соединяла станции Рауховка и Мигаево. До 1999 года ходили пригородные дизель-поезда сообщением Одесса-Раздельная-Колосовка. В 1999 году участок от станции Ротово до Рауховки разобрали.
С 30 декабря 1962 года по 4 января 1965 года Раздельная относилась к городу областного значения.
В 1967 году было проложено дополнительно 4,8 км водопровода, открыта автобусная станция, началось строительство шоссе до Еремеевки.
В сентябре 1980 года произошло объединение станций Раздельная-1 с Раздельной-Сортировочной, в результате чего станция оказалась в списке 100 основных станций страны.
В 1984 году был электрифицирован участок железнодорожной дороги Раздельная-Выгода. 6 декабря 1984 года на станцию впервые прибыла электричка из Одессы.
125-летие Раздельная отпраздновала в 1988 году. Были расширены границы города за счёт жилого массива и промышленной зоны государственного племенного птицезавода «Раздельнянский» общей площадью 54,9 га. В дни празднования местные футболисты встречались со сборной ветеранов Советского Союза во главе с Эдуардом Стрельцовым. А годом позже, в 1989 году, приехали ветераны киевского «Динамо», которых возглавлял футболист Йожеф Сабо. Была проведена встреча с футбольными болельщиками района в местном Доме культуры, а позже состоялся матч ветеранов и местной команды.

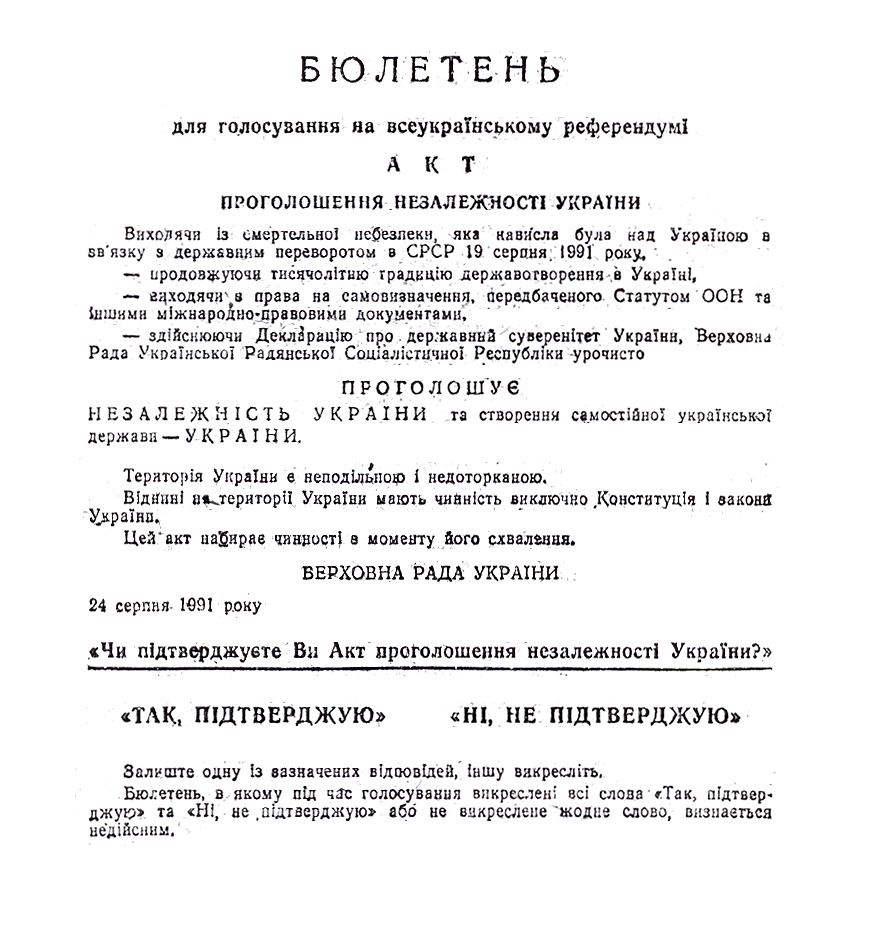
Бюллетень для голосования

24 августа 1991 года Верховный Совет Украинской ССР провозгласил независимость Украины, 1 декабря 1991 года раздельнянцы подавляющим большинством на референдуме поддержали независимость Украины.
В результате вооружённого конфликта в Приднестровье в 1992 году, на станции Раздельная расположились палатки с беженцами из зоны военных действий.
В 1992 году электрифицирован участок дороги Котовск-Раздельная, что позволило увеличить оборот электроподвижного состава и реорганизовать движение на Одесской железной дороге.

### XXI век
В 2000 году электрифицирован участок железной дороги Раздельная-Кучурган. В начале 2000-х годов в Раздельной начался активный период газификации домов. На сегодняшний день более половины домохозяйств газифицированы и используют газ для отопления домов в отопительный период.
18 ноября 2003 года в Раздельной был введён в эксплуатацию новый железнодорожный вокзал. Стоимость строительства 19 668 тысяч гривен. На открытии присутствовал министр транспорта Украины Георгий Кирпа. Железнодорожный вокзал в Раздельной стал вторым на территории Украины после Киевского вокзала, который полностью соответствует европейским нормам и стандартам. Реконструирована также привокзальная территория площадью в 75 гектаров. На станции Раздельная полностью заменены все системы управления движения железнодорожным транспортом. В частности, стрелочные горловины переведены на железобетонные шпалы, модернизирован пост электрической сигнализации, который управляет 30 стрелками.

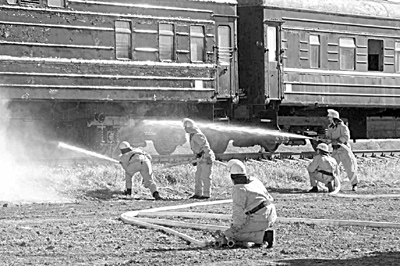
Учения «Rough & Ready-2006» в Раздельной

 В период с 17 по 19 сентября 2006 года на станции проходили международные учения «Раф энд Рэди-2006» (Rough & Ready-2006).
По легенде: «…На станции Раздельная в вагоне поезда Одесса — Киев сработало взрывное устройство. Есть убитые и раненые, и к тому же анонимный телефонный звонок сообщил о том, что взорванное устройство было „грязной бомбой“, которая, кроме разрушений и пожара, вызвала радиоактивное заражение, которое стремительно расширяется …»
На учениях присутствовали Посол США на Украине Уильям Тейлор, генерал-майор, начальник службы гражданской защиты населения МЧС Украины Василий Квашук, генерал-адъютант Национальной гвардии Калифорнии Вильям Вейт и командующий ВВС Национальной гвардии Калифорнии генерал Денис Лукас.
В 2013 году населённый пункт отметил свой юбилей — 150 лет.
28 февраля 2014 года в Раздельной был снесён памятник Ленину.
19 февраля 2016 года городской совет, исполняя требования закона Украины «Об осуждении коммунистического и национал-социалистического (нацистского) тоталитарных режимов на Украине и запрет пропаганды их символики», принял распоряжение о переименовании улиц и переулков города Раздельная. В результате чего было переименовано 26 улиц и 9 переулков. Главная улица получила название Европейская (бывшая Ленина).
В ходе реформы децентрализации, проводимой с 2015 года, местная власть получила больше полномочий и финансирования. Это благоприятно сказалось на благоустройстве города. На основных улицах города появилось освещение, остановки маршрутного такси, баки для сбора мусора, в целях обеспечения дорожного движения вдоль дорог с интенсивным движением были проложены тротуары, появилась дорожная разметка и дорожные знаки. Регулярно проводится ямочный ремонт.
27 мая 2020 года Кабинет Министров Украины утвердил план территорий общин Одесской области. Раздельная была определена центром Раздельнянской городской общины.
17 июля 2020 года Раздельная стала центром укрупнённого Раздельнянского района, в состав которого вошли существовавшие ранее 1 городской, 1 поселковый и 17 сельских советов Раздельнянского района и территории ликвидированных районов:
- Великомихайловского (Великомихайловский поселковый, Великокомаровский, Гребениковский, Комаровский, Новопетровский, Новоселовский, Полезненский, Стояновский, Юрковский, Новоалександровский, Соше-Островский, Великоплосковский, Новосавицкий, Славяносербский, Тростянецкий, Новоборисивский, Мигаевский, Первомайский, Полишпаковский сельские советы),

- Захарьевского (Затишанский поселковый, Захаровский поселковый, Торосовский, Перекрестовский, Васильевский, Карабановский,Йосиповский, Павловский, Россияновский, Войничевский, Марьяновский, Новозарицкий, Ониловский)
- Ширяевского (Сахановский сельский совет)[129].

При этом территория Егоровского сельского совета Раздельнянского района вошла в состав Дачненской общины Одесского района.

## Физико-географическая характеристика

### Геология, география и рельеф
Согласно тектонической схеме город располагается в Причерноморской впадине, входящей в состав Восточно-Европейской платформы. Географически город расположен в Днестровской долине в западной части Причерноморской низменности, являющаяся частью Восточно-Европейской равнины. Из полезных ископаемых на севере от города разведаны малые непромышленные запасы гипса, а на юге — малые промышленные запасы кирпичной глины.
Расстояние между Раздельной и Одессой: 72 км (по железной дороге) и 88 км (по шоссе). Районный центр находится в северо-западной части Раздельнянского района. Площадь города составляет 9,77 км². Граничит с сёлами Новые Чобручи и Матышёвка.
Раздельная возвышается над уровнем моря на 125—147 м, высшая точка — 149 м в районе военкомата. Город расположен в правобережной провинции подзоны северной степи природной зоны степи. Основной тип почвы — чернозём обыкновенный.
В 1883 году В. В. Докучаев, исследуя чернозём Российской империи, посещал Раздельную. О чём можно прочесть в книге «Русский чернозем». Он определил высоту местности в 463 фута (141 метр). Из его воспоминаний:
При моей поездке 1877 года оказалось, что от Одессы до Раздельной шла типичнейшая степь с сусликами и ковылём; отсюда по направлению к Балте, она заметно сделалась волнистее.
Он определил территорию Раздельной как девственная степь.

### Сейсмическая активность
Раздельная находится в сейсмически активной зоне Вранча. Максимально возможное землетрясение на этой территории — 7 баллов по шкале MSK-64. Ближайшая станция, осуществляющая сейсмомониторинг, находится в Балте. Крупнейшим землетрясением, которое ощущалось в Раздельной, было Карпатское землетрясение 10 ноября 1940 года. Мощность по шкале Рихтера в городе составила 7,0. Чуть менее ощутимое — Бухарестское землетрясение 1977 года, а также более слабые в 1986-м и два землетрясения 1990 году.

### Гидрология
Раздельная расположена в бассейне реки Днестр, а именно — на самой восточной окраине бассейна малой реки (притока Днестра) Кучурган. И не попадает в уязвимые зоны паводков. Город находится в зоне недостаточной водности.
С момента своего основания населённый пункт страдал от недостатка воды. Так как пригодная питьевая вода залегает на глубине 100 метров, то для нужд населения изначально её привозили из Велизарово, а для локомотивов воду доставляли из Одессы.
Основное водоснабжение Раздельной сейчас осуществляется по водопроводу из села Степановка, но на территории города также функционируют артезианские скважины.

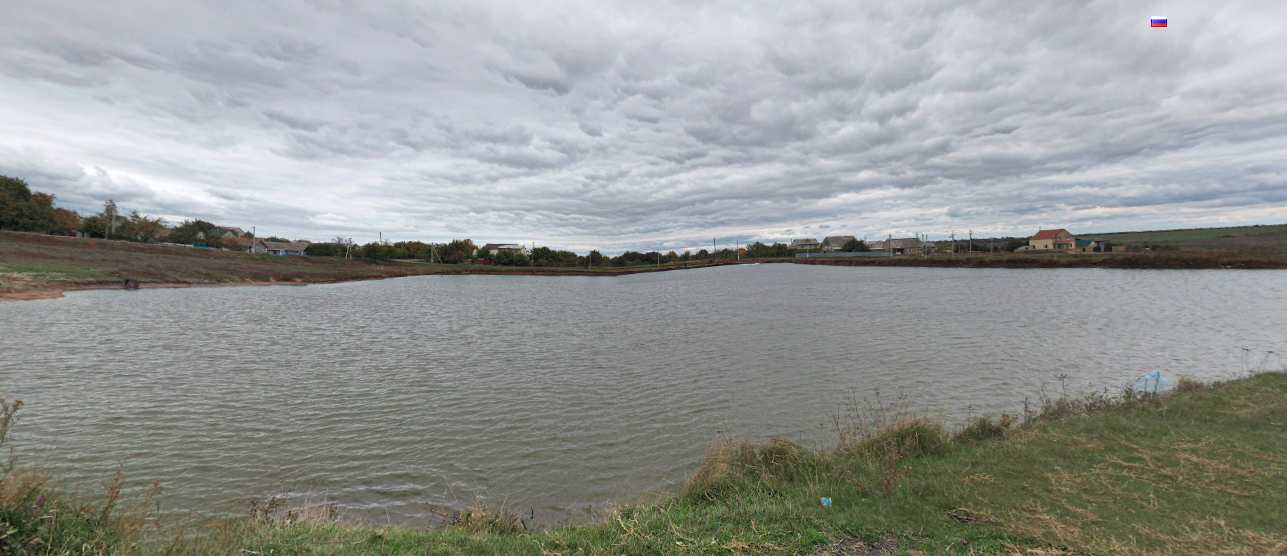
Ставок Первого Мая в Раздельной

 На противоположной стороне от Старого кладбища находится ставок Первого Мая.
На территории города протекают пересыхающие ручьи, которые полноводны только в период снежных зим. Они впадают в реку Кучурган на Юго-Западе и реку Свиная на Юго-Востоке от города.

### Климат
Климат Раздельной умеренно-континентальный. Город располагается в западной подобласти Атлантико-континентальной степной области умеренного пояса.
Среднемесячная температура воздуха: июль — +21 °C, январь — −3,5 °C. Самая высокая температура воздуха, которая была зафиксирована на местной метеостанции — +37 °C, самая низкая — −29 °C.
| Климатический график в городе Раздельная | Климатический график в городе Раздельная | Климатический график в городе Раздельная | Климатический график в городе Раздельная | Климатический график в городе Раздельная | Климатический график в городе Раздельная | Климатический график в городе Раздельная | Климатический график в городе Раздельная | Климатический график в городе Раздельная | Климатический график в городе Раздельная | Климатический график в городе Раздельная | Климатический график в городе Раздельная | Климатический график в городе Раздельная |
|                                          | Январь                                   | Февраль                                  | Март                                     | Апрель                                   | Май                                      | Июнь                                     | Июль                                     | Август                                   | Сентябрь                                 | Октябрь                                  | Ноябрь                                   | Декабрь                                  |
| ---------------------------------------- | ---------------------------------------- | ---------------------------------------- | ---------------------------------------- | ---------------------------------------- | ---------------------------------------- | ---------------------------------------- | ---------------------------------------- | ---------------------------------------- | ---------------------------------------- | ---------------------------------------- | ---------------------------------------- | ---------------------------------------- |
| Средняя температура (°C)                 | -2.8                                     | -1.9                                     | 2                                        | 9.2                                      | 15.2                                     | 19.1                                     | 21                                       | 20.5                                     | 16.1                                     | 10.2                                     | 4.5                                      | 0.2                                      |
| Минимум температура (°C)                 | -5.5                                     | -4.5                                     | -1                                       | 5.4                                      | 11                                       | 14.8                                     | 16.5                                     | 15.9                                     | 11.6                                     | 6.3                                      | 1.6                                      | -2.4                                     |
| Максимум температура (°C)                | 12                                       | 0.8                                      | 5.1                                      | 13.1                                     | 19.4                                     | 23.5                                     | 25.6                                     | 25.2                                     | 20.7                                     | 14.2                                     | 7.4                                      | 2.8                                      |
| Норма осадков (мм)                       | 37                                       | 36                                       | 30                                       | 35                                       | 47                                       | 66                                       | 66                                       | 41                                       | 41                                       | 26                                       | 39                                       | 40                                       |

Преобладающие ветры: июль — северо-западный, январь — северо-восточный.
Среднегодовое количество осадков — 500—525 мм.
Метеорологическая станция в Раздельной существует практически с момента основания населённого пункта. Сейчас она входит в государственную сеть метеонаблюдения.

### Растительность
В юго-восточном направлении сразу же за городом находится небольшой лес, в периметре около 4,5 км. В центральной части города есть несколько парков, где растут клёны, тополя, дубы, каштаны. В парке Т. Шевченко растут многолетние розы и множество различных однолетних цветов. Так как это практически одноэтажный город, с небольшим количеством многоквартирных домов, то большинство фруктовых деревьев растёт прямо вдоль дорог в частном секторе, а именноː вишня, черешня, яблоня, персик, абрикос. Владельцы частных домов высаживают вдоль своих участков кусты жасмина, вьющиеся розы, тюльпаны и другие различные растения.

### Охрана природы
Город расположен на территории с загрязнённой окружающей средой.

## Население

### XIX и XX столетия
| год     | 1887 | 1896 | 1897 | 1916 | 1920 | 1923 | 1926 | 1927 | 1933 | 1939 | 1959 | 1970  | 1979  | 1989  |
| человек | 101  | 179  | 613  | 1714 | 1951 | 2022 | 2357 | 2285 | 2800 | 5925 | 9572 | 13909 | 15928 | 17995 |

В 1863 году возле станции Раздельная появилось небольшое селение из 20 дворов.
По данным Первой всеобщей переписи населения Российской империи 1897 года в населённом пункте проживало 613 человек (347 мужчин и 266 женщин). 551 человек православный, 62 — римо-католика.
В начале XX века в Раздельной проживало 1175 человек. Тут проживали не только железнодорожники (117 дворов), но и крестьяне (72 двора). По данным сельхозпереписи 1916 года в посёлке и при станции проживало 1714 человек, 595 женщин и 511 мужчин. По данным переписи 28 августа 1920 года в населённом пункте проживало 1951 человек, 899 мужчин и 1052 женщины.
По данным Всесоюзной переписи 1926 года в Раздельной проживало 2357 раздельнянцев, из них: русские — 1033 чел. (43,8 %), украинцы — 1022 чел. (43,4 %), евреи — 139 чел. (5,9 %), поляки — 32 (1,4 %), немцы — 26 чел. (1,1 %), белорусы — 25 (1,1 %), греки — 14 (0,6 %), болгары — 13 (0,6 %), молдаване — 11 (0,5 %).
К 1927 году — 2285 человек (265 крестьянских дворов).
По данным Всесоюзной переписи населения 1939 года в посёлке проживало 5925 человек (3003 мужчины и 2922 женщины). Национальный состав населённого пункта был таким: украинцы — 4304 чел., русские — 726 чел., евреи — 283 чел., немцы — 164 чел., болгары — 122 чел., молдаване — 113 чел., поляки — 71 чел., прочие — 142 чел.
Согласно данным Всесоюзной переписи 1959 года в городе проживало 9572 чел. (4386 мужчин и 5186 женщин).
Всесоюзная перепись населения 1970 года показала, что в районном центре проживало 13 909 чел. (6628 мужчин и 7281 женщина).
По данным Всесоюзной переписи населения 1979 года в Раздельной проживало 15 928 чел. (7354 мужчины и 8574 женщины).
По данным переписи 12 января 1989 года в населённом пункте проживало 17 995 раздельнянцев (8251 мужчина и 9744 женщины) из них 17 792 постоянных жителя (8187 мужчин и 9605 женщин).

### XXI столетие
| год     | 2001  | 2003  | 2004  | 2005  | 2006  | 2007  | 2008  | 2009  | 2010  | 2011  | 2012  | 2013  | 2014  | 2015  | 2016  | 2017  | 2018  | 2019  | 2020  |
| человек | 17754 | 17545 | 17527 | 17494 | 17603 | 17745 | 17864 | 17815 | 17832 | 17931 | 17894 | 17904 | 17930 | 17995 | 18015 | 17954 | 17913 | 17858 | 17751 |

По итогам Всеукраинской переписи населения 2001 года в Раздельной проживало 17 754 человека (8083 (46 %) мужчины и 9671 (54 %) женщина). Родным языком раздельнянцы назвали: украинский — 66,67 %, русский — 31,68 %, молдавский — 0,69 %, армянский — 0,32 %, болгарский — 0,26 %, белорусский — 0,15 %, гагаузский — 0,02 %, немецкий — 0,02 %, цыганский — 0,02 %, греческий — 0,01 %, еврейский — 0,01 %.
На 1 января 2016 года численность населения города была на максимуме за всю историю наблюдений — 18 015 человек. Следующая перепись на территории Украины запланирована на 2020 год. Город входит в 250 крупнейших из 461 существующего города Украины по численности населения и занимает 10 место по численности среди 19 городов Одесской области.
Раздельная является городом с высокой плотностью населения. Средний показатель плотности населения для городов районного значения с населением 10—50 тыс. человек — 662 чел./км2. В Раздельной этот показатель — 1817 чел./км2.

## Официальная символика

### Герб города
На зелёном поле вогнутое золотое перевёрнутое опущенное острие, оканчивающееся нитевидной каймой с попеременными серебряными и черными прямоугольниками, в которым зелёный локомотив с красными полосами. Щит расположен в золотом картуше, верхняя половина которого эклектичная, а нижняя образована из колосьев, внизу которого на золотой ленте красными буквами — «Раздельная», под лентой красными цифрами — «1863». Щит увенчан серебряной городской каменной короной с тремя зубцами

### Флаг города
Прямоугольное полотнище с соотношением ширины к длине 2:3, состоящее из трёх вертикальных полос — зелёной, жёлтой и зелёной (соотношение их ширин равное 2:3:2). В центре жёлтой полосы — зелёный локомотив с красными полосами. Рисунок флага построен на основе цветового решения герба и имеет такую же символику

## Органы власти

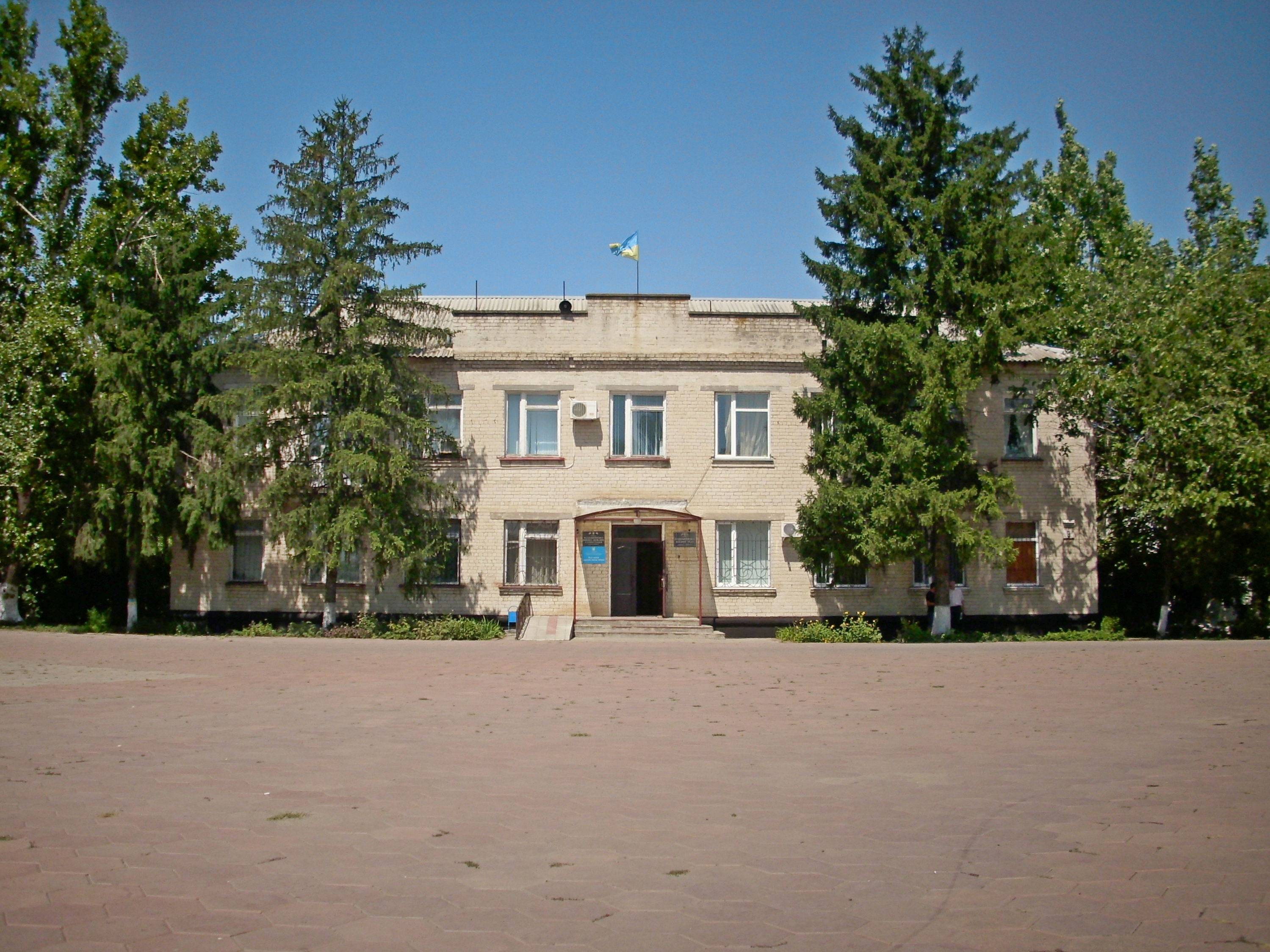
Здание Раздельнянской районной государственной администрации и районного совета (2014 год)

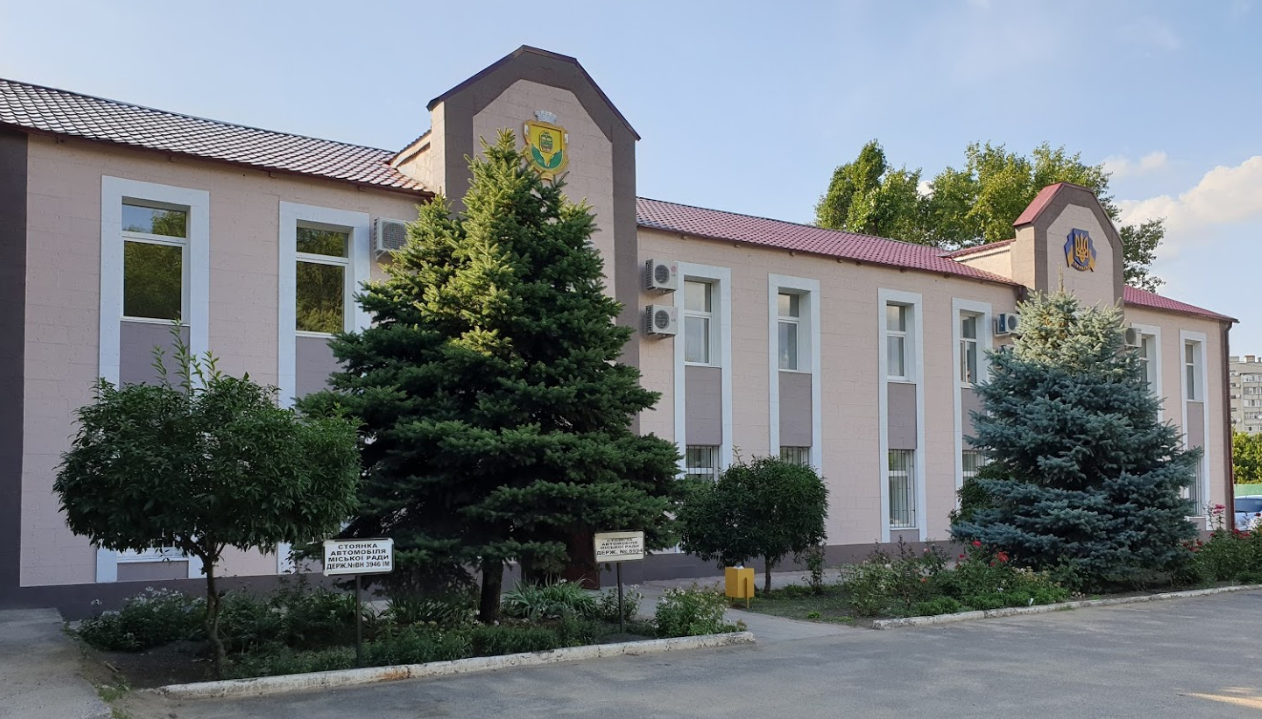
Здание Раздельнянского городского совета и РАЙОНО

См. также: Раздельнянский городской совет
Управление городом осуществляется Раздельнянским городским советом во главе с Раздельнянским городским головой. Горсовет состоит из исполнительного комитета, 26 городских депутатов и постоянных комиссий. Также в городе находится вышестоящий по отношению к горсовету Раздельнянский районный совет.

## Экономика

### Промышленность

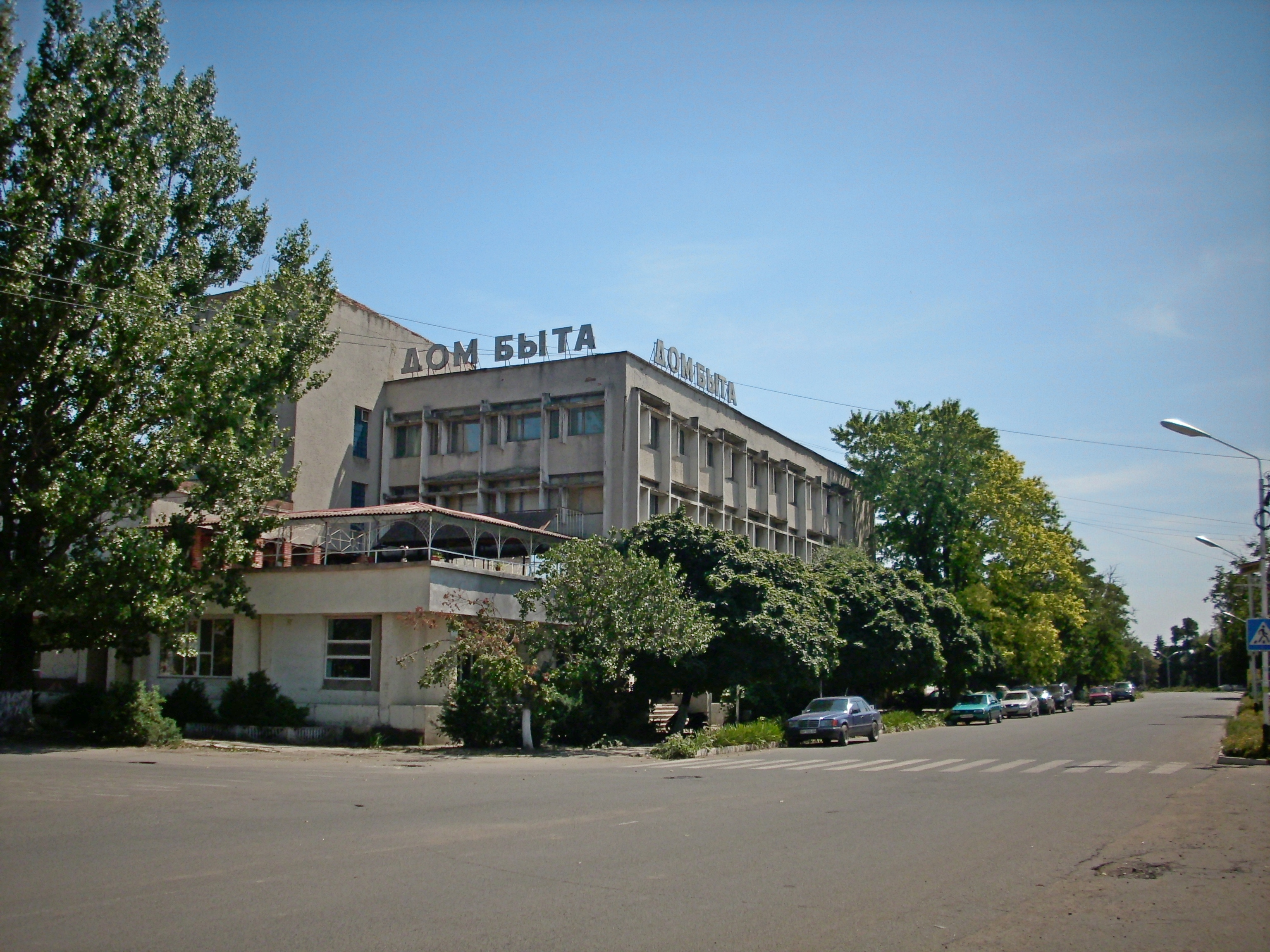
Дом быта (2014 год)

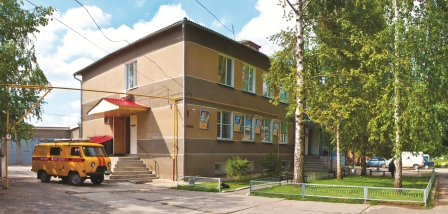
Газовая служба Раздельной

Раздельная является небольшим центром промышленности в Одесской области. Здесь представлены лёгкая и пищевая промышленность, а также машиностроение и металлообработка. Среди основных предприятий города: СТОВ «Роздільнянське» и ТОВ «Обрій МТС Роздільна», относящиеся к сельскохозяйственным предприятиям, ТОВ «Биоил Универсал Украина», ТОВ «Агротрейд ЮГ», ТОВ «Папук», ПРАТ «Роздільнянський елеватор», ТОВ «Лєрадрук», ТОВ «Роздільнатранссервіс», Роздільнянська дистанція колії № 2 Одеської залізниці, Роздільнянська дистанція сигналізації та зв’язку, Філія «Роздільнянський Райавтодор» ДП «Одеський облавтодор», ООО «Хлебная гавань», ООО «Агроком», ОАО «Гидропресс», газовое хозяйство, ООО «Гарант-2», МП «Газовик», ООО «Раздельнянский райбыткомбинат», ООО «Добрый хлеб», молзавод, районная типография.
Основные отрасли пищевой промышленности Раздельной: плодоовощеконсервная, хлебопекарская, молочная и маслосыродельная.

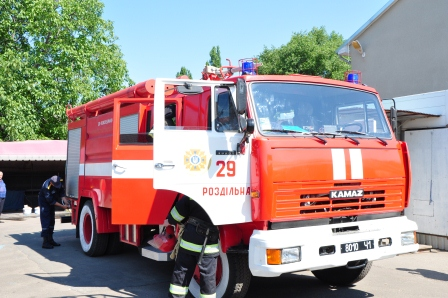
Пожарная часть 32 ДПРЧ 5 ДПРЗ в Раздельной

### Торговля
Всего в Раздельной зарегистрировано около 470 различных организаций и предприятий. В центральной части города функционируют торговый рынок, продуктовый рынок «Жан», супермаркет «АТБ», а также небольшие киоски и магазинчики.
Раздельная относится к Одесскому курортно-рекреационному району.

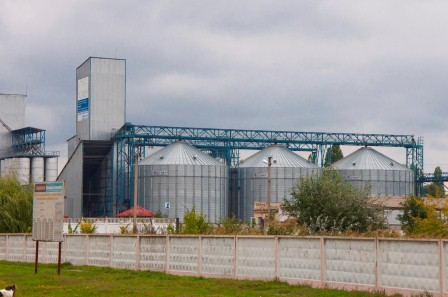

### Банковская сфера
В городе функционируют отделения нескольких крупных банков Украины (Приватбанк, Ощадбанк, Райфайзенбанк).

### Связь

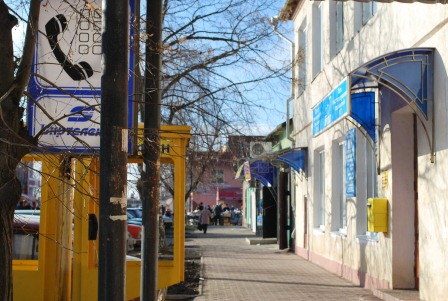
Отделение Укртелеком в г. Раздельная

- Укртелеком (в городе находится районное отделение связи[187]), Киевстар, Vodafone, Lifecell, Интертелеком (стандарт CDMA-2000). Есть несколько интернет-провайдеровː LimaNet, TK-net, Belnet, "ТЕЛЕКОМПАНІЯ «РЕГІОН». В старом городском парке есть доступ к бесплатному Интернету по технологии Wi-Fi.

### Почтовые и курьерские службы доставки
- Имеются 3 отделения «Новой почты»[188] и отделение Укрпочты.

## Религия
В городе размещено несколько конфессиональных представительств — православные приходы, общества католиков, евангельских христиан-баптистов, свидетелей Иеговы и другие.

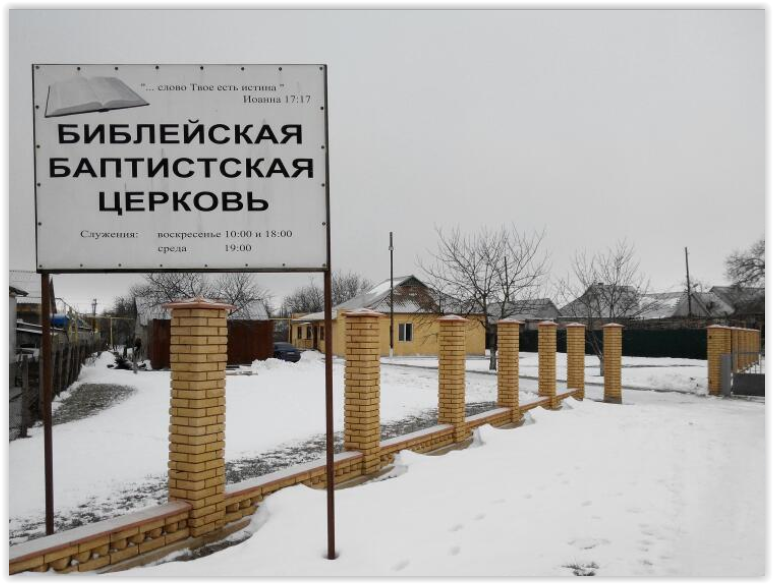
Библейская Баптистская церковь

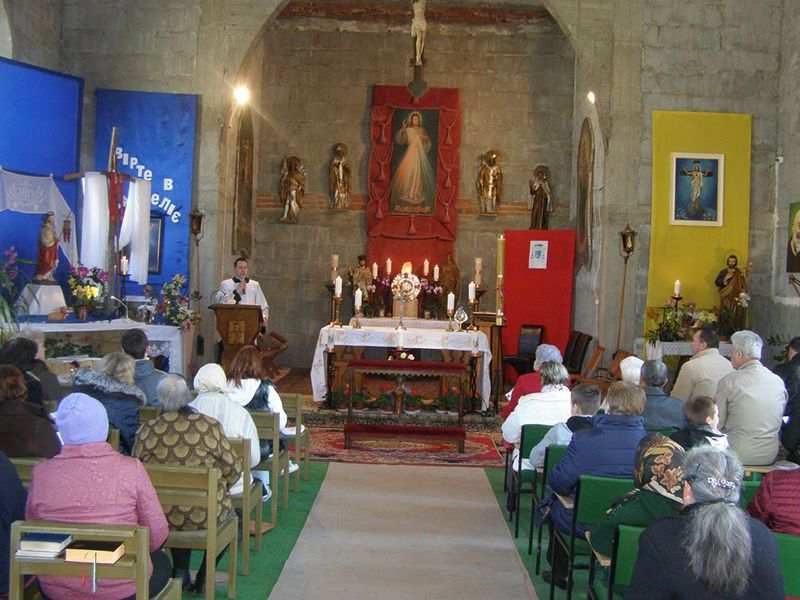
Парафія Божого Милосердя Римо-католицької Церкви в м. Роздільна

## Транспорт

### Железнодорожный транспорт

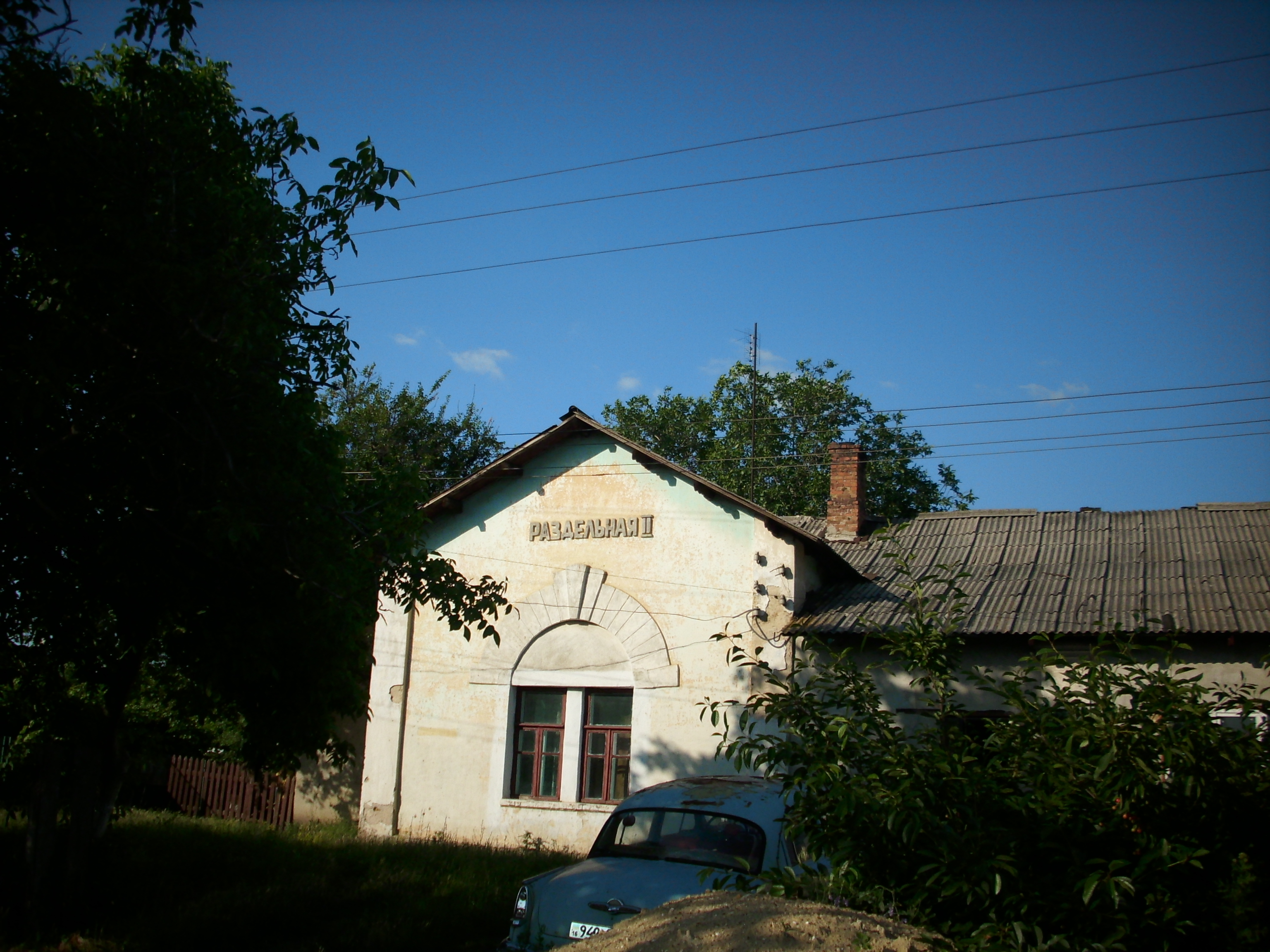
Станционное здание станции «Раздельная 2» (2011 год)

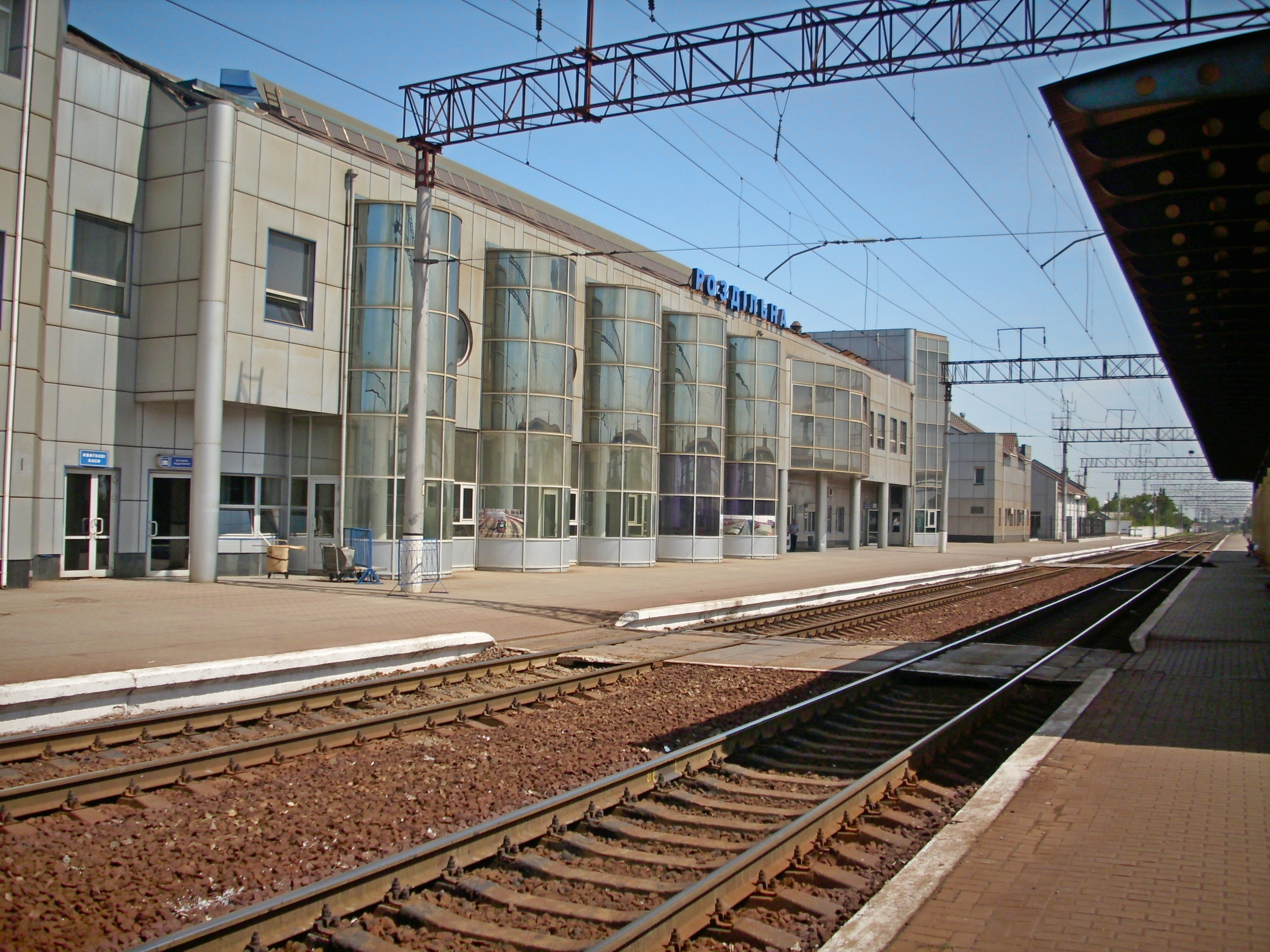
Вокзал станции «Раздельная 1» (2014 год)

Раздельная является транспортным узлом девятого панъевропейского транспортного коридора (Ветвь C: Любашёвка—Раздельная—Одесса).

Карта сети транспортных коридоров в Восточной Европе.

В городе функционирует современный железнодорожный вокзал. На первом этаже размещается операционный зал с кассами и просторным залом ожидания, также есть багажное отделение, кафе и медпункт. На втором этаже находятся зал повышенного комфорта и кабинеты администрации вокзала. На третьем этаже — отельные номера и комната матери и ребёнка. Подавляющая часть конструкций изготовлена по прогрессивным витражным технологиям. Площадь вокзала составляет 4094 м2.
Через станцию «Раздельная 1» курсируют пассажирские поезда, которые следуют из городов Украины (Одесса, Киев, Львов, Ужгород, Харьков, Хмельницкий, Черновцы, Ковель, Умань) и других государств (Кишинёв, Варшава). Также станция «Раздельная 1» принимает пригородные поезда из Одессы, Вапнярки, Балты, Мигаево. До конца 90-х годов XX века функционировала станция «Раздельная 2», на которой делали остановки пригородные поезда; станционное здание с названием станции сохранилось, сейчас оно стало частным домом.

### Автобусный транспорт
В Раздельной действует автостанция. Осуществляется междугородний рейс Раздельная-Одесса. Также существуют пригородные маршруты, которые соединяют центр района с близлежащими населёнными пунктами (Лиманское, Антоновка, Гаевка, Желепово, Кошары, Новодмитровка, Новоконстантиновка, Отрадово, Сухое, Щербанка). В 2003 году, при реконструкции Привокзальной площади, был разрушен автовокзал; новое здание не возведено.

### Внутригородской транспорт
Внутригородской транспорт представлен 5 автобусными маршрутными такси и частными службами такси.
За 2018 год объёмы пассажирских перевозок внутригородским маршрутным транспортом составили 391,5 пассажиров.

### Велотранспорт
До недавних пор велосипед был основным средств передвижения раздельнянцев. Он и сейчас играет важную роль, однако уступил лидирующую позицию мопеду.

### Транспортная развязка и сообщение
Протяжённость города с востока на запад около 4,5 км, а с севера на юг около 3 км (по прямой линии). Протяжённость трассы Т-1618 в черте города около 7 км, а протяжённость железнодорожного полотна в черте города около 4,4 км. Трасса соединяет дорогу международного значения Киев-Одесса с региональной автодорогой Винница-Кучурган, где находится пункт пропуска молдавско-украинской границы Кучурган — Первомайск.
Главная улица города — Европейская, является одновременно и самой длинной. Она проходит по восточной стороне города, и её протяжённость составляет 4 км. Европейская берёт своё начало от трассы Т-1618 на юго-востоке города и на северной границе переходит в ул. Центральную — главную улицу села Новые Чобручи.
Вторая по протяжённости улица — Кишинёвская, она также является частью трассы Т-1618, которая проходит по западной стороне города.
Попасть из одной стороны города в другую напрямую нельзя, так как прямого сообщения по городу нет (в центре города находится железнодорожная станция, поэтому автомобильных дорог, пересекающих железнодорожное полотно, тут быть не может). Проделать путь с восточной стороны на западную и назад с помощью автомобиля можно только через регулируемые железнодорожные переезды, которые находятся на севере (их тут два, так как железнодорожное полотно на этом участке даёт ответвление на кишинёвское направление) и на юге (он только один).
В центре города для пересечения путей пешеходами предусмотрен наземный железнодорожный переход и деревянный мост. Из-за такого сложного сообщения между двумя частями города не предусмотрен общественный транспорт, который сообщал бы обе части населённого пункта.
Большинство улиц города прямые и пересекаются между собой под прямым углом.
Ближайший аэропорт находится в Одессе.

## Здравоохранение

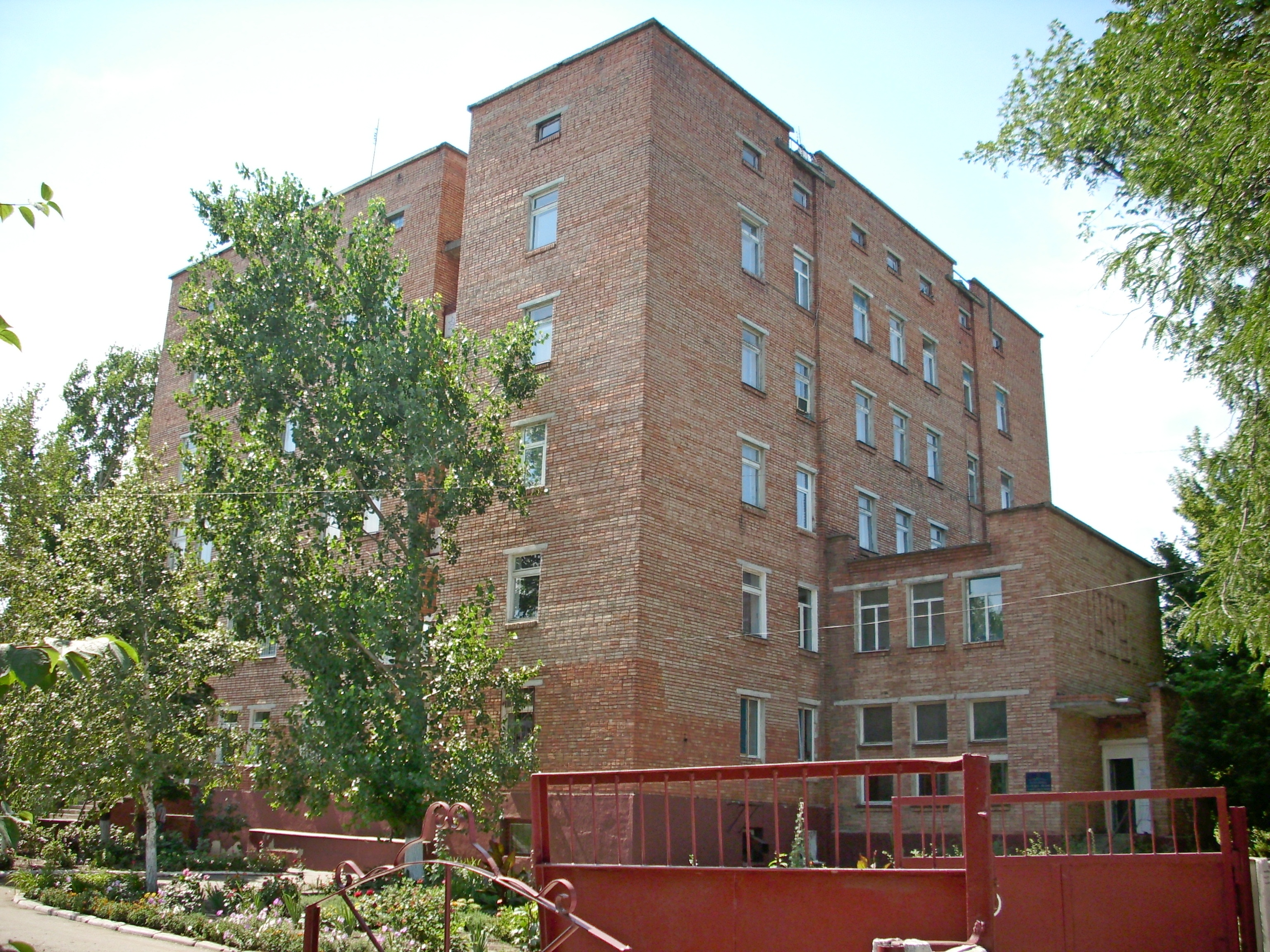
Здание узловой больницы станции Раздельная (2014 год)

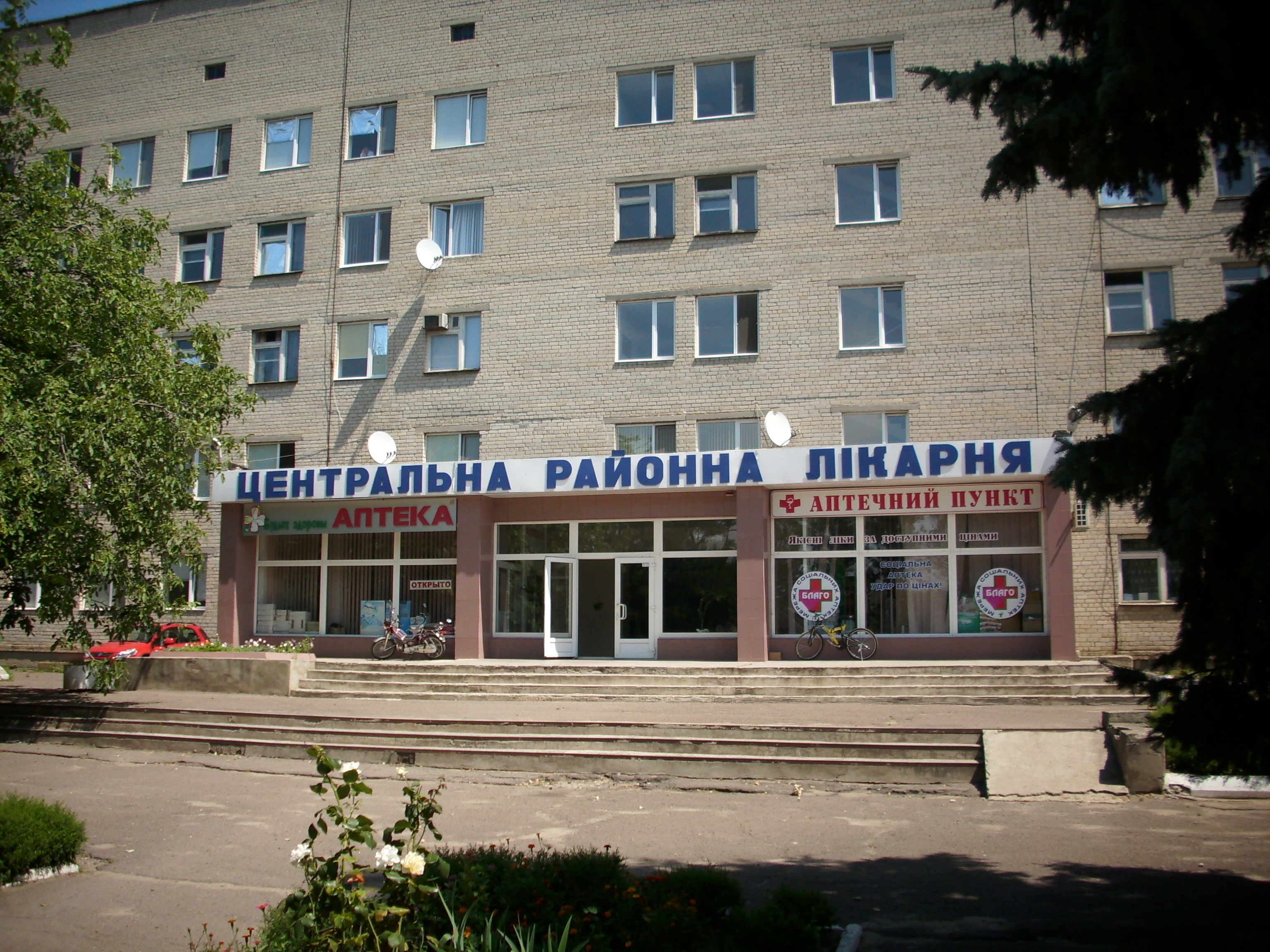
Здание Центральной районной больницы (2014 год)

Раздельная является центром госпитального округа № 4. В городе расположена мнопрофильная больница, которая обслуживает жителей района. В больнице есть терапевтическое, приёмно-диагностическое, хирургическое и родильное отделение. А также имеется центр первичной медико-санитарной помощи (бывшая узловая больница станции Раздельная для работавших на железной дороге). По итогам работы больница входит в десятку лучших ЦРБ области. Также есть дом милосердия, где проживают престарелые и лежачие больные люди, и приют для детей «Тёплый дом».
В Раздельной также есть ветеринарная лечебница.

## Образование
Общее среднее образование можно получить в учебно-воспитательном комплексе № 1, а также в трёх других общеобразовательных школах I—III ступеней.

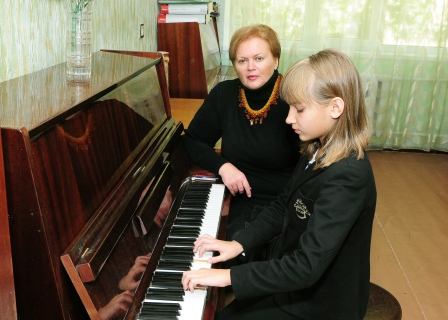
Детская музыкальная школа.

В Раздельной также есть музыкальная и детско-юношеская спортивная школы. В спортивной школе доступны секции по футболу, волейболу, дзюдо, лёгкой атлетике и гандболу. В школе проходили обучение 4 участника Европейских соревнований.
В 1990-е годы было закрыто местное СПТУ-29.
В городе есть 2 библиотекиː районная и городская, а также районная детская школа искусств.
Дошкольное образование: детский сад № 1 «Радуга», № 4 «Ромашка», № 6 «Алёнка».

## Кладбища
На окраинах города, на юго-западе и востоке находятся Киевское и Успенское кладбища. Также между улицами Московской и Родниковой находится территория Старого кладбища, самих надгробных плит там нет, но установлен памятный знак в виде креста.

## Средства массовой информации
Печатные СМИ представлены районной газетой «Вперед», редакция которой находится в Раздельной. Сооснователями газеты ранее являлись Раздельнянская райгосадминистрация и районный совет. С мая 2017 года является частным предприятием. Печатается газета в одесском издательстве «Черноморье». Газета выходит на украинском языке два раза в неделю (среду и субботу). Местный Центр творчества детей и учащейся молодёжи выпускает детско-молодёжную газету «Юнікс-ТВ-прес».

## Культура и отдых

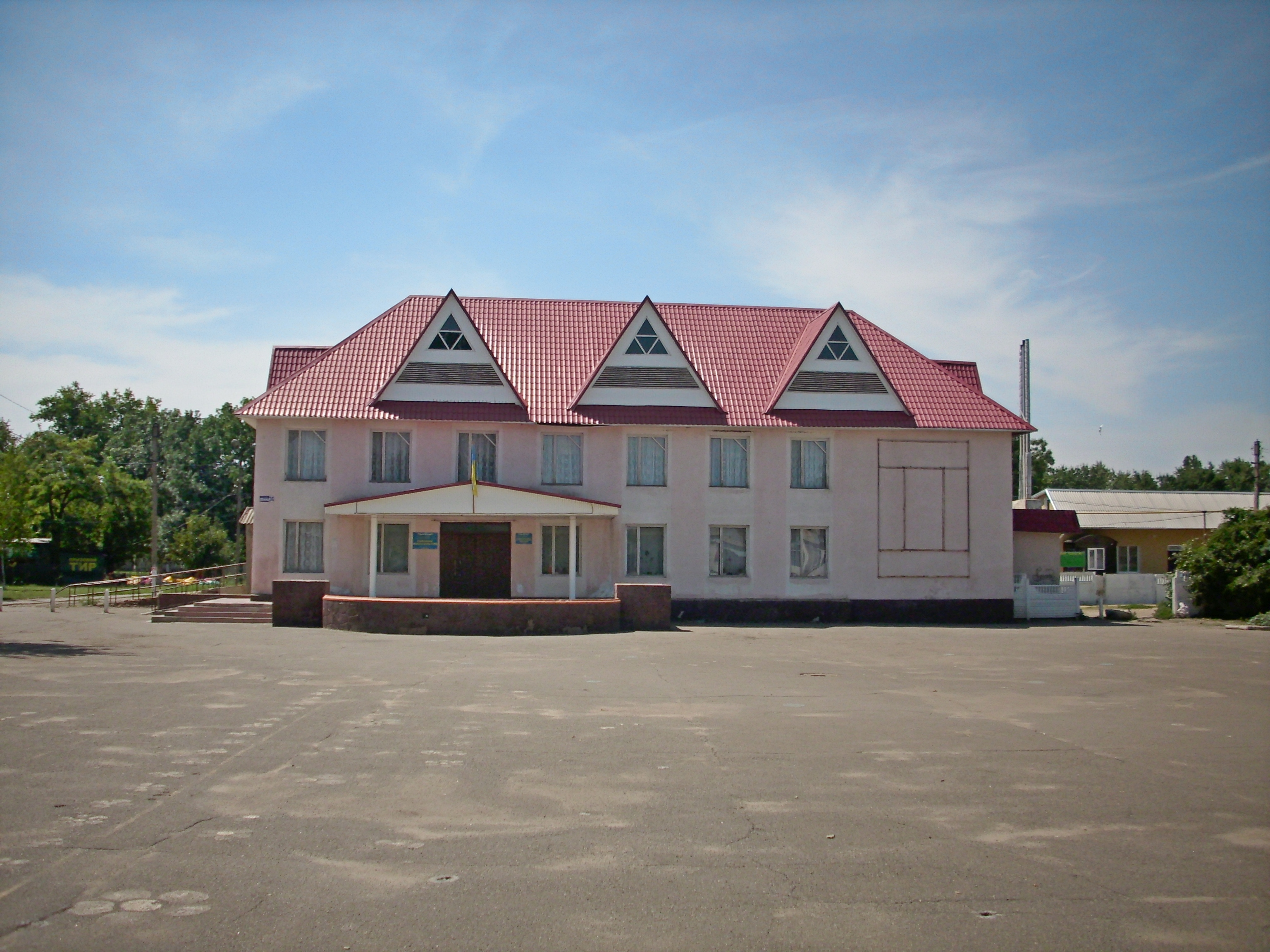
Районный дом культуры (2014 год)

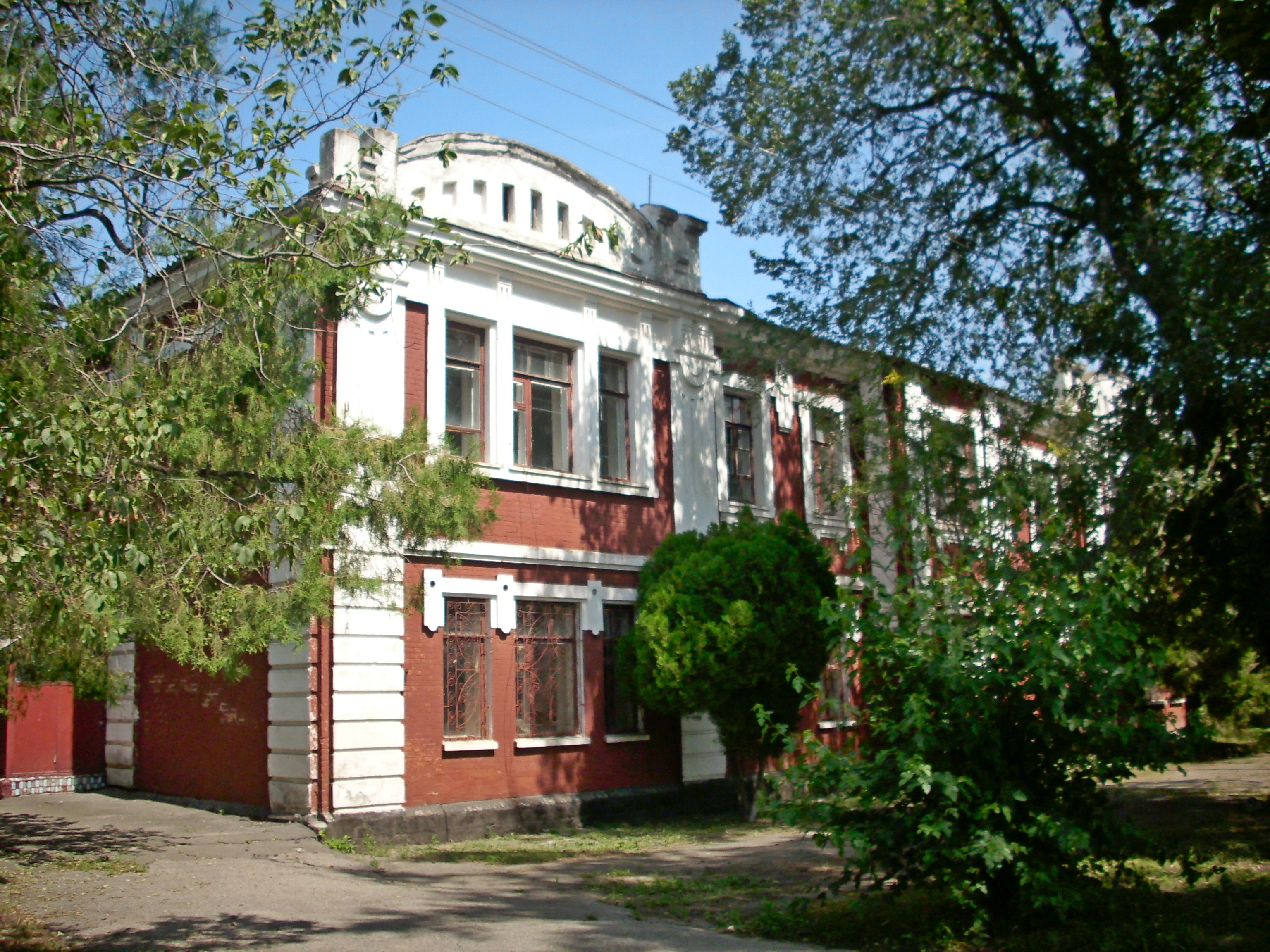
Зданию бывшей дежурной машинистов более 100 лет (2014 год)

В Раздельной есть мемориальные комплексы, памятники в честь воинов, которые защищали и освобождали родной край от немецко-румынских захватчиков. В районном доме культуры находится историко-краеведческий музей, открытый в 1987 году.
На площади Независимости около здания районной администрации и Европейской площади напротив дома культуры проходят крупные городские мероприятия и праздники, здесь же размещается передвижной цирк. Улицу Привокзальную напротив парка Шевченко от Театрального до Газетного переулка перекрывают на время посещения городом гастролирующего парка аттракционов.
В Старом парке находятся детские развлекательные площадки.

### Памятники
- Вечный огонь
- Братское кладбище воинов, погибших при освобождении г. Раздельная 4-5 апреля 1944 года (Аллея Славы)
- Именная стена ветеранов ВОВ
- Жертвам Чернобыльской катастрофы[207]
- Мемориал раздельнянцам, погибшим в боях в ВОВ
- МиГ-15УТИ[208]
- Т. Г. Шевченко
- Освободителям г. Раздельная
- Памяти жертв Голодомора 1932—1933 годов на Украине
- Памяти раздельнянцев, погибшим в Афганистане
- Памяти раздельнянцев-милиционеров, погибших при исполнении служебных обязанностей
- Памятный крест на месте старого кладбища
- Памятник пионеру

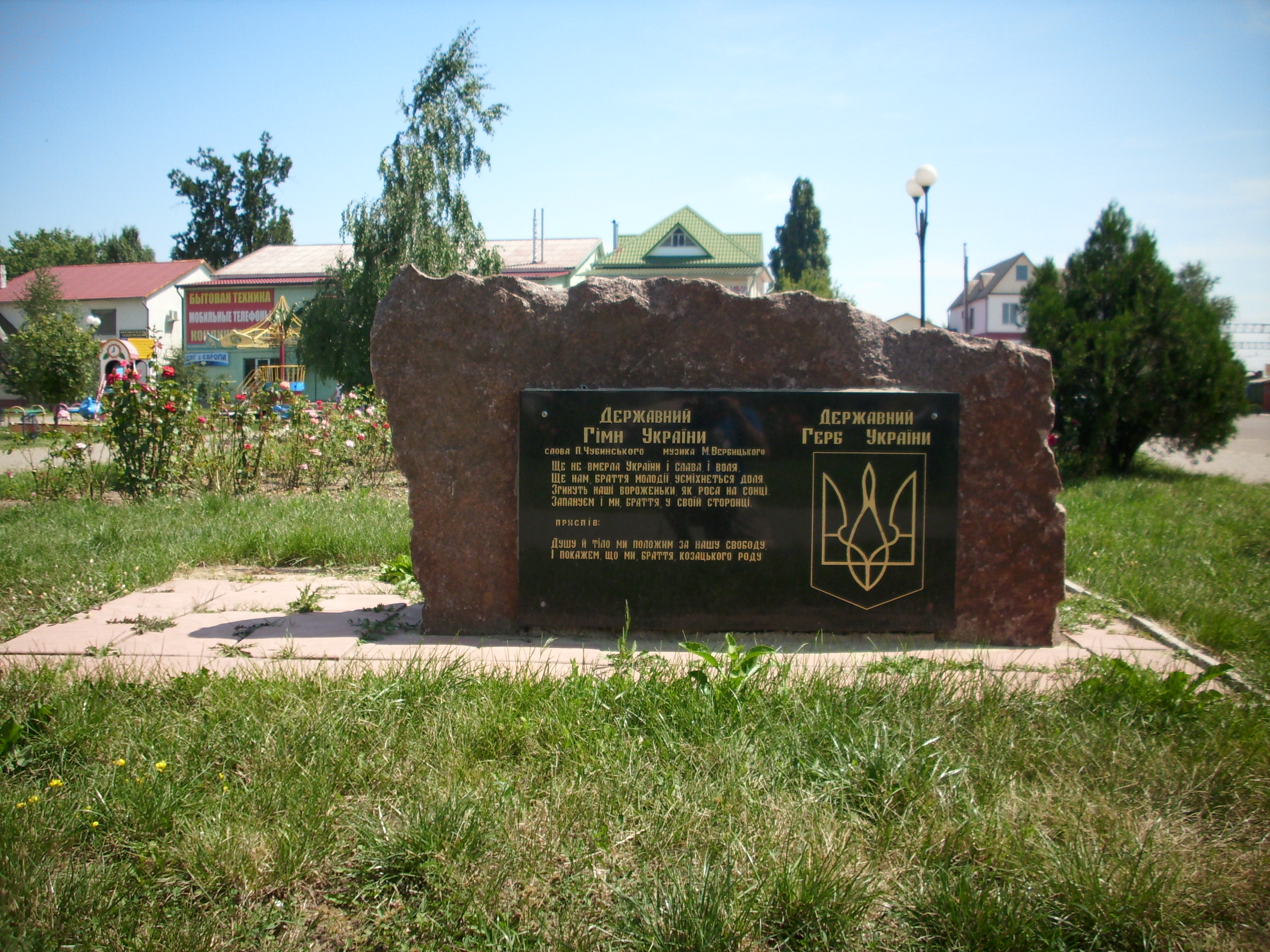
Государственный гимн и герб Украины в парке Шевченко
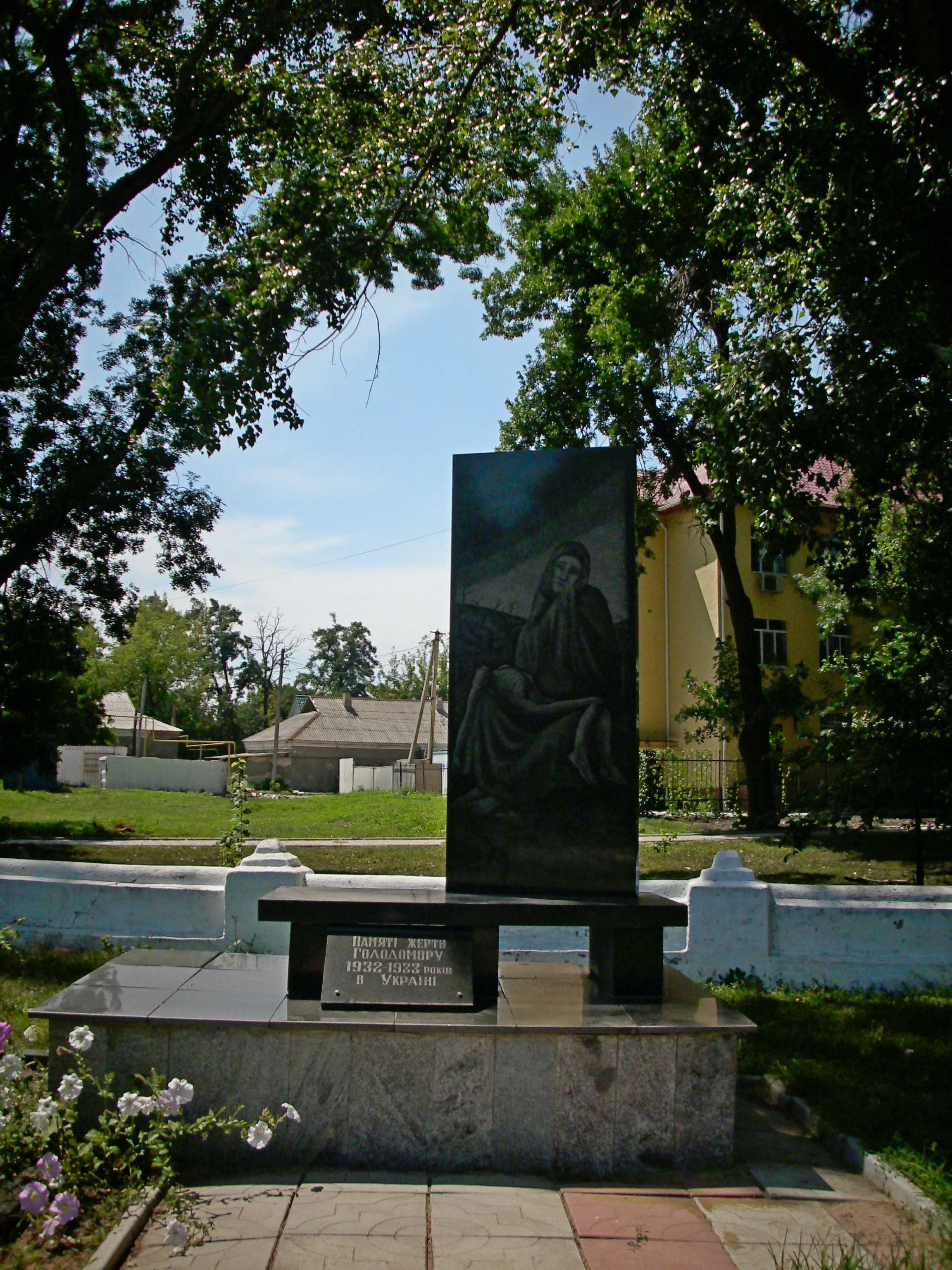
Памятник жертвам Голодомора
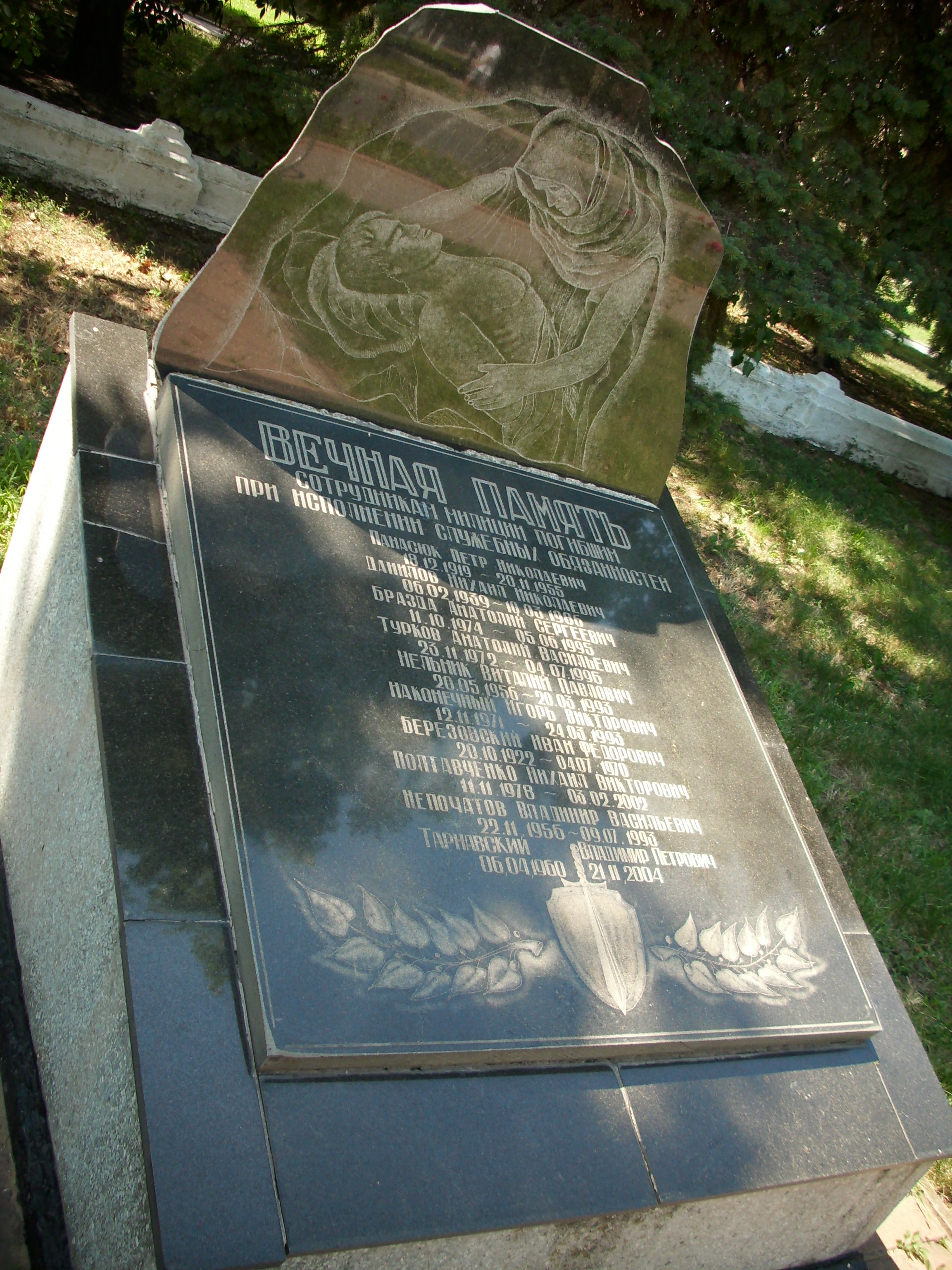
Памяти милиционеров
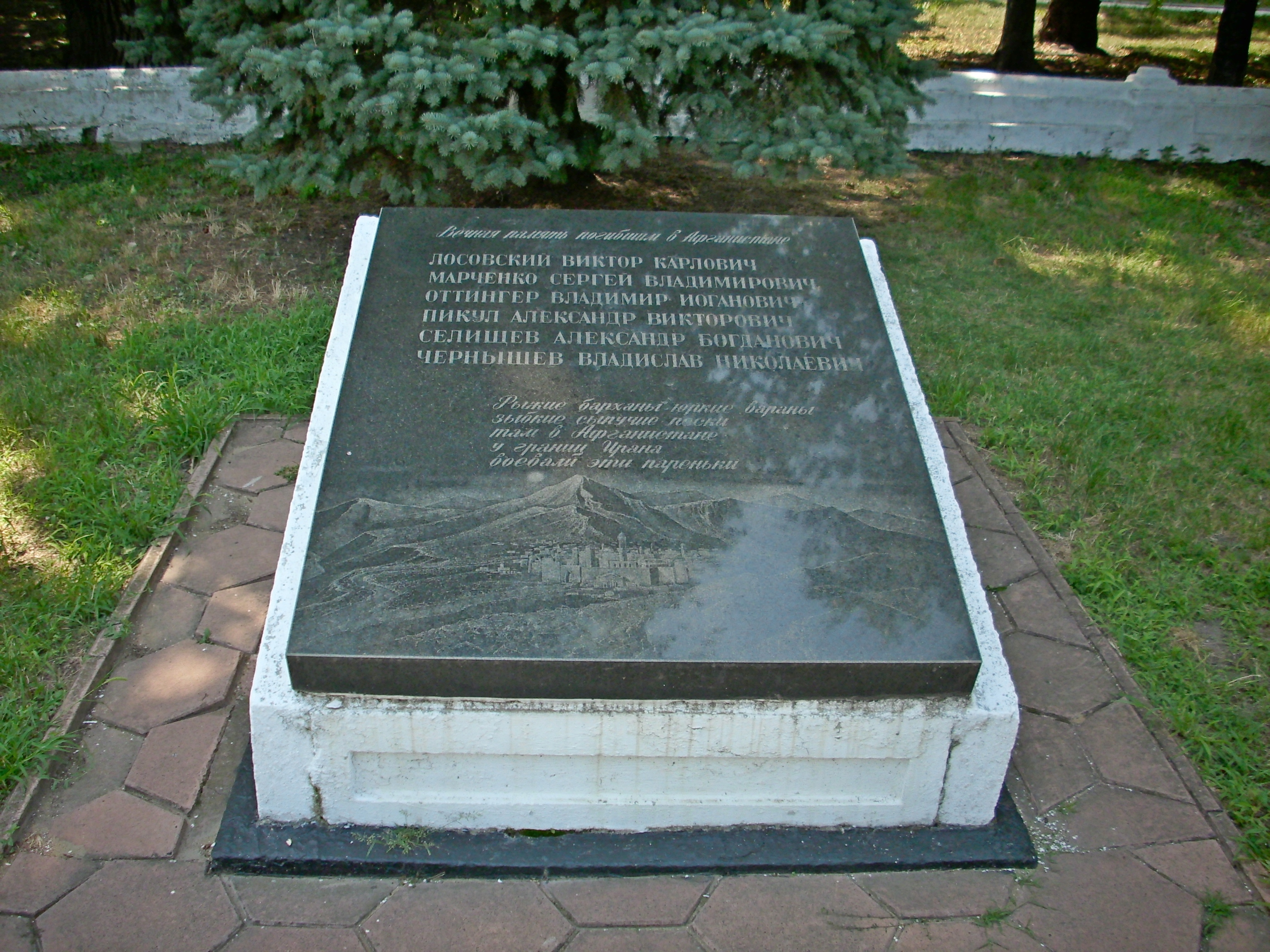
Погибшим в Афганистане
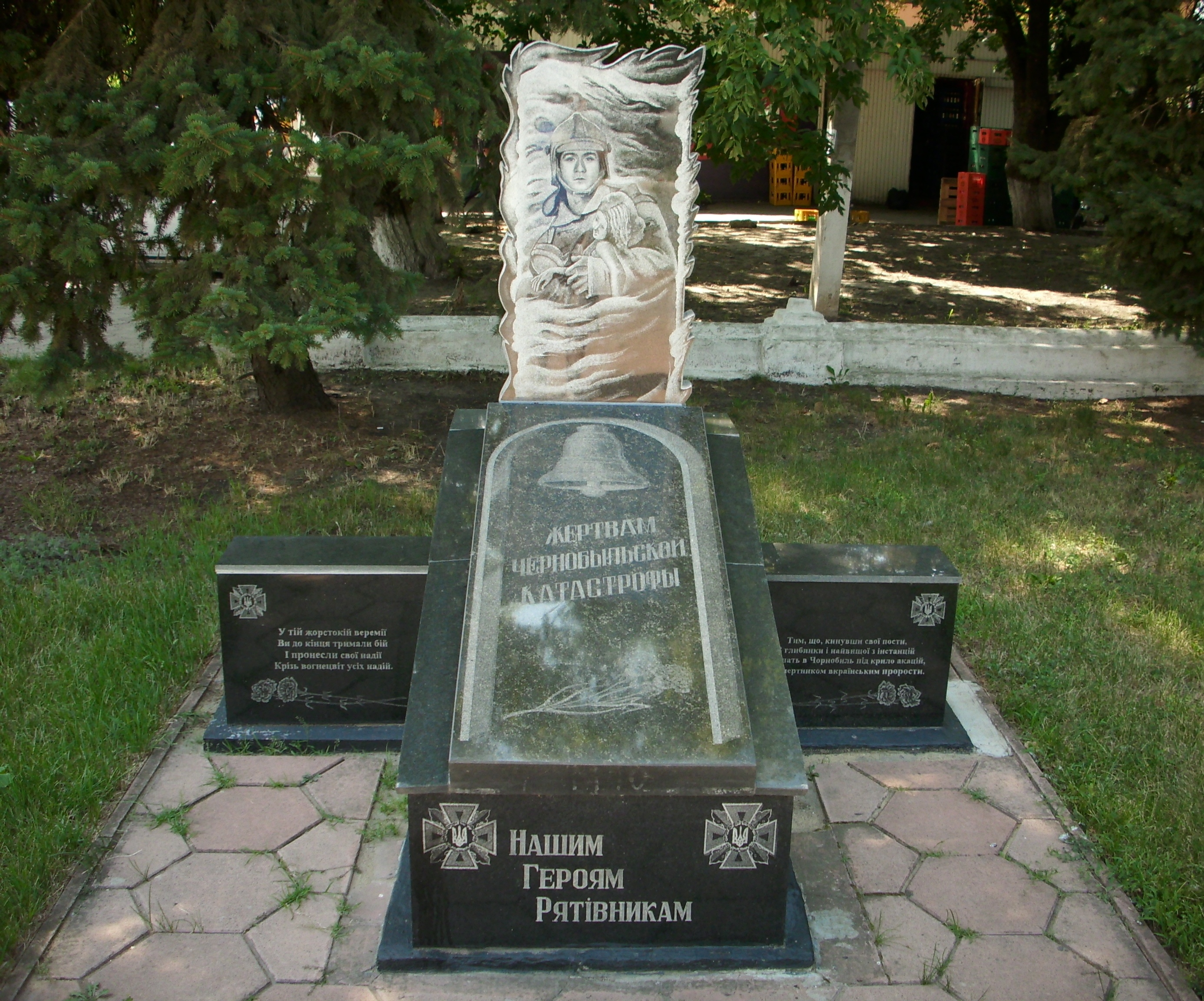
Жертвам Чернобыльской катастрофы
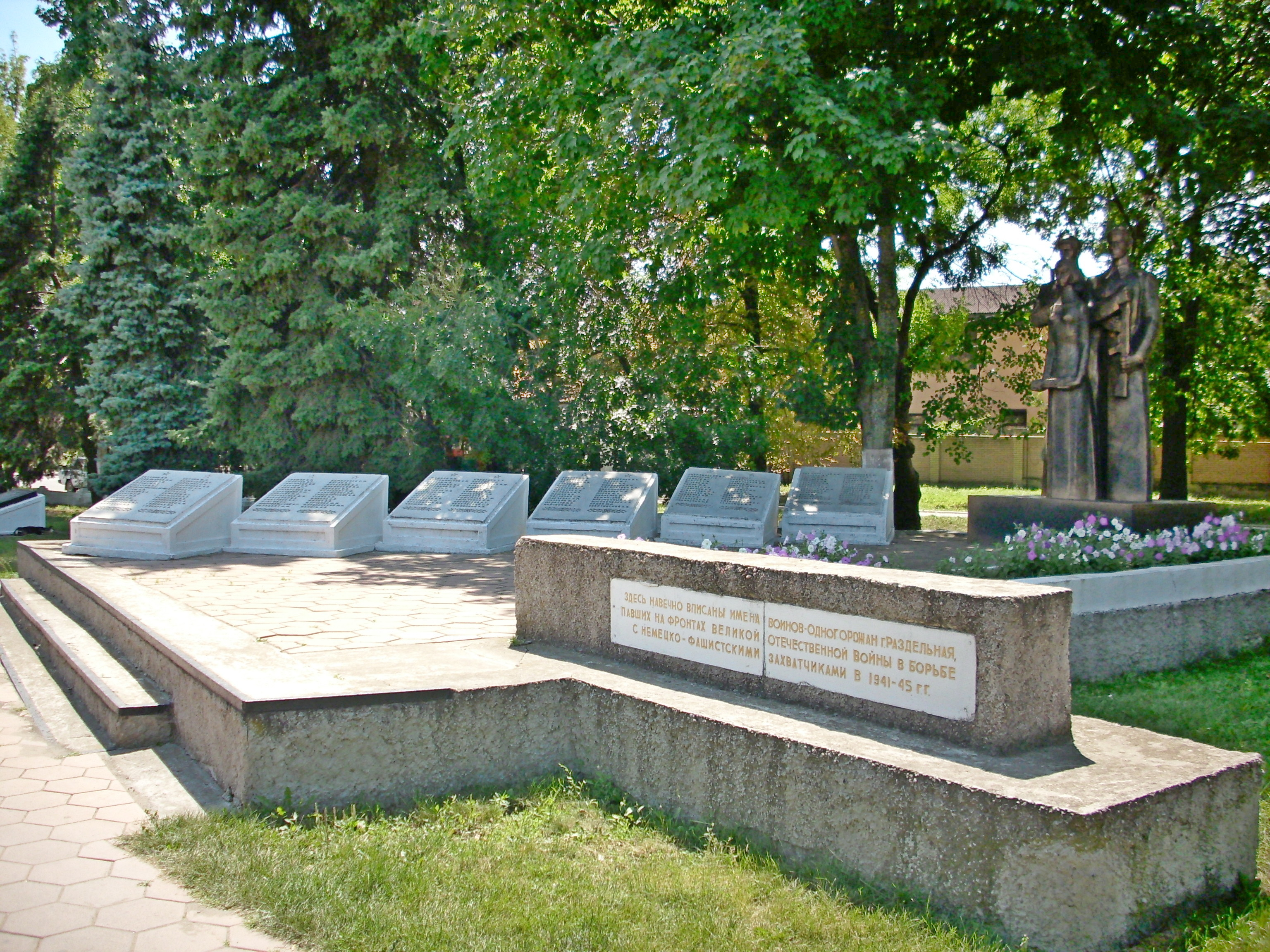
Памятник жертвам ВОВ
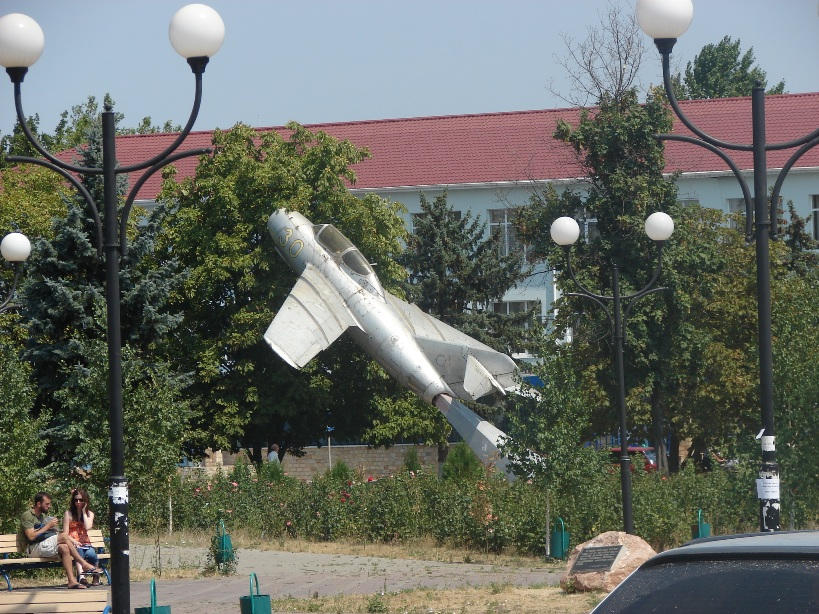
МиГ-15УТИ
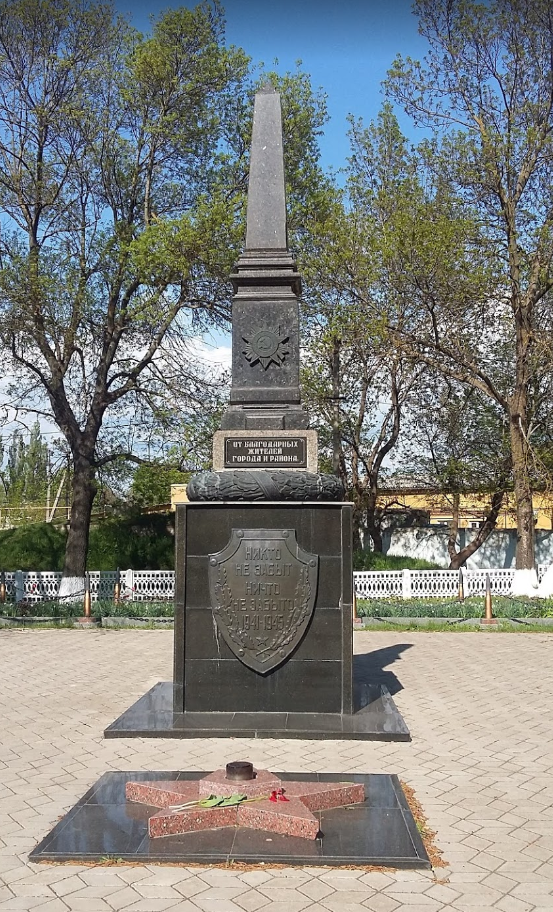
Вечный огонь
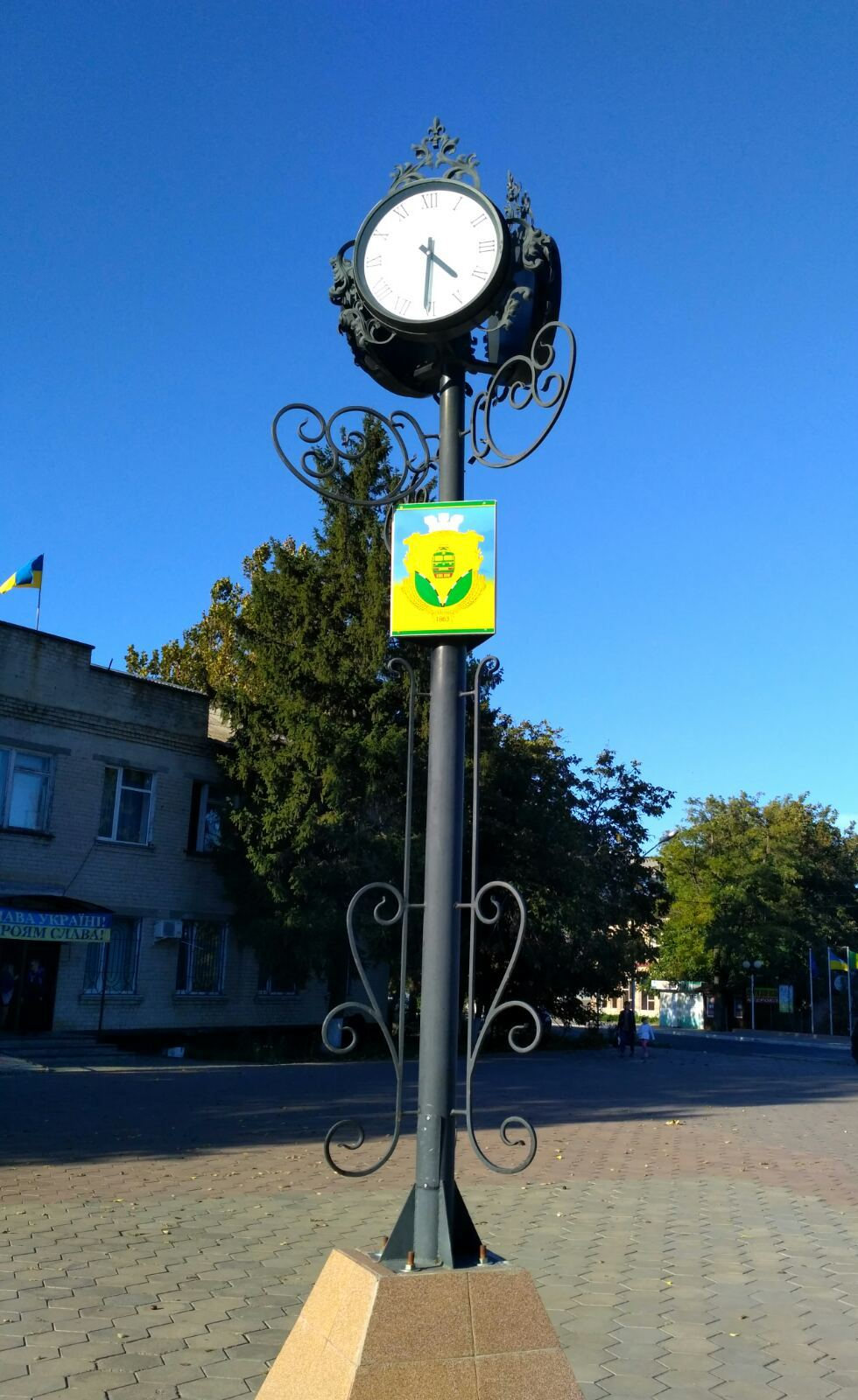
Часы для свиданий

### Музеи

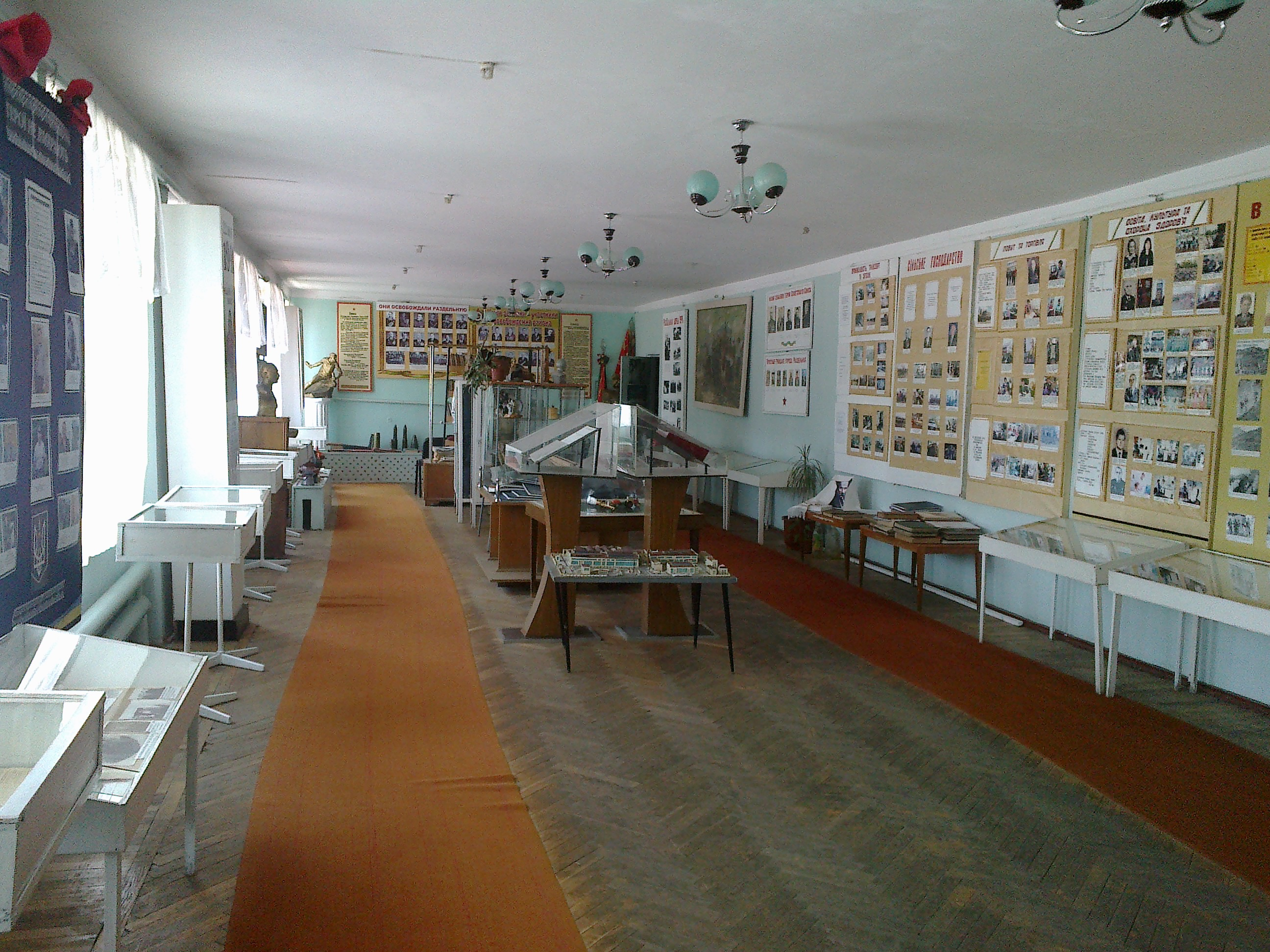
Историко-краеведческий музей

- Раздельнянский народный историко-краеведческий музей[209]
- Музей истории милиции Раздельнянского района[210]
- Музей истории школы-гимназии № 1[211]

### Заведения города
В городе немногочисленное количество увеселительных заведений и общественных мест, среди которыхː отель «Чёрное море» с рестораном, бар «Орхидея», «Даллас» и «Сиреневый Туман», кафе «Транзит» и кафе «Рататуй» и другие.

### Культовые сооружения

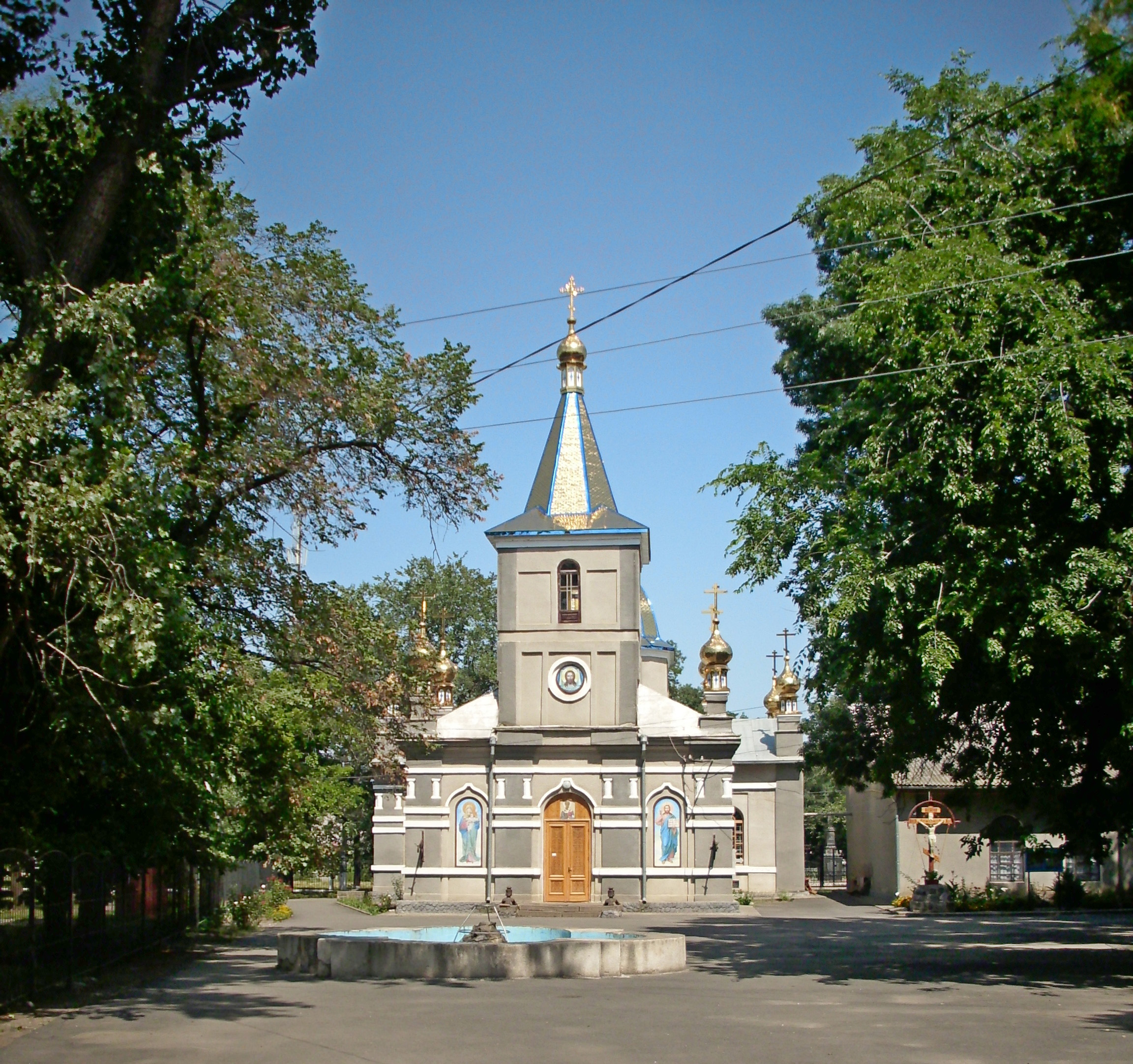
Церковь Святого Николая (2014 год)

Православный храм Святого Николая Чудотворца, Украинская греко-католическая церковь. Также строится католический храм.

### Парки

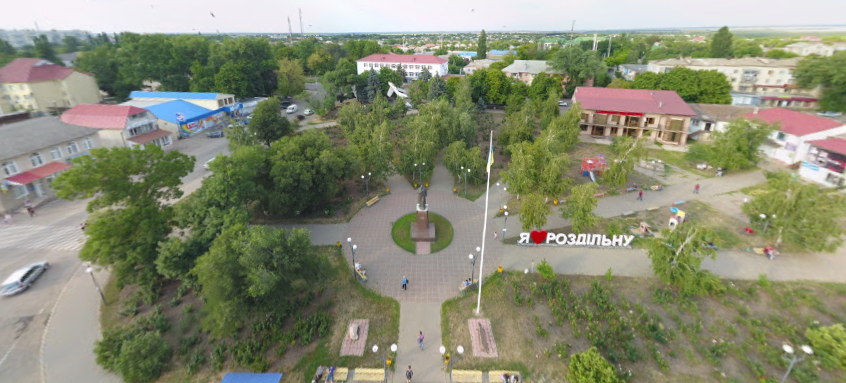
Парк Шевченко с высоты

В центре города расположен «Старый парк», который является свободным для посещения. В нём сооружён детский развлекательный комплекс. При реконструкции Привокзальной площади в 2003 году напротив нового железнодорожного вокзала был разбит «парк имени Тараса Шевченко» (Центральный парк), на территории которого также есть детские развлекательные сооружения. Напротив автостанции расположен «Железнодорожный парк». Он, как и «Старый парк», частично застроен строениями местных предпринимателей. Также есть большой «Больничный парк» и небольшой Юбилейный сквер. На территории Старого парка есть фонтаны, но они не функционируют.

### Стадион

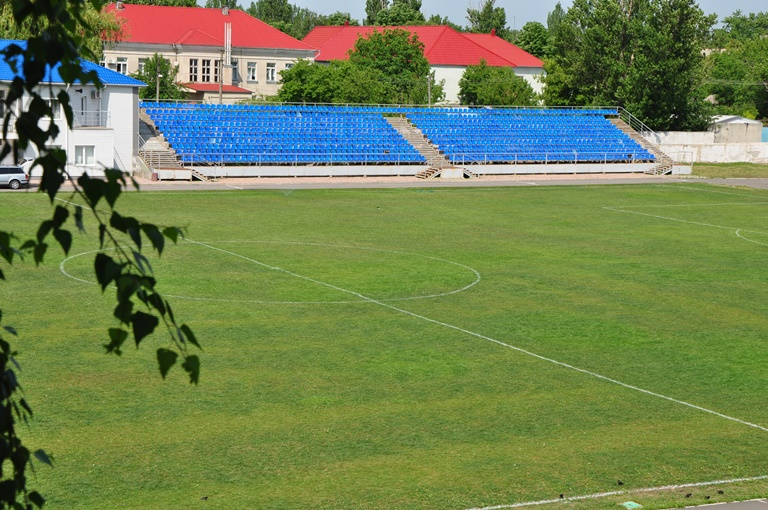
Стадион в Раздельной

В 2003 году городской стадион подвергся реконструкции. Является свободным для посещения. Внутри расположены два игровых участка — с живым газоном для традиционного футбола и ограждённый с искусственным покрытием для мини-футбола. Также есть баскетбольная площадка и беговая дорожка. Стадион носит название «Спартак». На нём постоянно проходят соревнования по футболу районного и областного чемпионатов.

### Кинотеатр
На данный момент кинотеатр «Юбилейный» не обслуживает посетителей, а его помещение сдаётся в аренду.

### Городские праздники
- День города отмечается ежегодно в последнее воскресенье сентября.
- День изгнания из Раздельной немецко-румынских захватчиков отмечается ежегодно 4 апреля.
- День железнодорожника 4 ноября.

### Раздельная в искусстве
В автобиографическом романе Владимира Сосюры «Третья Рота» он упоминает о посещении Раздельной.
Упоминание о Раздельной есть в песне А. Розенбаума «Путешествие из Одессы в Петроград», а также в одной из первых сцен художественного фильма «Семь невест ефрейтора Збруева».
27 октября 2012 года на территории железнодорожного вокзала Раздельной состоялись съёмки одной из сцен телесериала «Пляж». В съёмках принимали участие актёры Павел Делонг, Георгий Дронов, а также жители Раздельной и Одессы.

## Известные жители и уроженцы Раздельной
- А. Т. Бербеко (1896—1937) — военный лётчик
- С. К. Осадчий (1904—1936) — Герой Советского Союза
- С. Е. Артёменко (1913—1977) — дважды Герой Советского Союза
- В. Г. Титенко (род. 1947) — политик
- С. Р. Гриневецкий (род. 1957) — политик
- А. С. Жаловага (род. 1957) — религиозный деятель Церкви адвентистов седьмого дня. Инициатор создания и первый ректор Украинского гуманитарного института.
- О. Д. Зайцев (род. 1967) — театральный деятель
- С. М. Ищенко (1975—2015) — военный деятель
- С. В. Нудный (род. 1980) — футболист
- А. В. Логов (род. 1984) — художник
- С. М. Калюжин (1952—2010) — председатель рыболовецкого колхоза «Всходы коммунизма» (село Варзуга, Мурманская область, Россия), доктор биологических наук
- И. В. Будяк (1916—2009) — разведчик-водолаз КБФ[220][221]

## Почётные граждане города Раздельная
Официальный список граждан, которым присвоено звание «Почётный гражданин города Раздельная»:
- Пётр Михайлович Чирков — дата присвоения звания 7 мая 1986 года;
- Александр Иванович Ерёмин — дата присвоения звания 16 сентября 1986 года;
- Анатолий Фёдорович Долобанько — дата присвоения звания 16 сентября 1986 года;
- Иван Фёдорович Юрков — дата присвоения звания 22 декабря 1994 года;
- Михаил Никифорович Качуренко — дата присвоения звания 23 марта 1995 года;
- Роман Петрович Агриков — дата присвоения звания 29 апреля 1998 года;
- Георгий Николаевич Кирпа — дата присвоения звания 30 октября 2003 года;
- Сергей Рафаилович Гриневецкий — дата присвоения звания 26 августа 2004 года;
- Михаил Спиридонович Шуляк (23 января 1925 г.р.), Во времена ВОВ был пулемётчиком 3-го эскадрона 42 гвардейского казачьего кавалерийского Кубанского полка[224], награждён медалью «За отвагу», орденом Отечественной войны II степени[225]. Дата присвоения звания 19 марта 2008 года;
- Илья Ефимович Левицкий, начальник Одесской железной дороги[226] — дата присвоения звания 23 июня 2010 года;.
- Иван Васильевич Нерознак — дата присвоения звания 6 мая 2011 года;
- Александр Семёнович Пресман[227] — дата присвоения звания 26 сентября 2012 года;
- Владимир Владимирович Грубник — дата присвоения звания 25 сентября 2013 года.

Также за особые заслуги выдаётся почётный знак отличия «За заслуги перед городом».
Список граждан, получивших нагрудный знак отличия «За заслуги перед городом»:
- Липнягов П. П.[229]
- Каражеков М. П.[229]
- Гусейн Таги-Оглы Алиев 07.07.2020[230].

## Перспективы дальнейшего развития

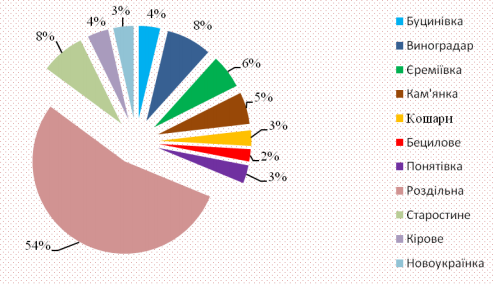
Диаграмма населения Раздельнянской территориальной общины на момент создания

27 мая 2020 года в рамках децентрализации Кабинет Министров Украины утвердил список территориальных громад Одесской области, среди них — Раздельнянская городская территориальная громада на базе населённых пунктов, входящих в такие сельские советы, как: Каменский, Кошарский, Понятовский, Старостинский, Виноградарский, Кировский, Буциновский, Новоукраинский, Бециловский, Еремеевский сельский совет и Раздельнянский городской совет. Административным центром новой объединённой территориальной общины будет являться город Раздельная. Это позволит сакуммулировать средства и повысить эффективность местной экономики для интегрированного планирования развития на местном уровне. Сельсоветы после утверждения плана Верховной Радой будут упразднены.
Служба автомобильных дорог в Одесской области планирует в 2020 году провести капитальный ремонт автомобильной дороги М-05 Киев-Одесса на участке км 444 + 000 — км 454 + 500, которая проходит по территории ОТГ.
Количество людей, проживающих в новой громаде, составит 33 539 человек (58,43 % от всего населения Раздельнянского района), при этом 54 % из этого количества составят раздельнянцы. По 8 % составят жители из населённых пунктов упразднённых Старостинского и Виноградарского сельсоветов. Площадь территории громады составит 766,372 км2.

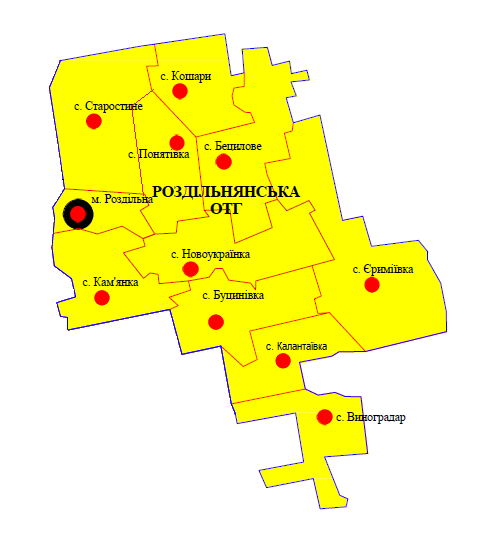
Карта Раздельнянской городской общины

Преимуществами Раздельнянской ОТГ являются: наличие узловой железнодорожной станции, которая обеспечивает транспортное сообщение и рабочие места; выгодное географическое положение общины, близость с областным центром; близость к международным границам; наличие богатых земельных ресурсов (рабочих чернозёмов) и других природных ресурсов (лесных угодий); наличие месторождений минеральных ресурсов (глины, гранита, песка и т. д.); развитая масляно-перерабатывающая отрасль; квалифицированный персонал и талантливая молодёжь.
Недостатки ОТГ: значительная трудовая миграция, дефицит рабочих мест; изношенные объекты коммунальной собственности, особенно водопроводы в селах общины; устаревшие «технологии» сбора и утилизации мусора; проблемы водоснабжения и водоотведения в городе; наличие в городе заболоченных участков из-за подтопления; изношенный жилой фонд коммунальной собственности общины; устаревший генплан развития города и прилегающих территорий; нехватка средств на текущие и перспективные потребности развития общины.

### Комментарии
1. ↑  Сейчас это станция Весёлый Кут в селе Новоборисовка Великомихайловского района Одесской области[20]
2. ↑  Указана дата по старому стилю (юлианскому календарю)
3. ↑  Пограничный пункт на границе с Молдавией
4. ↑  61 — мужского пола и 40 женского
5. ↑  78 — мужского пола и 101 женского

### Сноски
1. ↑  Міський голова (укр.). Дата обращения: 22 сентября 2023. Архивировано 13 октября 2023 года.
2. ↑  Про громаду - Роздільнянська територіальна громада (укр.). rozdilnianskahromada.gov.ua. Дата обращения: 29 октября 2024.
3. ↑  Транспортные связи. Развитие Одесского порта в Хаджибейском лимане. Дата обращения: 11 апреля 2016. Архивировано из оригинала 27 апреля 2016 года.
4. ↑  Чорноморський гудок. выпуск №49 от 13 ноября 2015 г. Объединенные профессией ЖЕЛЕЗНОДОРОЖНИК, ст. 5
5. ↑  Городецкая И. Л., Левашов Е. А.  Раздельная // Русские названия жителей: Словарь-справочник. — М.: АСТ, 2003. — С. 243—244. — 363 с. — 5000 экз. — ISBN 5-17-016914-0.
6. ↑  Про прикордонний режим. Законодательство Украины. Дата обращения: 16 января 2020. Архивировано из оригинала 16 января 2020 года.
7. ↑  Протокол двадцать девятого заседания Совета по железнодорожному транспорту государств-участников Содружества (Клайпеда, 19 июня 2001 года). Дата обращения: 15 января 2020. Архивировано из оригинала 15 января 2020 года.
8. ↑  Интерактивная карта дорог Украины. Дата обращения: 11 апреля 2016. Архивировано 16 марта 2016 года.
9. ↑  Янко М. П. Топонімічний словник України. — Київ: Знання, 1998. — С. 301—302.
10. ↑  Топонимический словарь Украины c.142: Родинське ( кол ... bwbooks.net. Дата обращения: 11 января 2020. Архивировано из оригинала 1 июля 2021 года.
11. ↑  КРАЕВЕД. Открываем историю Одесского края. kraeved.od.ua. Дата обращения: 16 января 2020. Архивировано 17 января 2020 года.
12. 1 2  Геологический очерк Херсонской губернии | Барбот-де-Марни Н. | download. b-ok.cc. Дата обращения: 7 июня 2020. Архивировано 7 июня 2020 года.
13. ↑  Prof Vasile Stancu. Administraţia civilă românească din Transnistria (1) (рум.). www.art-emis.ro. Дата обращения: 23 июля 2020. Архивировано 24 июля 2020 года.
14. ↑  Тираспольский уезд. rodovoyegnezdo.narod.ru. Дата обращения: 21 января 2020. Архивировано 13 ноября 2020 года.
15. ↑  Одесская железная дорога отмечает 150-летие. timer-odessa.net. Дата обращения: 11 января 2020. Архивировано 11 января 2020 года.
16. 1 2  Історична довідка (укр.). Дата обращения: 22 сентября 2023. Архивировано 13 октября 2023 года.
17. ↑  Видатні залізничники :: Регіональна філія «Одеська залізниця» АТ «Укрзалізниця». Дата обращения: 19 декабря 2019. Архивировано 30 декабря 2019 года.
18. ↑  Иллюстрированный путеводитель по Юго-Западным казённым железным дорогам (1898). resource.history.org.ua. Дата обращения: 7 июня 2020. Архивировано 8 декабря 2019 года.
19. ↑  СІВЕРЯНСЬКИЙ ЛІТОПИС, травень-серпень 2012, №3-4 (105-106), ст. 115. Дата обращения: 18 января 2020. Архивировано 23 января 2022 года.
20. ↑  УКРАИНА до 1941 года :: Фотографии :: 2-я Мировая война 1939-1945 гг. forum.vgd.ru. Дата обращения: 21 января 2020. Архивировано 15 июля 2019 года.
21. ↑  ПОЄДНАННЯ ВЕРСТ ТА МИЛЬ:ШЛЯХ ВІД ОДЕСЬКО-БАЛТСЬКОЇ ДО ПІВДЕННО-ЗАХІДНИХ ЗАЛІЗНИЦЬ ЧЕРЕЗ РОСІЙСЬКЕ ТОВАРИСТВО ПАРОПЛАВСТВА І ТОРГІВЛІ (РОПіТ). Сіверянський літопис. Дата обращения: 11 января 2020. Архивировано 26 марта 2022 года.
22. ↑  Сборник свѣдений о желѣзных дорогах в России, 1874г. Дата обращения: 22 января 2020. Архивировано 19 июля 2014 года.
23. ↑  История железнодорожного транспорта России. Том 1. 1836-1917 гг. Дата обращения: 21 января 2020. Архивировано 16 марта 2018 года.
24. ↑  Катков М. Н. Собрание передовых статей Московских ведомостей. 1869 год, с. 323-324. — Directmedia, 2013-03-13. — 843 с. — ISBN 978-5-4460-0477-5.
25. ↑  Страница:Сборник материалов по русско-турецкой войне 1877-78 гг. Вып. 2. (1898).djvu/14 — Викитека. ru.wikisource.org. Дата обращения: 22 января 2020.
26. ↑  Д. Иловайский - Мелкія сочиненія, статьи и письма. 1857-1887 гг. macedonia.kroraina.com. Дата обращения: 1 августа 2020. Архивировано 11 апреля 2021 года.
27. ↑  КРАЕВЕД. Открываем историю Одесского края. kraeved.od.ua. Дата обращения: 11 января 2020. Архивировано 17 января 2020 года.
28. ↑  Иллюстрированный путеводитель по Юго-Западным казённым железным дорогам / Сост. П. А. Андреев. ‒ К., 1898. ‒ 640 с. Дата обращения: 22 января 2020. Архивировано 8 декабря 2019 года.
29. ↑  Письма за 1890 год. Часть 8 - Чехов Антон Павлович — выдающийся русский писатель. www.anton-chehov.info. Дата обращения: 20 января 2020. Архивировано 30 ноября 2020 года.
30. ↑  Ник. Вл. Шаховской. Земледѣльческій отход крестьян. — С-Петербург: Типография Киршбаума, 1903. — С. 144—145. — 465 с.
31. ↑  Губернский статистический комитет. Список населенных мест Херсонской губернии: статистические данные о каждом поселении. — Херсон, 1896. — С. 384. — 560 с.
32. 1 2 3 4 5  Статистическое отделение Тираспольской уездной земской управы. Список населенных пунктов и некоторые справочные данные по Тираспольскому уезду Херсонской губернии. — Одесса: Тираспольское уездное земство, 1907. — С. 145. — 255 с. Архивировано 26 июля 2020 года.
33. ↑  Пивовар А.В. та ін. - Справи 301 – 400. www.myslenedrevo.com.ua. Дата обращения: 14 июля 2020. Архивировано 8 ноября 2019 года.
34. ↑  Дворянское общество второй половины XIX – начала XX столетия. Часть 3 - Тирасполь. www.nadnestre.ru. Дата обращения: 21 января 2020. Архивировано 24 января 2020 года.
35. 1 2 3 4 5 6 7  Історія міст і сіл Української РСР. Одеська область. — Киев: Головна редакція УРЕ АН УРСР, 1969. — С. 719—730. — 933 с. Архивировано 25 августа 2020 года.
36. ↑  П. Андреев. Линия Киев-Одесса. Андреев П. 'Иллюстрированный путеводитель по юго-западной железной дороге'. - 3-е изд., испр., [1899]. - 560 с.. Дата обращения: 22 января 2020. Архивировано из оригинала 2 августа 2012 года.
37. ↑  114 лет вместе с могучей державой (Василий Колпаков) / Проза.ру. www.proza.ru. Дата обращения: 30 января 2020.
38. ↑  КРАЕВЕД. Открываем историю Одесского края. kraeved.od.ua. Дата обращения: 26 января 2020. Архивировано 23 января 2020 года.
39. ↑  27 вересня – Міжнародний день туризму | Вперед. vpered.od.ua. Дата обращения: 30 января 2020. Архивировано 27 октября 2020 года.
40. ↑  Rozdilnyanskiy rayon Rozdilna district.
41. 1 2  Дневники Николая II. 1894 -1904. library6.com. Дата обращения: 26 января 2020. Архивировано 27 января 2020 года.
42. ↑  Дневники Николая II. 1894 -1904. library6.com. Дата обращения: 16 января 2020. Архивировано 27 января 2020 года.
43. ↑  Николай II, Александра Федоровна. Переписка Николая и Александры: 1914-1917. — Захаров, 2013. — 839 с. — ISBN 978-5-8159-1177-2.
44. ↑  КРАЕВЕД. Открываем историю Одесского края. kraeved.od.ua. Дата обращения: 17 января 2020. Архивировано 23 января 2020 года.
45. ↑  Данная информация носит сомнительный характер, так как не подтверждена авторитетными источниками.
46. 1 2  Раздельнянское благочиние | БАЛТСКАЯ ЕПАРХИЯ УКРАИНСКОЙ ПРАВОСЛАВНОЙ ЦЕРКВИ. baltaeparhia.org.ua. Дата обращения: 28 мая 2020. Архивировано 20 апреля 2021 года.
47. ↑  Еврейская мессианская синагога Врата Сиона - ЕВРЕЙСКИЕ ПОГРОМЫ НА УКРАИНЕ В ОКТЯБРЕ 1905 ГОДА Виктория Михайловна Хитерер. gatesofzion.od.ua. Дата обращения: 26 января 2020. Архивировано 19 декабря 2019 года.
48. ↑  Тамара Александровна Шукшина. "Черносотенные" погромы октября 1905 года в России: культурный конфликт в российском обществе начала XX века. — Челябинск, 2010. Архивировано 25 марта 2019 года.
49. ↑  КРАЕВЕД. Открываем историю Одесского края. kraeved.od.ua. Дата обращения: 11 января 2020. Архивировано 11 января 2020 года.
50. ↑  Р. В Иванов. Хроника революционных событий на Одесщине в годы первой русской революции: 1905-1907 гг. — Маяк, 1976. — С. 101,102,121,125. — 205 с.
51. ↑  Г.Н. Писняк. “МОГУЧАЯ КУЧКА” НАРОДНОЙ ИНСТРУМЕНТАЛЬНОЙ МУЗЫКИ. Часть 1. Дата обращения: 14 июля 2020. Архивировано 14 июля 2020 года.
52. 1 2 3  Вокзал станції Роздільна. Історія створення та розвитку Одеської залізниці. Дата обращения: 11 января 2020. Архивировано 11 января 2020 года.
53. ↑  К. УШАКОВ. ПОДГОТОВКА ВОЕННЫХ СООБЩЕНИЙ РОССИИ к МИРОВОЙ ВОЙНЕ.
54. ↑  Одесса-1917: четырёхвластие, разгул бандитизма и расцвет культуры | Новости Одессы. dumskaya.net. Дата обращения: 26 января 2020. Архивировано 19 декабря 2019 года.
55. ↑  Источник. Дата обращения: 19 декабря 2019. Архивировано 19 декабря 2019 года.
56. ↑  Іван Гошуляк. Тернистий шлях до соборності (від ідеї до Акту Злуки) / НАЦІОНАЛЬНА АКАДЕМІЯ НАУК УКРАЇНИ ІНСТИТУТ ПОЛІТИЧНИХ І ЕТНОНАЦІОНАЛЬНИХ ДОСЛІДЖЕНЬ ІМЕНІ І.Ф. КУРАСА. — Київ: ТОВ «Видавництво Дельта», 2009. — С. 183. — 466 с.
57. 1 2  Бойко О. Д. Історія України. Київ. Видавничій центр Академія. 2002 р. — С. 326—338.
58. 1 2  Страницы истории Украины. / Руководитель авторского коллектива П. Т. Фиров. — Севастополь. 1997. — 304 с. — С. 14—33.
59. ↑  Мироненко О. М. Третій Універсал Української Центральної Ради Архивная копия от 14 декабря 2013 на Wayback Machine // Юридична енциклопедія: В 6 т. / Ю. С. Шемшученко (голова редкол.) та ін. — К.: «Укр. енцикл.», 1998. — ISBN 966-7492-00-1.
60. ↑  Павлишин Олег. Універсали Української Центральної Ради Архивная копия от 23 января 2020 на Wayback Machine // Довідник з історії України: У 3-х т. Київ, 1994, 1996, 1999.
61. ↑  [leksika.com.ua/18100916/ure/rozdilna Украинская Советская Энциклопедия].
62. ↑  Фото — Тип матроса Черноморского флота 1917 г. - Одесса в эпоху войн и революций (1914 - 1920). www.e-reading.club. Дата обращения: 17 января 2020.
63. ↑  Савченко В. А. Двенадцать войн за Украину. — Харьков: Фолио, 2006. — 415 с.
64. ↑  "Дело" Петра Старостина.... Одесская газета «Порто-Франко» № 920 4.07.2008. porto-fr.odessa.ua. Дата обращения: 18 января 2020. Архивировано 31 октября 2020 года.
65. ↑  Савченко В. А. Двенадцать войн за Украину. Глава третья. Война Германии, Австро-Венгрии и УНР против Советской Украины (февраль — апрель 1918). От поражения к поражению. — Фолио, 2008. — 416 с. — ISBN 978-966-03-4434-1.
66. ↑  Одесская Советская Республика. Было и такое государство … odesskiy.com. Дата обращения: 17 января 2020. Архивировано 21 января 2020 года.
67. ↑  КРАЕВЕД. Открываем историю Одесского края. kraeved.od.ua. Дата обращения: 11 января 2020. Архивировано 11 января 2020 года.
68. 1 2  Wayback Machine. web.archive.org (15 октября 2013). Дата обращения: 18 января 2020. Архивировано 15 октября 2013 года.
69. ↑  АРХІВ УКРАЇНСЬКОЇ НАРОДНОЇ РЕСПУБЛІКИ МІНІСТЕРСТВО ВНУТРІШНІХ СПРАВ ЗВІТИ ДЕПАРТАМЕНТІВ ДЕРЖАВНОЇ ВАРТИ ТА ПОЛІТИЧНОЇ ІНФОРМАЦІЇ (1918–1922). Дата обращения: 21 января 2020. Архивировано 10 апреля 2022 года.
70. ↑  Воспоминания великой княжны. Страницы жизни кузины Николая II. 1890-1918 | Мария Романова | страница 92 | LoveRead.ec - читать книги онлайн бесплатно. loveread.ec. Дата обращения: 26 января 2020.
71. ↑  28 ноября 1918 года петлюровцы без боя заняли Одессу. Все новости Одессы | Одессит•ua. Дата обращения: 26 января 2020. Архивировано 19 декабря 2019 года.
72. ↑  Агония Первой Украинской Республики и уроки ее крушения. ХВИЛЯ (13 ноября 2015). Дата обращения: 16 января 2020. Архивировано 23 октября 2018 года.
73. ↑  «Погромный» атаман Григорьев. Авантюристы гражданской войны: историческое расследование.
74. 1 2 3  Савченко В. А. Двенадцать войн за Украину. Глава четвертая. Военный конфликт в Северном Причерноморье. Война украинских повстанческих войск против войск Антанты и белогвардейцев (февраль — апрель 1919). — Фолио, 2008. — 416 с. — ISBN 978-966-03-4434-1.
75. ↑  Гражданская война на Украине 1918-1920 гг. Дата обращения: 11 января 2020. Архивировано 11 января 2020 года.
76. ↑  Глава 8 одесса в эпоху деникинщины (24 августа 1919 — 7 февраля 1920) - Одесса в эпоху войн и революций (1914 - 1920). www.e-reading.club. Дата обращения: 26 января 2020. Архивировано 19 декабря 2019 года.
77. ↑  1920 год - Василий Шульгин. litresp.com. Дата обращения: 18 января 2020.
78. 1 2  Глава 8 одесса в эпоху деникинщины (24 августа 1919 — 7 февраля 1920) - Одесса в эпоху войн и революций (1914 - 1920). www.e-reading.club. Дата обращения: 18 января 2020. Архивировано 19 декабря 2019 года.
79. ↑  Репрессии Одесщины. Дата обращения: 11 января 2020. Архивировано 20 января 2021 года.
80. ↑  ЗУРРСУУ/1923/1/18-19/Про адміністративно-територіяльний поділ Одещини — Вікіджерела (укр.). uk.wikisource.org. Дата обращения: 18 июля 2020. Архивировано 15 июля 2020 года.
81. ↑  Постанова РНК УСРР № 6-7 (49) від 14 лютого 1925 р. «Про скасування губерень і перехід на трьохступневу систему управління»
82. ↑  Резолюція IX Всеукраїнського З'їзду Рад № 49-50 (309) від 10 травня 1925 р. «Про перехід на 3-хступневу систему управління на Україні»
83. ↑  Постанова ВУЦВК № 29-30 (233) від 3 червня 1923 р. «Про ліквідацію губерень й про перехід на трьохступневу систему управління»
84. ↑  АДМІНІСТРАЦІЙНО-ТЕРИТОРІЯЛЬНИЙ ПОДІЛ У. С. Р. Р. (1925). resource.history.org.ua. Дата обращения: 20 июля 2020. Архивировано 24 февраля 2020 года.
85. ↑  ЗУРРСУУ/1926/1/15/Про встановлення точного реєстру селищних рад на терені Української Соціялістичної Радянської Республіки — Вікіджерела. uk.wikisource.org. Дата обращения: 22 июля 2020. Архивировано 22 июля 2020 года.
86. ↑  ЗУРРСУУ/1926/1/22/Про утворення на території Одеської округи Велико-Буялицького району з переважною булгарською людністю та инші зміни … — Вікіджерела. uk.wikisource.org. Дата обращения: 19 июля 2020. Архивировано 16 июля 2020 года.
87. ↑  АДМИНИСТРАТИВНО-ТЕРРИТОРИАЛЬНОЕ ДЕЛЕНИЕ СОЮЗА ССР (1931). resource.history.org.ua. Дата обращения: 15 июля 2020. Архивировано 31 октября 2019 года.
88. ↑  ЗЗРРСУУ/1930/1/23/Про ліквідацію округ та перехід на двоступневу систему управління — Вікіджерела. uk.wikisource.org. Дата обращения: 15 июля 2020. Архивировано 15 июля 2020 года.
89. ↑  СССР. Административно-территориальное деление союзных республик // Изд-во Ведомостей Верховного Совета РСФСР : книжное издание. — 1939. — С. 88. Архивировано 17 января 2020 года.
90. ↑  Н. П. ИнфоРост. ГПИБ | СССР. Административно-территориальное деление союзных республик : изменения, происшедшие за время с 1/X 1938 г. по 1/III 1939 г. - М., 1939. elib.shpl.ru. Дата обращения: 18 июля 2020. Архивировано 24 июля 2019 года.
91. ↑  ПРО це забувати не можна : [спогади хірурга Д.Л. Колкера, мешканця м. Роздільна, про Голодомор 1932-1933 рр.] (украинский) // Вперед : газета. — 2008. — 14 мая. — С. 2.
92. ↑  Колективізація і голод на Україні: 1929-1933. Збірник матеріалів і документів. library.nlu.edu.ua. Дата обращения: 14 июля 2020. Архивировано 14 июля 2020 года.
93. ↑  Сталин и Каганович. Переписка. 1931-1936 гг. archives.gov.ua. Дата обращения: 11 января 2020. Архивировано 11 января 2020 года.
94. ↑  24 ноября — День памяти жертв Голодомора. vo.od.ua. Дата обращения: 11 января 2020. Архивировано 11 января 2020 года.
95. ↑  РЕАБІЛІТОВАНІ ІСТОРІЄЮ. Одеська область. Книга перша. — АТ «ПЛАСКЕ», 2010. — С. 442. — 799 с.
96. 1 2 3 4  Освобождение городов: Справочник по освобождению городов в период Великой Отечественной войны 1941—1945 / М. Л. Дударенко, Ю. Г. Перечнев, В. Т. Елисеев и др.; Под общ. ред. С. П. Иванова. — М.: Воениздат, 1985. — 598 с. — 50 000 экз. Архивировано 28 июля 2019 года.
97. 1 2 3 4  Освобождение городов. СССР. П—С. Сайт http://www.soldat.ru. Дата обращения: 4 ноября 2015. Архивировано 14 февраля 2010 года.
98. ↑  Придністров'я в роки Великої Вітчизняної війни. istoriya.in.ua. Дата обращения: 1 августа 2020.
99. ↑  ЖЕЛЕЗНОДОРОЖНИК - КАМИНСКИЙ НИКОЛАЙ АВГУСТОВИЧ. Дата обращения: 21 января 2020.
100. 1 2  Роздільна, Роздільнянський район, Одеська область » Історія міст і сіл Української РСР. Дата обращения: 29 июля 2020.
101. ↑  Одесская операция 1944 // Объекты военные — Радиокомпас / [под общ. ред. Н. В. Огаркова]. — М. : Военное изд-во М-ва обороны СССР, 1978. — (Советская военная энциклопедия : в 8 т. ; 1976—1980, т. 6).
102. ↑  Н. И. Завьялов. Версты мужества. Киев, 1981. стр.273—276
103. ↑  Плиев, 1967, с. 175—176.
104. ↑  Сайт РККА. Дата обращения: 30 июня 2014. Архивировано из оригинала 30 сентября 2018 года.
105. ↑  Круглов А., Уманский А., Щупак И. Холокост в Украине: Рейхскомиссариат «Украина», Губернаторство «Транснистрий»: монография. — Днепр: Украинский институт изучения Холокоста «Ткума»; ЧП «Лира ЛТД», 2016. — С. 346. — 564 с.
106. 1 2  КРАЕВЕД. Открываем историю Одесского края. kraeved.od.ua. Дата обращения: 11 января 2020. Архивировано 11 января 2020 года.
107. ↑  Про внесення змін в адміністративне районування Української РСР — Вікіджерела. uk.wikisource.org. Дата обращения: 13 июля 2020. Архивировано 16 апреля 2021 года.
108. ↑  История электрификации железных дорог СССР. www.parovoz.com. Дата обращения: 11 января 2020. Архивировано 4 декабря 2022 года.
109. ↑  Інститут історії України. history.org.ua. Дата обращения: 26 января 2020.
110. ↑  Было время и Динамовцы Киева играли и в Раздельной в футбол с местной командой. odesskiy.com. Дата обращения: 26 января 2020. Архивировано 22 февраля 2020 года.
111. ↑  До 15-ї річниці Всеукраїнського референдуму - ЦДАВО України. archives.gov.ua. Дата обращения: 18 января 2020. Архивировано из оригинала 14 октября 2019 года.
112. ↑  Бендеры 1992 год: сорок трагических дней. Сборник документов и материалов. — Тирасполь: Полиграфист, 2007. — С. 195.
113. ↑  www.russ.ru Роман Коноплев. Самураи с берегов Днестра. old.russ.ru. Дата обращения: 26 января 2020. Архивировано 19 сентября 2019 года.
114. ↑  Одесская железная дорога — Железнодорожная фотогалерея TrainPhoto. trainphoto.org.ua. Дата обращения: 11 января 2020. Архивировано 11 января 2020 года.
115. ↑  Історична довідка :: Регіональна філія "Одеська залізниця" АТ "Укрзалізниця". odz.gov.ua. Дата обращения: 11 января 2020. Архивировано из оригинала 1 мая 2016 года.
116. ↑  ПРОГРАМА ГАЗИФІКАЦІЇ ОДЕСЬКОЇ ОБЛАСТІ. Дата обращения: 22 сентября 2023. Архивировано 28 апреля 2022 года.
117. ↑  В ГОРОДЕ РАЗДЕЛЬНАЯ ОДЕССКОЙ ОБЛАСТИ ПУЩЕН В ЭКСПЛУАТАЦИЮ НОВЫЙ ЖЕЛЕЗНОДОРОЖНЫЙ ВОКЗАЛ. photo.ukrinform.ua. Дата обращения: 3 августа 2020.
118. ↑  Новый железнодорожный вокзал на станции Раздельная соответствует евростандартам. podrobnosti (18 ноября 2003). Дата обращения: 11 января 2020. Архивировано 11 января 2020 года.
119. ↑  Раздельная – райцентр Одесской области, крупная железнодорожная станция на юге Украины. odesskiy.com. Дата обращения: 26 января 2020. Архивировано 14 июля 2014 года.
120. ↑  questrum. Cities-80. Раздельная. Часть 1. Супервокзал страны №2. Машина времени следует по расписанию (22 июня 2012). Дата обращения: 26 января 2020.
121. ↑  OMR.GOV.UA - Официальный сайт города Одесса / Новости / В Одессе пройдут широкомасштабные международные учения \"Rough & Ready - 2006\". old.omr.gov.ua. Дата обращения: 21 января 2020. Архивировано 27 февраля 2022 года.
122. ↑  В Одесской области проходят антитеррористические учения. podrobnosti (17 сентября 2006). Дата обращения: 21 января 2020.
123. ↑  «По наихудшему сценарию...» vo.od.ua. Дата обращения: 21 января 2020. Архивировано 21 января 2020 года.
124. ↑  Раздельная 150лет 15мин12сек. Дата обращения: 26 января 2020. Архивировано 3 апреля 2016 года.
125. ↑  Виталий Цепляев, Сергей Осипов.  Крым как поле битвы. Хроника противостояния народа Украины и власти, Востока и Запада // Аргументы и факты : газета. — 2014. — № 10 (1739) за 5 марта. — С. 6. Архивировано 16 мая 2021 года.  (Дата обращения: 2 ноября 2015)
126. ↑  Володя упал (фото). // Информационный портал Раздельнянского района. Дата обращения: 8 ноября 2015.
127. ↑  Администратор. Розпорядження про перейменування вулиць міста Роздільна (фото) - Раздельная ИНФО (Роздільна ІНФО) - Информационный портал Раздельнянского района. Сайт города Раздельная. rozdilna.info. Дата обращения: 24 февраля 2016. Архивировано 3 марта 2016 года.
128. ↑  Kitsoft. Кабінет Міністрів України - Про затвердження перспективного плану формування територій громад Одеської області (укр.). www.kmu.gov.ua. Дата обращения: 22 июля 2020. Архивировано 10 июня 2020 года.
129. 1 2  Про утворення та ліквідацію районів (укр.). www.golos.com.ua. Дата обращения: 22 июля 2020. Архивировано 9 июля 2021 года.
130. ↑  ДЕРЖАВНА ГЕОЛОГІЧНА КАРТА УКРАЇНИ (Масштаб 1:200 000) | ДНВП "ГЕОІНФОРМ УКРАЇНИ". Дата обращения: 20 января 2020.
131. ↑  Офіційний портал Верховної Ради України. w1.c1.rada.gov.ua. Дата обращения: 26 января 2020. Архивировано 5 июня 2020 года.
132. ↑  Одеська область. Географічний атлас. — Київ: Мапа, 2006. — С. 6—7.
133. ↑  Научное наследие. books.e-heritage.ru. Дата обращения: 7 июня 2020. Архивировано 7 июня 2020 года.
134. ↑  Расчет расстояний между городами. Транспортная компания «КСВ 911». Архивировано 12 августа 2011 года.
135. ↑  Сейсмічність України | СВІТОВИЙ ЦЕНТР ДАНИХ. wdc.org.ua. Дата обращения: 22 января 2020. Архивировано из оригинала 14 марта 2010 года.
136. ↑  Сеть сбора и обработки информации. Главный центр специального контроля. Дата обращения: 22 января 2020. Архивировано 13 августа 2020 года.
137. ↑  Все подробности румынского землетрясения в Украине: трясло от Одессы до Киева. www.segodnya.ua. Дата обращения: 24 января 2020. Архивировано 5 июня 2020 года.
138. ↑  РАСЧЕТ ВОДОХОЗЯЙСТВЕННОГО БАЛАНСА БАССЕЙНА ДНЕСТРА. Доктор геогр. наук Василий Гребень, Киев Доктор техн. наук Виталий Мокин, Винница - PDF Скачать Бесплатно. docplayer.ru. Дата обращения: 20 января 2020. Архивировано 5 июня 2020 года.
139. ↑  Наводнения. Днестр. Дата обращения: 20 января 2020. Архивировано 5 июня 2020 года.
140. ↑  Отчет о проделанной работе по распространению информации о риске наводнений. в бассейне Днестра - PDF Скачать Бесплатно. docplayer.ru. Дата обращения: 20 января 2020. Архивировано из оригинала 5 июня 2020 года.
141. ↑  Річки України. Реки Украины. Rivers of Ukraine. river.land.kiev.ua. Дата обращения: 28 января 2020. Архивировано 11 июня 2020 года.
142. ↑  Регіональна доповідь про стан навколишнього природного середовища в Одеській області у 2016 році. Дата обращения: 20 января 2020. Архивировано 9 июня 2019 года.
143. ↑  Климатические районы Одесской области | Природа Одесской области. Ресурсы, их рациональное использование и охрана. CollectedPapers (12 августа 2019). Дата обращения: 20 января 2020. Архивировано из оригинала 17 июня 2020 года.
144. ↑  Климат: Раздельная - Климатический график, График температуры, Климатическая таблица - Climate-Data.org. ru.climate-data.org. Дата обращения: 26 января 2020. Архивировано 26 января 2020 года.
145. ↑  Одеська область. Географічний атлас. — Київ: Мапа, 2006. — С. 4—5.
146. ↑  СПИСОК НАСЕЛЕННЫХ МЕСТ ХЕРСОНСКОЙ ГУБЕРНИИ (1888). resource.history.org.ua. Дата обращения: 21 января 2020. Архивировано 19 февраля 2020 года.
147. ↑  Список населенных мест Херсонской губернии: статистические данные о каждом поселении / Губернский статистический комитет. ‒ Херсон, 1896. ‒ 560 с. Дата обращения: 22 января 2020. Архивировано 9 февраля 2021 года.
148. 1 2  Населенныя мѣста Россійской имперіи въ 500 и болѣе жителей съ указаніемъ всего наличнаго въ нихъ населенія и числа жителей преобладающихъ вѣроисповѣданій, по даннымъ Первой Всеобщей переписи населенія 1897 г. — С.-Петербургъ: Общественная польза, 1905. — С. 259.
149. 1 2  Н. П. ИнфоРост. ГПИБ | Список населенных мест Херсонской губернии : (по данным Всероссийской сел.-хоз. переписи 1916 г.). - Александрия, 1917. elib.shpl.ru. Дата обращения: 8 декабря 2020. Архивировано 17 февраля 2021 года.
150. 1 2  Список населенных пунктов и численность населения Одесской губ. Вып. 5 :  Тираспольский уезд (1922). irbis-nbuv.gov.ua. Дата обращения: 7 декабря 2020.
151. ↑  Адміністративно-територіальний поділ УСРР. За станом на 1 грудня 1933. — Харків: Видавництво ВУЦВК «Радянське будівництво і право», 1933. — С. 109.
152. ↑  Історія міст і сіл Української РСР. Одеська область. — Київ: Головна редакція УРЕ АН УРСР, 1969. — С. 719.
153. ↑  Історія міст і сіл Української РСР. Одеська область. — Київ: Головна редакція УРЕ АН УРСР, 1969. — С. 720.
154. ↑  Всесоюзная перепись населения 1926 года. Том XI—XIII. Украинская ССР. — М.: Изд-е ЦСУ Союза ССР.
155. ↑  Історія міст і сіл Української РСР. Одеська область. — Київ: Головна редакція УРЕ АН УРСР, 1969. — С. 724.
156. ↑  [http://www.demoscope.ru/weekly/ssp/rus_pop_39_3.php/ Всесоюзная перепись населения 1939 г.
Численность городского населения СССР по городским поселениям и внутригородским районам]. Дата обращения: 26 января 2020. Архивировано 26 января 2020 года.
157. ↑  Демоскоп Weekly - Приложение. Всесоюзная перепись населения 1939 года. www.demoscope.ru. Дата обращения: 26 января 2020. Архивировано 7 марта 2016 года.
158. ↑  Демоскоп Weekly - Приложение. Справочник статистических показателей. www.demoscope.ru. Дата обращения: 26 января 2020. Архивировано 27 июля 2011 года.
159. ↑  Демоскоп Weekly - Приложение. Справочник статистических показателей. www.demoscope.ru. Дата обращения: 26 января 2020. Архивировано 9 марта 2011 года.
160. ↑  Демоскоп Weekly - Приложение. Справочник статистических показателей. www.demoscope.ru. Дата обращения: 26 января 2020. Архивировано 21 мая 2012 года.
161. ↑  Демоскоп Weekly - Приложение. Справочник статистических показателей. www.demoscope.ru. Дата обращения: 26 января 2020. Архивировано 21 октября 2006 года.
162. ↑  Кількість наявного та постійного населення за статтю та типом поселень (осіб) - Роздільна 1989 р. Дата обращения: 15 июля 2014. Архивировано 4 марта 2016 года.
163. ↑  Государственный комитет статистики Украины. Сборник: Численность наличного населения Украины на 1 января 2011. Киев 2011. Ответственная за выпуск Тимошенко Г. В. (doc). Архивировано 10 октября 2012 года.
164. ↑  Чисельність наявного населення України на 1 січня 2012 року, Київ-2012 (rar) — Державний комітет статистики України. Дата обращения: 16 июля 2014. Архивировано из оригинала 27 июня 2015 года.
165. ↑  Статистичний збірник Чисельність наявного населення України на 1 січня 2013 року (rar) — Офіційна сторінка Всеукраїнського перепису населення. Дата обращения: 1 июля 2015. Архивировано 15 ноября 2018 года.
166. ↑  Статистичний збірник Чисельність наявного населення України на 1 січня 2014 року (rar) — Офіційна сторінка Всеукраїнського перепису населення. Дата обращения: 1 июля 2015. Архивировано 30 ноября 2020 года.
167. ↑  Статистичний збірник Чисельність наявного населення України на 1 січня 2015 року. Дата обращения: 10 апреля 2016. Архивировано из оригинала 13 июля 2018 года.
168. ↑  Статистичний збірник Чисельність наявного населення України на 1 січня 2016 року. Дата обращения: 15 января 2020. Архивировано 20 декабря 2016 года.
169. ↑  Статистичний збірник «Чисельність наявного населення України». ukrstat.org. Дата обращения: 15 января 2020. Архивировано 5 марта 2021 года.
170. ↑  Численность наличного населения и его распределение по полу, перепис 2001 р. Роздільна. Дата обращения: 16 июля 2014. Архивировано 24 июля 2014 года.
171. ↑  Розподіл населення за рідною мовою, Одеська область. Дата обращения: 15 июля 2014. Архивировано 4 марта 2016 года.
172. ↑  Население городов Украины. ukrmap.org.ua. Дата обращения: 26 января 2020. Архивировано 15 января 2020 года.
173. ↑  Міста в Україні. Інститут громадянського суспільства. Дата обращения: 27 июля 2020. Архивировано 27 июля 2020 года.
174. ↑  Герб міста Роздільна (укр.). Дата обращения: 22 сентября 2023. Архивировано 14 октября 2023 года.
175. ↑  Прапор міста – РОЗДІЛЬНЯНСЬКА МІСЬКА РАДА (укр.). Дата обращения: 22 сентября 2023. Архивировано 13 октября 2023 года.
176. ↑  Керівництво виконавчого комітету Роздільнянської міської ради (недоступная ссылка — история).
177. ↑  Офіційний портал Верховної Ради України. w1.c1.rada.gov.ua. Дата обращения: 26 января 2020. Архивировано 1 ноября 2021 года.
178. ↑  Склад Роздільнянської міської ради VI скликання (недоступная ссылка — история).
179. ↑  Графік прийому депутатського корпусу Роздільнянської міської ради VI скликання (недоступная ссылка — история).
180. ↑  Персональний склад постійних комісій Роздільнянської міської ради VI скликання (недоступная ссылка — история).
181. ↑  Одеська область. Географічний атлас. — Київ: Мапа, 2006. — С. 13.
182. ↑  Підприємства міста. Дата обращения: 10 апреля 2016. Архивировано 26 апреля 2016 года.
183. ↑  Одеська область. Географічний атлас. — Київ: Мапа, 2006. — С. 15.
184. ↑  Вы робот? bizinua.info. Дата обращения: 26 января 2020. Архивировано 21 апреля 2016 года.
185. ↑  Одеська область. Географічний атлас. — Київ: Мапа, 2006. — С. 11.
186. ↑  Часы и режим работы Укртелекома. razdelnaya.open-closed.com.ua. Дата обращения: 26 января 2020. Архивировано 26 января 2020 года.
187. ↑  Відділення м. Роздільна (Одеська обл.) | «Нова пошта». novaposhta.ua. Дата обращения: 15 января 2020.
188. ↑  Міністерство юстиції України. Дата обращения: 16 января 2020. Архивировано 16 января 2020 года.
189. ↑  Вокзал станції Роздільна :: регіональна філія «Одеська залізниця» АТ «Укрзалізниця» :: Послуги на вокзалах :: Послуги на вокзалах та у поїздах :: Пасажирам :: Офіційний веб-сайт Укрзалізниці. www.uz.gov.ua. Дата обращения: 26 января 2020. Архивировано 26 января 2020 года.
190. ↑  Розклад поїздів по вокзалу Роздільна-1. Відправлення. Графік 2020 р, з урахуванням оперативних змін. rasp.yandex.ua. Дата обращения: 26 января 2020. Архивировано 27 апреля 2016 года.
191. ↑  Ой! rasp.yandex.ua. Дата обращения: 26 января 2020.
192. ↑  Администратор. Розклад руху автобусів (укр.). rozdilna.info. Дата обращения: 8 июня 2020. Архивировано 13 августа 2020 года.
193. ↑  Мережа міських автобусних маршрутів загального користування по м. Роздільна. Дата обращения: 10 апреля 2016. Архивировано 26 апреля 2016 года.
194. ↑  СЛУЖБИ ТАКСІ МІСТА РОЗДІЛЬНА
195. ↑  Прес-тур. rozdilna-rda.odessa.gov.ua. Дата обращения: 8 июня 2020. Архивировано 8 июня 2020 года.
196. ↑  Заклади сфери охорони здоров’я. oda.odessa.gov.ua. Дата обращения: 5 июня 2020. Архивировано 5 июня 2020 года.
197. ↑  Історія Роздільнянської ЦРЛ. Дата обращения: 10 апреля 2016. Архивировано 26 апреля 2016 года.
198. ↑  Брошенные в доме милосердия: "Никогда не думали, что останемся одни" - Первый городской — новости Одессы, главные одесские новости и события в Одессе. 1tv.od.ua. Дата обращения: 11 января 2020. Архивировано 11 января 2020 года.
199. ↑  Раздельнянский приют для детей "Теплый дом" (г. Раздельная, Раздельнянский р-н) | Доброе дело - Одесса. odessa.dobroedelo.com.ua. Дата обращения: 18 января 2020. Архивировано 27 мая 2019 года.
200. ↑  Навчальні заклади м. Роздільна. Дата обращения: 10 апреля 2016. Архивировано 4 марта 2016 года.
201. ↑  Музична школа м. Роздільна. Дата обращения: 10 апреля 2016. Архивировано 26 апреля 2016 года.
202. ↑  Заклади фізичної культури та спорту в м. Роздільна. Дата обращения: 10 апреля 2016. Архивировано 4 марта 2016 года.
203. ↑  Роздільнянська районна рада виходить зі складу співзасновників газети «Вперед» (укр.). izbirkom.org.ua. Дата обращения: 11 декабря 2020. Архивировано 23 февраля 2022 года.
204. ↑  Народный районный историко-краеведческий музей. Дата обращения: 22 февраля 2015. Архивировано из оригинала 22 февраля 2015 года.
205. ↑  Раздельная 1863-2018. Дата обращения: 11 января 2020. Архивировано 11 января 2020 года.
206. ↑  Роздільна: пам'ятник Чорнобиль. Дата обращения: 26 января 2020. Архивировано 7 декабря 2015 года.
207. ↑  myauu. МиГ-15УТИ (Раздельная). myauu.livejournal.com. Дата обращения: 3 августа 2020. Архивировано 29 октября 2020 года.
208. ↑  КРАЕВЕД. Открываем историю Одесского края. kraeved.od.ua. Дата обращения: 16 января 2020. Архивировано 16 января 2020 года.
209. ↑  Опыт должен быть востребован. Одесская газета «Порто-Франко» № 1313  27.05.2016. porto-fr.odessa.ua. Дата обращения: 16 января 2020. Архивировано 6 января 2017 года.
210. ↑  Rozdilnyanskiy rayon Turistichniy gid Rozdilnyanskiy District Tourist Guide-Book.
211. ↑  [www.tripadvisor.ru/Hotel_Review-g3607400-d3606146-Reviews-Black_Sea_Razdelnaya-Rozdilna_Odessa_Oblast.html ЧЕРНОЕ МОРЕ РАЗДЕЛЬНАЯ - отзывы, фото и сравнение цен]. TripAdvisor. Дата обращения: 26 января 2020.
212. ↑  Раздельная|Церковь Николая Чудотворца. sobory.ru. Дата обращения: 26 января 2020. Архивировано 24 февраля 2020 года.
213. ↑  Раздельнянское благочиние | БАЛТСКАЯ ЕПАРХИЯ УКРАИНСКОЙ ПРАВОСЛАВНОЙ ЦЕРКВИ. baltaeparhia.org.ua. Дата обращения: 26 января 2020. Архивировано 20 апреля 2021 года.
214. ↑  Парафія святого великомученика Юрія Переможця (м. Роздільна, Одеська область) (укр.). Інтерактивна карта Української Греко-Католицької Церкви. Дата обращения: 26 января 2020.
215. ↑  КРАЕВЕД. Открываем историю Одесского края. kraeved.od.ua. Дата обращения: 16 января 2020. Архивировано 16 января 2020 года.
216. ↑  Александр Розенбаум. Александр Розенбаум. Дата обращения: 26 января 2020. Архивировано 17 января 2020 года.
217. ↑  YouTube. www.youtube.com. Дата обращения: 26 января 2020. Архивировано 26 марта 2016 года.
218. ↑  Остросюжетный сериал "Пляж". 20-я серия. Дата обращения: 26 января 2020. Архивировано 9 ноября 2019 года.
219. ↑  Будяк Игнат Васильевич / Стена памяти / Стена Памяти. stena45.ru. Дата обращения: 13 ноября 2020. Архивировано 3 марта 2022 года.
220. ↑  Интервью с ветераном ВОВ Будяк Игнат Васильевич - Краснофлотцы | Я помню. iremember.ru. Дата обращения: 13 ноября 2020. Архивировано 13 мая 2021 года.
221. ↑  СПИСОК ГРОМАДЯН, яким присвоєно звання «Почесний громадянин міста Роздільна». Дата обращения: 16 января 2020. Архивировано 15 января 2020 года.
222. ↑  Положення про присвоєння звання Почесний громадянин міста Роздільна. rozdilna.odessa.gov.ua. Дата обращения: 19 января 2020. Архивировано 19 января 2020 года.
223. ↑  КРАЕВЕД. Открываем историю Одесского края. kraeved.od.ua. Дата обращения: 16 января 2020. Архивировано 16 января 2020 года.
224. ↑  Живая легенда Раздельной – ветеран ВОВ Михаил Шуляк в 92 года обрабатывает огород, водит автомобиль и воспитывает школьников! Одесская Жизнь (13 апреля 2016). Дата обращения: 16 января 2020. Архивировано 16 января 2020 года.
225. ↑  Начальник Одесской железной дороги удостоен звания «Почётный гражданин города Раздельная». timer-odessa.net. Дата обращения: 15 января 2020. Архивировано 15 января 2020 года.
226. ↑  Александру Пресману присвоено звание «Почетный гражданин города Раздельная». Пресман Олександр Семенович - Офіційна. 3 октября 2012. Архивировано 16 января 2020. Дата обращения: 16 января 2020.
227. ↑  Про заснування Почесної відзнаки Роздільнянської міської ради За заслуги перед містом. rozdilna.odessa.gov.ua. Дата обращения: 19 января 2020. Архивировано 19 января 2020 года.
228. 1 2  Святковий концерт. rozdilna.odessa.gov.ua. Дата обращения: 19 января 2020.
229. ↑  Роздільнянські депутати планують прозвітувати за 5 років роботи на початку жовтня (укр.). izbirkom.org.ua. Дата обращения: 14 июля 2020. Архивировано 14 июля 2020 года.
230. ↑  Кабмин утвердил список территориальных громад Одесской области: в Болградском районе — пять, Одесса и Измаил — в одиночестве (документ) | Новости Одессы. dumskaya.net. Дата обращения: 28 мая 2020. Архивировано 7 июня 2020 года.
231. ↑  Раздельнянский городской совет. СТРАТЕГІЯ СОЦІАЛЬНО-ЕКОНОМІЧНОГО РОЗВИТКУ РОЗДІЛЬНЯНСЬКОЇ ОБ’ЄДНАНОЇ ТЕРИТОРІАЛЬНОЇ ГРОМАДИ НА ПЕРІОД ДО 2025 РОКУ. Дата обращения: 18 января 2020. Архивировано 19 января 2020 года.
232. ↑  Децентрализация. Год пятый. Решающий. www.ukrinform.ru. Дата обращения: 28 мая 2020.